# Aigues-Mortes
Aigues-Mortes, en occitan Aigas Mòrtas, est une commune française de Petite Camargue, située à la pointe sud du département du Gard, en région Occitanie.
Exposée à un climat méditerranéen, elle est drainée par le Vidourle, le canal du Rhône à Sète, le Vistre et par deux autres cours d'eau. Incluse dans la Camargue (delta du Rhône), la commune possède un patrimoine naturel remarquable : trois sites Natura 2000 (la « Petite Camargue », l'« étang de Mauguio » et la « petite Camargue laguno-marine »), quatre espaces protégés (le « bois du Boucanet », la « Camargue Gardoise », l'« étang de l'Or » et la Petite Camargue) et douze zones naturelles d'intérêt écologique, faunistique et floristique.
Aigues-Mortes est une commune urbaine et littorale qui compte 8 707 habitants en 2022, après avoir connu une forte hausse de la population depuis 1968. Elle est dans l'unité urbaine d'Aigues-Mortes et fait partie de l'aire d'attraction du Grau-du-Roi. Ses habitants sont appelés les Aigues-Mortais ou  Aigues-Mortaises.
Elle est renommée pour ses remparts et ses arènes, appelées le Plan des Théâtres et destinées aux courses camarguaises, et est également tristement célèbre à la suite du massacre des Italiens ayant eu lieu en août 1893.
Les Salins d'Aigues-Mortes qui exploitent le marais de Peccais, emblématique de la production du sel camarguais, se trouvent également sur le territoire de la commune.

## Géographie

### Localisation

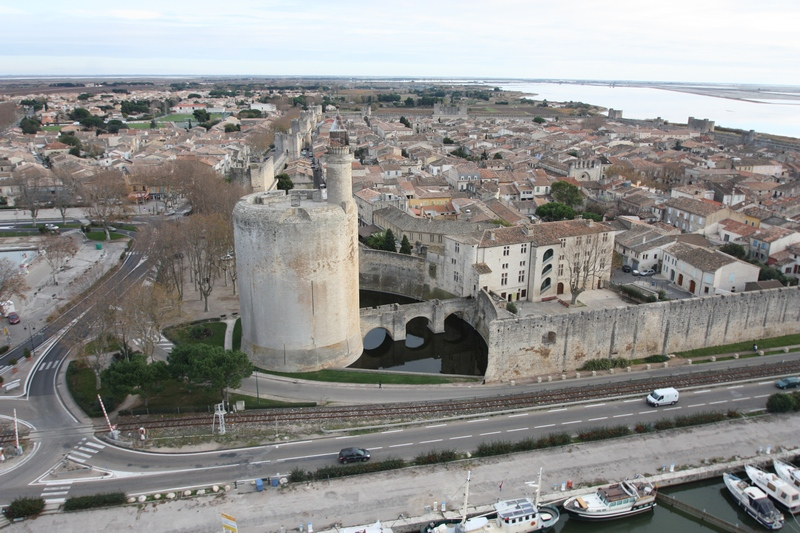
Vue aérienne d'Aigues-Mortes.

Par le réseau routier, Aigues-Mortes est située à 35 km environ de Nîmes (préfecture du Gard) et 30 km de Montpellier (Hérault). À vol d'oiseau, elle est à 32,5 km de Nîmes et 26 km de Montpellier.
Le territoire communal est composé d'une partie de la plaine humide et des étangs de Petite Camargue dont les plus grands sont l'étang du Roy au sud-est, l'étang de la Ville immédiatement au sud d'Aigues-Mortes, une partie de l'étang de Caitives dont le reste se trouve sur Saint-Laurent-d'Aigouze, l'étang de la Marette au sud-ouest de la ville, et environ 63 hectares de l'étang de Mauguio à l'ouest.
Au sud-ouest, il est séparé du golfe du Lion (mer Méditerranée) par la commune du Grau-du-Roi. Aigues-Mortes est cependant reliée à la mer par le canal du Grau-du-Roi. Ainsi les communes de Saint-Laurent-d'Aigouze et Le Grau-du-Roi sont limitrophes de celle d'Aigues-Mortes.
À l'ouest, la commune est contigüe par un angle de sa limite à celle de Mauguio (Hérault) qu'elle effleure sur la pointe de la Radelle dans l'étang de Mauguio. Au sud-est, elle est mitoyenne des Saintes-Maries-de-la-Mer sur environ 800 m.
Tout le territoire de la moitié sud de la commune est occupé par des salines, des étangs et des marais, qui sont également largement dominants dans la partie nord. Ainsi, il n'y a que très peu de hameaux : Corbière, mas du Bosquet, mas du grand Môle, mas du Petit Chaumont et mazet de Bel-Air.
Aigues-Mortes est l'une des 81 communes membres du Schéma de cohérence territoriale (Scot) du Sud du Gard et fait également partie des 34 communes du pays Vidourle-Camargue. Aigues-Mortes est aussi l'une des quatre « Loi littoral » du Scot du Sud du Gard.

### Communes limitrophes
Les communes limitrophes sont Les Saintes-Maries-de-la-Mer, Le Grau-du-Roi, Saint-Laurent-d'Aigouze, Marsillargues, Mauguio et La Grande-Motte.

### Climat
Pour des articles plus généraux, voir Climat de l'Occitanie et Climat du Gard.
En 2010, le climat de la commune est de type climat méditerranéen franc, selon une étude s'appuyant sur une série de données couvrant la période 1971-2000. En 2020, Météo-France publie une typologie des climats de la France métropolitaine dans laquelle la commune est exposée à un climat méditerranéen et est dans la région climatique Provence, Languedoc-Roussillon, caractérisée par une pluviométrie faible en été, un très bon ensoleillement (2 600 h/an), un été chaud (21,5 °C), un air très sec en été, sec en toutes saisons, des vents forts (fréquence de 40 à 50 % de vents > 5 m/s) et peu de brouillards.
Pour la période 1971-2000, la température annuelle moyenne est de 14,6 °C, avec  une amplitude thermique annuelle de 16,6 °C. Le cumul annuel moyen de précipitations est de 614 mm, avec 5,7 jours de précipitations en janvier et 2,3 jours en juillet. Pour la période 1991-2020, la température moyenne annuelle observée sur la station météorologique installée sur la commune est de 16,0 °C et le cumul annuel moyen de précipitations est de 552,6 mm,. Pour l'avenir, les paramètres climatiques de la commune estimés pour 2050 selon différents scénarios d’émission de gaz à effet de serre sont consultables sur un site dédié publié par Météo-France en novembre 2022.
| Mois                                  | jan.           | fév.           | mars          | avril         | mai            | juin          | jui.          | août          | sep.          | oct.          | nov.          | déc.          | année     |
| ------------------------------------- | -------------- | -------------- | ------------- | ------------- | -------------- | ------------- | ------------- | ------------- | ------------- | ------------- | ------------- | ------------- | --------- |
| Température minimale moyenne (°C)     | 4,3            | 4,6            | 7,7           | 10,4          | 14,1           | 17,9          | 20,2          | 20            | 16,3          | 13,2          | 8,5           | 5,1           | 11,9      |
| Température moyenne (°C)              | 7,9            | 8,7            | 12            | 14,5          | 18,4           | 22,3          | 24,8          | 24,6          | 20,8          | 16,9          | 11,9          | 8,6           | 16        |
| Température maximale moyenne (°C)     | 11,4           | 12,7           | 16,2          | 18,6          | 22,6           | 26,8          | 29,4          | 29,2          | 25,2          | 20,6          | 15,4          | 12            | 20        |
| Record de froid (°C) date du record   | −10 12.01.1987 | −13 04.02.1963 | −5 02.03.05   | −1 06.04.1980 | 4,5 09.05.1974 | 6 04.06.1984  | 12 16.07.01   | 11 30.08.1986 | 5 21.09.1977  | 1 23.10.1974  | −4 29.11.1995 | −9 27.12.1962 | −13 1963  |
| Record de chaleur (°C) date du record | 20,8 24.01.24  | 23,2 03.02.20  | 26,7 23.03.19 | 32 08.04.11   | 33,7 24.05.11  | 40,9 28.06.19 | 38 07.07.1982 | 39,2 23.08.23 | 35,4 05.09.16 | 31,5 12.10.11 | 24,5 01.11.22 | 21 26.12.1999 | 40,9 2019 |
| Précipitations (mm)                   | 53,6           | 35,9           | 35            | 52,4          | 37             | 23,7          | 14,5          | 30,4          | 72,8          | 76,8          | 71,9          | 48,6          | 552,6     |

### Milieux naturels et biodiversité

#### Espaces protégés
La protection réglementaire est le mode d’intervention le plus fort pour préserver des espaces naturels remarquables et leur biodiversité associée,.
La commune fait également partie de la Camargue (delta du Rhône), un territoire reconnu réserve de biosphère par l'UNESCO en 1977 pour ses nombreux bombements sources de diversité : bourrelets alluviaux des bras anciens et actuels du Rhône et cordons dunaires élaborés par les courants marins et les rivages historiques de la Méditerranée. Entre ces replis encore en partie boisés, dans les dépressions, se répartissent des terres basses occupées par les lagunes bordées de steppes salées, les marais à roselières en partie exploités pour la coupe du roseau et les étangs - dont le plus grand, le Vaccarès, occupe 6 500 hectares,.
Quatre autres espaces protégés sont présents sur la commune : 
- le « bois du Boucanet », un terrain acquis par le Conservatoire du Littoral, d'une superficie de 207,10 ha[11],[12] ;
- la « Camargue Gardoise », un terrain acquis par le Conservatoire du Littoral, d'une superficie de 885,6 ha[13],[14] ;
- l'« étang de l'Or », un terrain acquis par le Conservatoire du Littoral, d'une superficie de 609,4 ha[15],[16] ;
- la Petite Camargue, une zone humide protégée par la convention de Ramsar, d'une superficie de 41 705,5 ha[17].

#### Réseau Natura 2000

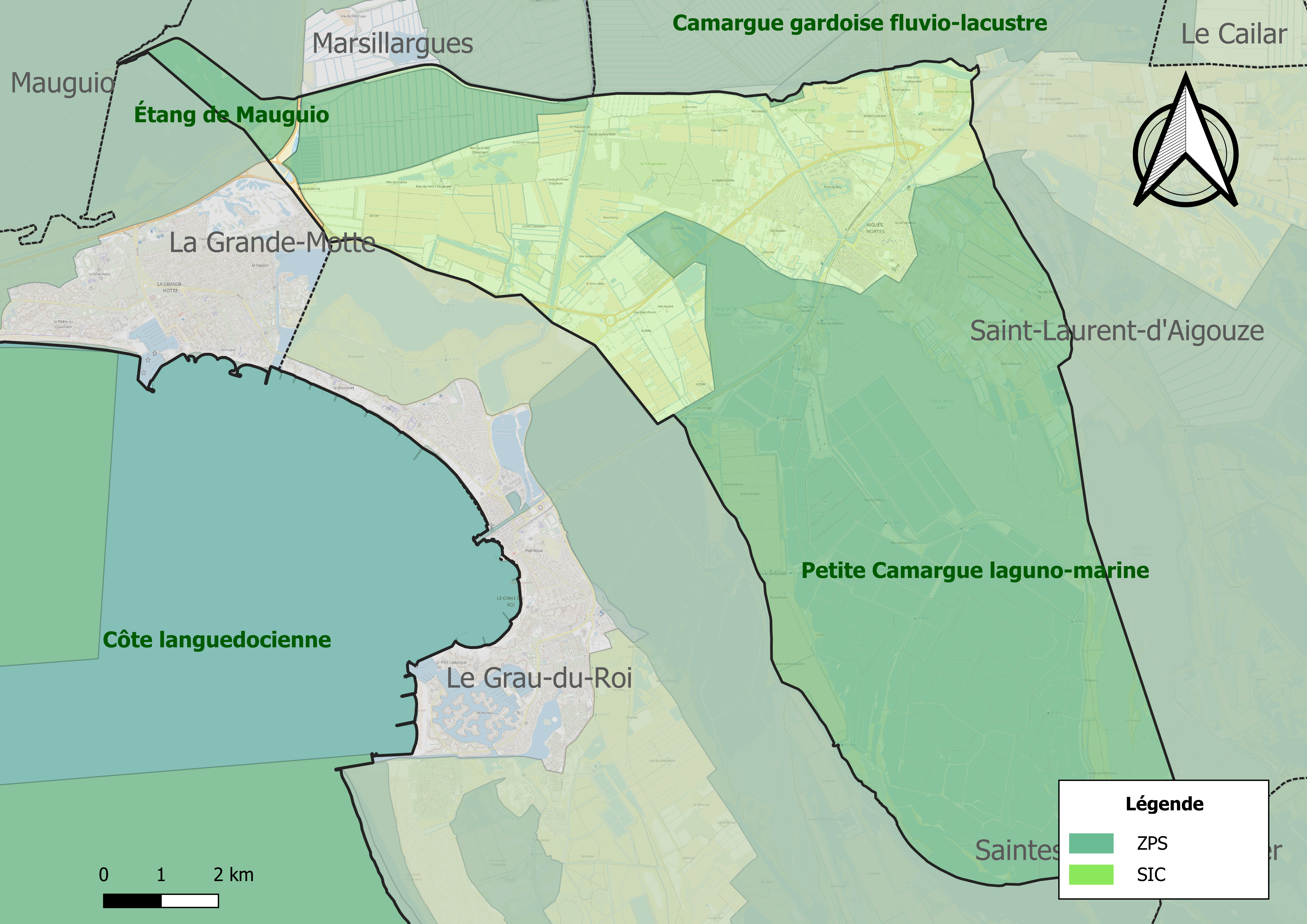
Site Natura 2000 sur le territoire communal.

Le réseau Natura 2000 est un réseau écologique européen de sites naturels d'intérêt écologique élaboré à partir des directives habitats et oiseaux, constitué de zones spéciales de conservation (ZSC) et de zones de protection spéciale (ZPS).
Deux sites Natura 2000 ont été définis sur la commune au titre de la directive habitats :
- la « petite Camargue », d'une superficie de 34 412 ha, une grande zone humide littorale indissociable de la Camargue provençale. Il comprend deux ensembles très intéressants : d'une part une zone laguno-marine avec un important massif dunaire actif avec de nombreuses dunes vives et fixées dont certaines boisées (Genévriers et Pins pignons) et d'autre part une zone fluvio-lacustre constituée de marais et d'étangs doux à saumâtres[20] ;
- l'« étang de Mauguio », d'une superficie de 7 020 ha. Cette lagune communique avec la mer par un grau qui relie le Sud-Ouest de l'étang au port de Carnon. L'étang est entouré par une gamme variée d'habitats naturels : un système dunaire, des milieux saumâtres à hyper salés sur les rives sud et est et des milieux saumâtres à doux influencés par l'eau douce sur les rives nord[21] ;

et deux au titre de la directive oiseaux : 
- la « petite Camargue laguno-marine », d'une superficie de 15 681 ha, qui accueille plus de 240 espèces d'oiseaux et constitue un site de nidification régulier pour plus de 50 espèces, un important site d'accueil en hiver, particulièrement favorable aux oiseaux d'eau, aux laro-limicoles, à l'Outarde canepetière et à de nombreux passereaux, ainsi qu'une étape de migration (automne, printemps) pour plus de 160 espèces[22] ;
- l'« étang de Mauguio », d'une superficie de 7 020 ha, ce site présente une diversité des milieux et des conditions d'hygrométrie et de salinité, conférant à ce site un intérêt ornithologique remarquable[23].

#### Zones naturelles d'intérêt écologique, faunistique et floristique
L’inventaire des zones naturelles d'intérêt écologique, faunistique et floristique (ZNIEFF) a pour objectif de réaliser une couverture des zones les plus intéressantes sur le plan écologique, essentiellement dans la perspective d’améliorer la connaissance du patrimoine naturel national et de fournir aux différents décideurs un outil d’aide à la prise en compte de l’environnement dans l’aménagement du territoire.
Neuf ZNIEFF de type 1 sont recensées sur la commune :
- les « bois du Grand Chaumont et de Quincandon » (165 ha)[25] ;
- l'« étang de l'Or » (3 378 ha), couvrant 6 communes dont 1 dans le Gard et 5 dans l'Hérault[26] ;
- l'« étang du Repaus et bras du Rhône de Saint-Roman » (1 724 ha), couvrant 2 communes du département[27] ;
- « le Vidourle entre Port Vieil et Quincandon » (161 ha), couvrant 3 communes dont 2 dans le Gard et 1 dans l'Hérault[28] ;
- le « marais du Bourgidou » (116 ha), couvrant 2 communes du département[29] ;
- les « salins d'Aigues-Mortes » (3 340 ha), couvrant 3 communes du département[30] ;
- le « salins de Petite Camargue » (3 499 ha), couvrant 3 communes dont 1 dans les Bouches-du-Rhône et 2 dans le Gard[31] ;
- les « salins et marais de la Marette » (198 ha)[32] ;
- le « sansouire de Bel-Air et Cabanes du Roc » (96 ha), couvrant 2 communes dont 1 dans le Gard et 1 dans l'Hérault[33] ;

et trois ZNIEFF de type 2, : 
- la « Camargue fluvio-lacustre et laguno-marine » (82 788 ha), couvrant 8 communes dont 2 dans les Bouches-du-Rhône et 6 dans le Gard[34] ;
- le « Camargue gardoise » (42 422 ha), couvrant 12 communes dont 11 dans le Gard et 1 dans l'Hérault[35] ;
- le « complexe paludo-laguno-dunaire des étangs montpelliérains » (14 344 ha), couvrant 14 communes dont 1 dans le Gard et 13 dans l'Hérault[36].

Carte des ZNIEFF de type 1 et 2 à Aigues-Mortes.
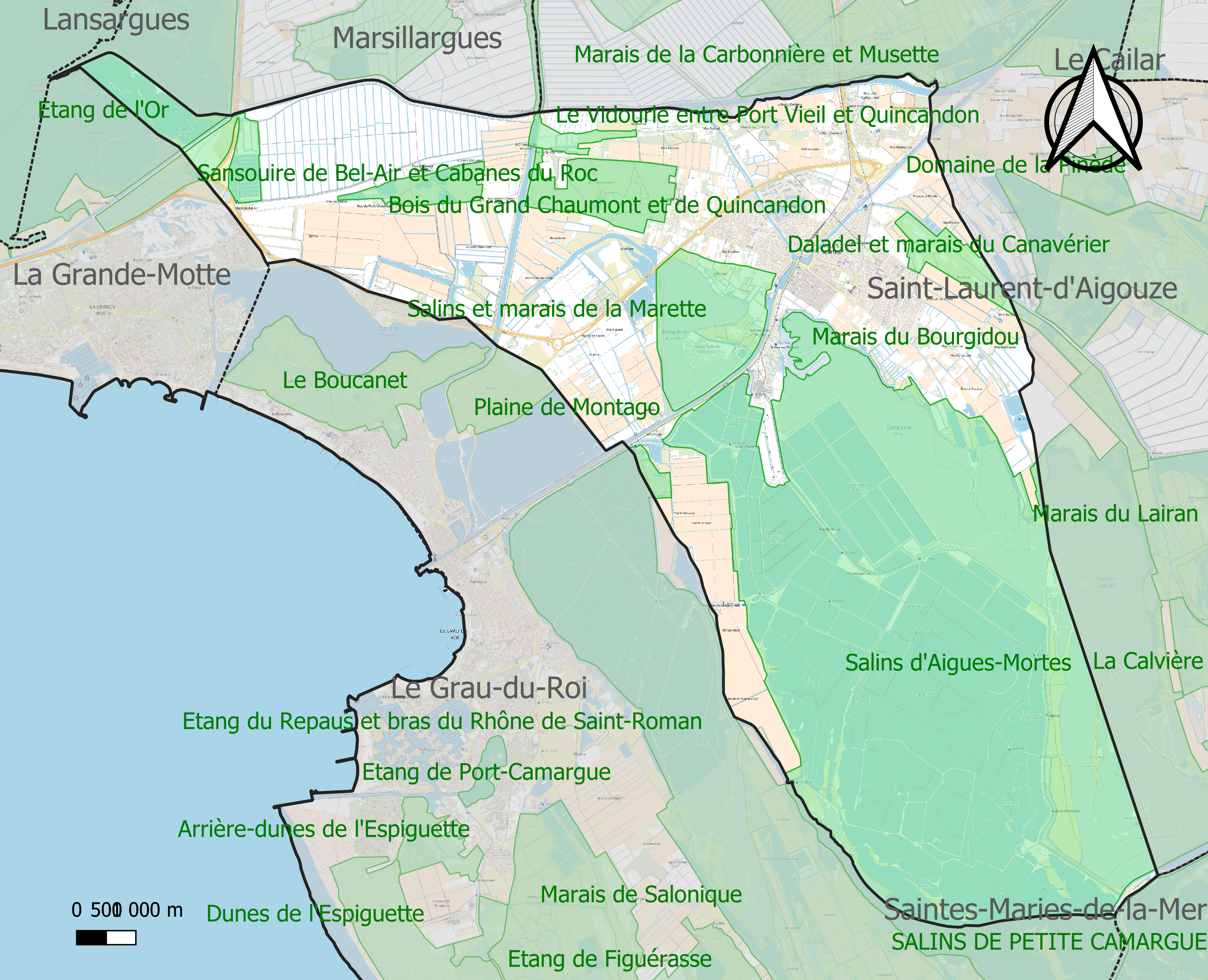
Carte des ZNIEFF de type 1 sur la commune.
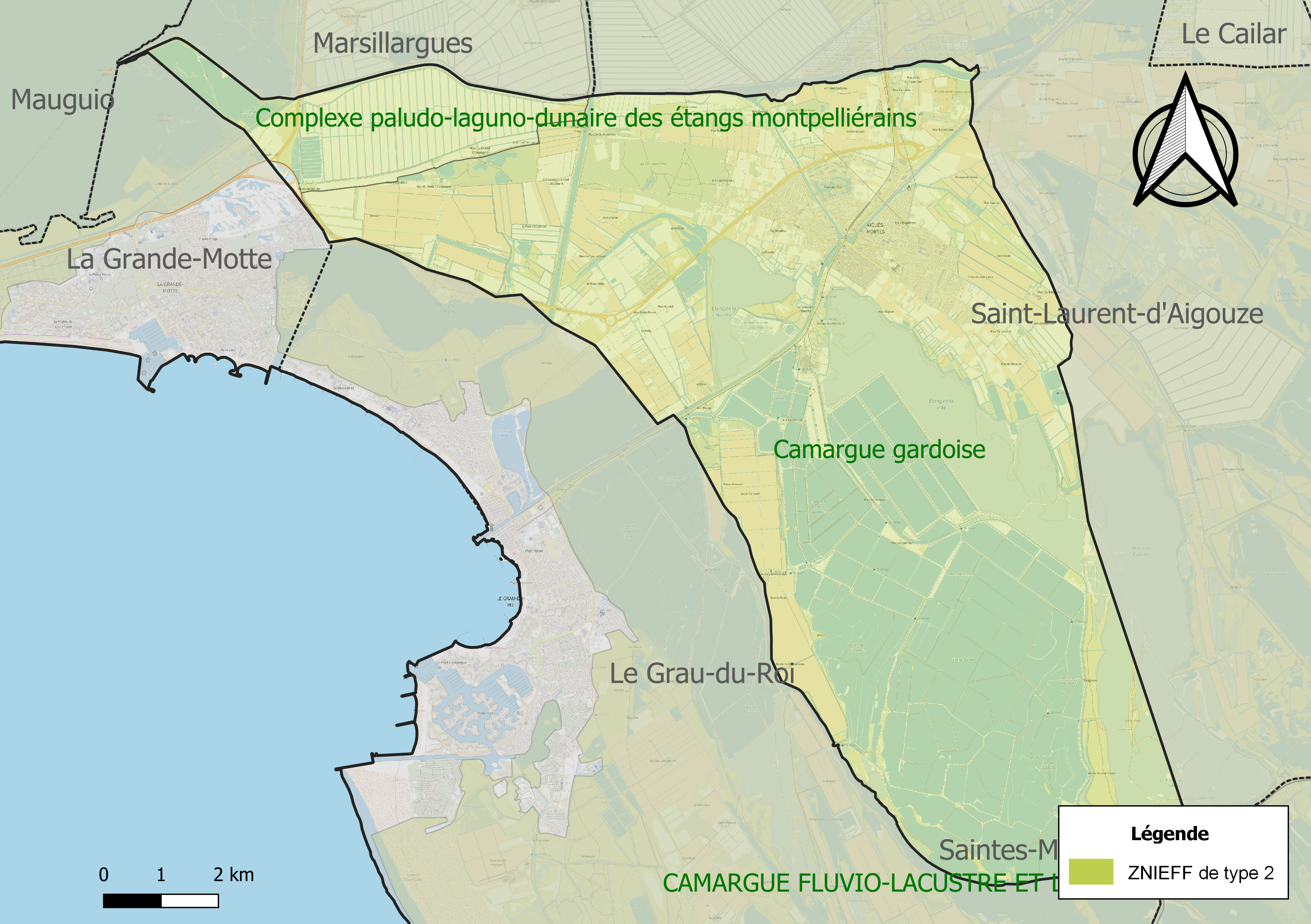
Carte des ZNIEFF de type 2 sur la commune.

## Urbanisme

### Typologie
Au 1er janvier 2024, Aigues-Mortes est catégorisée petite ville, selon la nouvelle grille communale de densité à sept niveaux définie par l'Insee en 2022.
Elle appartient à l'unité urbaine d'Aigues-Mortes, une unité urbaine monocommunale constituant une ville isolée,. Par ailleurs la commune fait partie de l'aire d'attraction du Grau-du-Roi, dont elle est une commune du pôle principal,. Cette aire, qui regroupe 3 communes, est catégorisée dans les aires de moins de 50 000 habitants,.
La commune, bordée par la mer Méditerranée, est également une commune littorale au sens de la loi du 3 janvier 1986, dite loi littoral. Des dispositions spécifiques d’urbanisme s’y appliquent dès lors afin de préserver les espaces naturels, les sites, les paysages et l’équilibre écologique du littoral, telles que le principe d'inconstructibilité, en dehors des espaces urbanisés, sur la bande littorale des 100 mètres, ou plus si le plan local d’urbanisme le prévoit.

### Occupation des sols

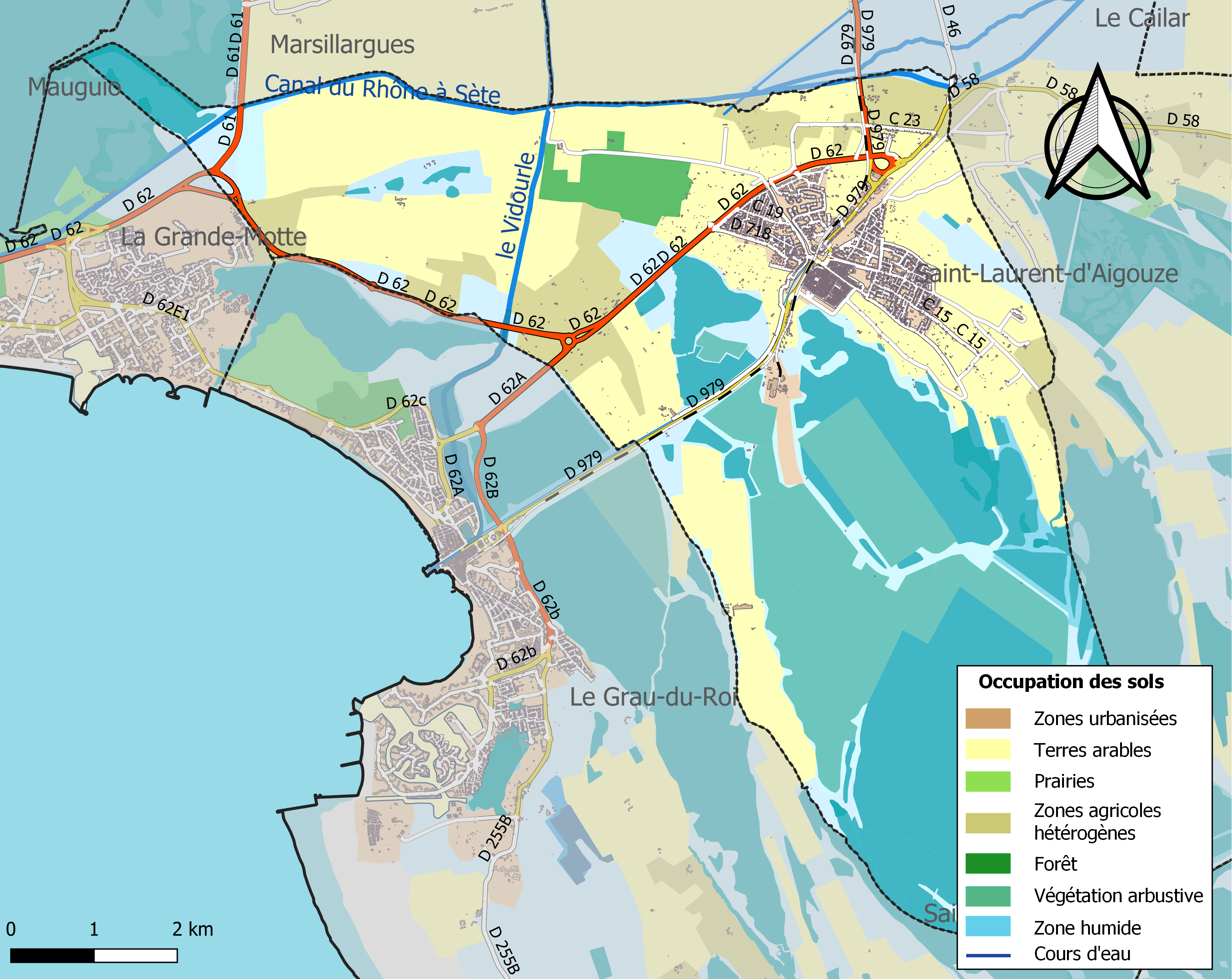
Carte des infrastructures et de l'occupation des sols de la commune en 2018 (CLC).

L'occupation des sols de la commune, telle qu'elle ressort de la base de données européenne d’occupation biophysique des sols Corine Land Cover (CLC), est marquée par l'importance des zones humides (46,9 % en 2018), une proportion sensiblement équivalente à celle de 1990 (47,3 %). La répartition détaillée en 2018 est la suivante : 
zones humides côtières (45,4 %), cultures permanentes (23,9 %), terres arables (7,3 %), zones agricoles hétérogènes (7,3 %), eaux maritimes (7,3 %), zones urbanisées (4,1 %), forêts (2,1 %), zones humides intérieures (1,4 %), zones industrielles ou commerciales et réseaux de communication (1,2 %). L'évolution de l’occupation des sols de la commune et de ses infrastructures peut être observée sur les différentes représentations cartographiques du territoire : la carte de Cassini (XVIIIe siècle), la carte d'état-major (1820-1866) et les cartes ou photos aériennes de l'IGN pour la période actuelle (1950 à aujourd'hui).

### Voies de communication et transports

#### Routier
Le développement du tourisme balnéaire depuis les années 1960 a été marqué par la construction de nouvelles stations balnéaires (La Grande-Motte) ou l'extension des existantes (Le Grau-du-Roi-Port-Camargue). Pour faciliter leur accès aux touristes, le réseau routier littoral a été densifié et relié à l'autoroute A 9. Aigues-Mortes bénéficie ainsi de ces axes :
- à l'est, la départementale D 58 relie la ville aux Saintes-Maries-de-la-Mer et à la commune d'Arles ; cette route serpente à travers les rizières et les différents étangs qui composent la Camargue ;
- à l'ouest, la D 62 a été élargie en 2 × 2 voies pour permettre une jonction rapide vers Montpellier ;
- au nord, la départementale D 979 relie directement la ville à l'autoroute au niveau de Gallargues-le-Montueux.

La ligne de bus 606 permet aussi de rallier Montpellier, et la ligne 132 Nîmes.

#### Fluvial

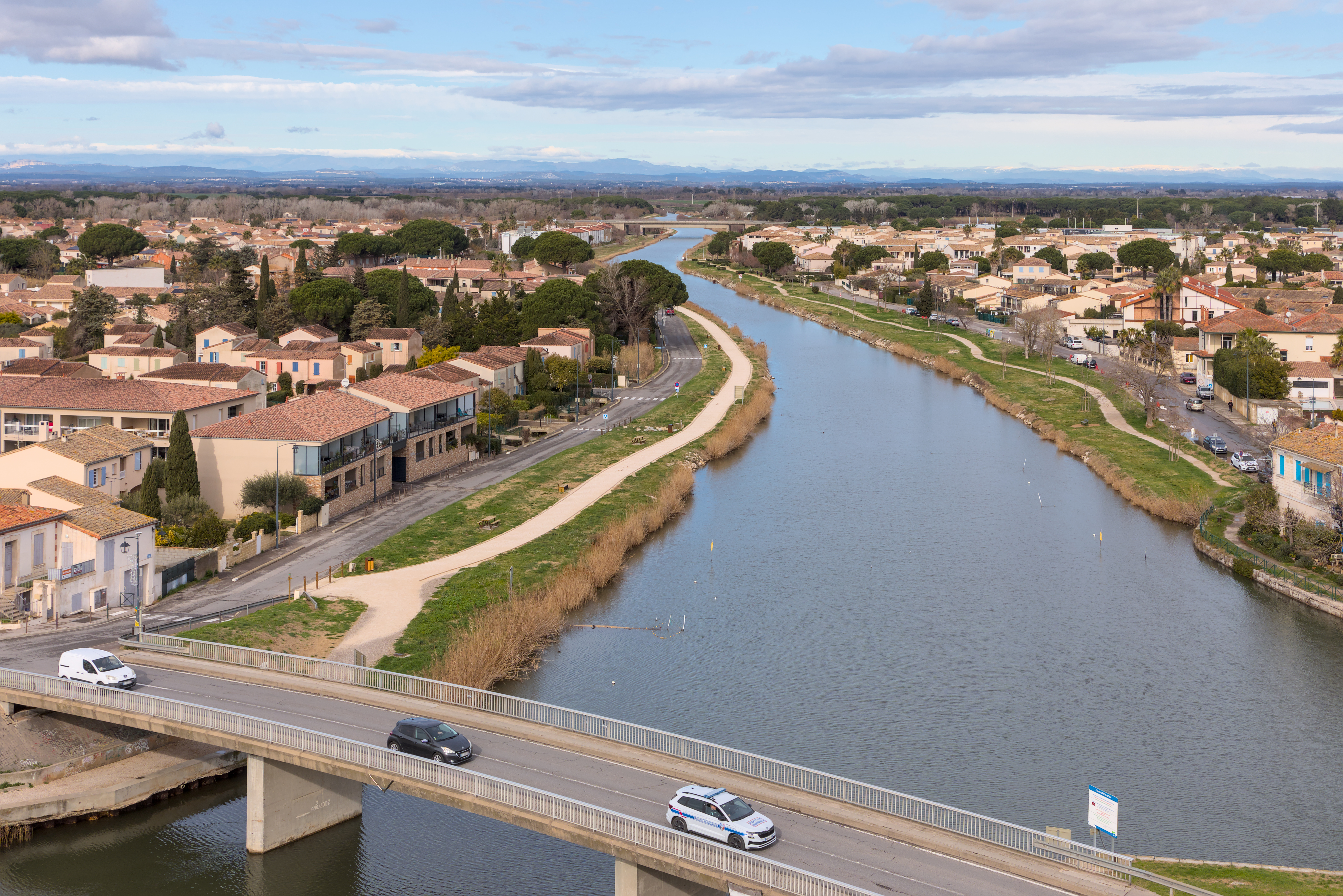
Le canal du Rhône à Sète vu depuis la tour de Constance.

La ville d'Aigues-Mortes est à un carrefour de canaux :
- canal du Rhône à Sète venant du nord-est et repartant vers l'ouest ;
- canal de Bourgidou vers le sud-est, et qui rejoint le Petit Rhône par l'intermédiaire d'autres canaux aux limites du Gard et des Bouches-du-Rhône ;
- et le grau du roi, entretenu depuis le Moyen Âge et reliant Aigues-Mortes à la partie centrale du Grau-du-Roi.

#### Ferroviaire
La ligne Nîmes - Le Grau-du-Roi dessert les villes et villages des Costières et du littoral, avec terminus au Grau-du-Roi. Elle est également utilisée pour le transport du sel fabriqué par une des exploitations salinières du groupe Salins (voir le lien ci-dessous).

### Risques majeurs
Le territoire de la commune d'Aigues-Mortes est vulnérable à différents aléas naturels : météorologiques (tempête, orage, neige, grand froid, canicule ou sécheresse), inondations, feux de forêts, mouvements de terrains et séisme (sismicité très faible). Il est également exposé à deux risques technologiques, le transport de matières dangereuses et la rupture d'un barrage. Un site publié par le BRGM permet d'évaluer simplement et rapidement les risques d'un bien localisé soit par son adresse soit par le numéro de sa parcelle.

#### Risques naturels
La commune fait partie du territoire à risques importants d'inondation (TRI) de Montpellier/Lunel/Maugio/Palavas, regroupant 49 communes du bassin de vie de Montpellier et s'étendant sur les départements de l'Hérault et du Gard, un des 31 TRI qui ont été arrêtés fin 2012 sur le bassin Rhône-Méditerranée, retenu au regard des risques de submersions marines et de débordements du Vistre, du Vidourle, du Lez et de la Mosson. Parmi les derniers événements significatifs qui ont touché le territoire, peuvent être citées les crues de septembre 2002 et de septembre 2003 (Vidourle) et les tempêtes de novembre 1982 et décembre 1997 qui ont touché le littoral. Des cartes des surfaces inondables ont été établies pour trois scénarios : fréquent (crue de temps de retour de 10 ans à 30 ans), moyen (temps de retour de 100 ans à 300 ans) et extrême (temps de retour de l'ordre de 1 000 ans, qui met en défaut tout système de protection),. La commune a été reconnue en état de catastrophe naturelle au titre des dommages causés par les inondations et coulées de boue survenues en 1982, 1994, 2002, 2003 et 2015,.

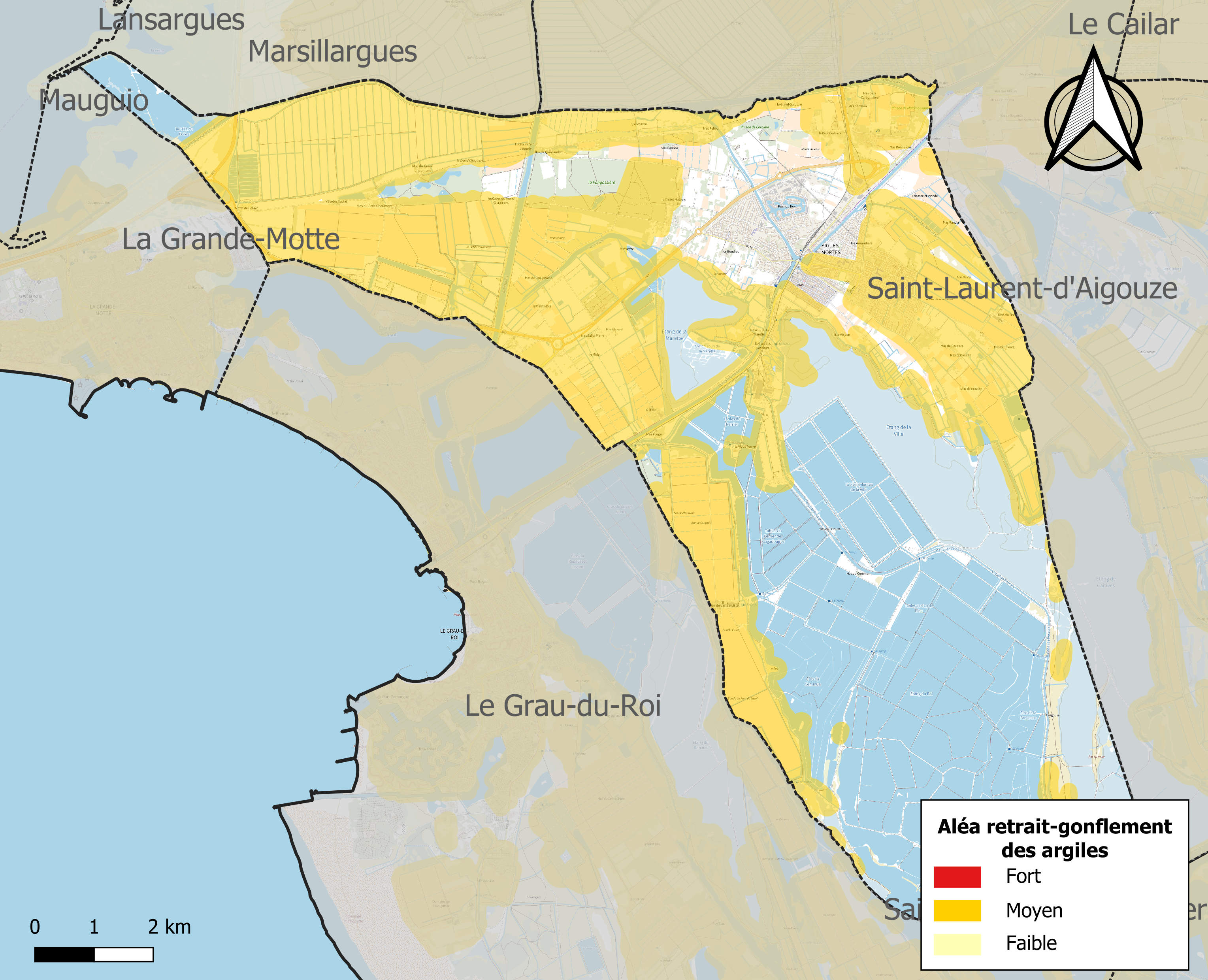
Carte des zones d'aléa retrait-gonflement des sols argileux d'Aigues-Mortes.

La commune est vulnérable au risque de mouvements de terrains constitué principalement du retrait-gonflement des sols argileux. Cet aléa est susceptible d'engendrer des dommages importants aux bâtiments en cas d’alternance de périodes de sécheresse et de pluie. 49,7 % de la superficie communale est en aléa moyen ou fort (67,5 % au niveau départemental et 48,5 % au niveau national). Sur les 3 677 bâtiments dénombrés sur la commune en 2019, 1673 sont en aléa moyen ou fort, soit 45 %, à comparer aux 90 % au niveau départemental et 54 % au niveau national. Une cartographie de l'exposition du territoire national au retrait gonflement des sols argileux est disponible sur le site du BRGM,.
Par ailleurs, afin de mieux appréhender le risque d’affaissement de terrain, l'inventaire national des cavités souterraines permet de localiser celles situées sur la commune.

#### Risques technologiques
Le risque de transport de matières dangereuses sur la commune est lié à sa traversée par des infrastructures routières ou ferroviaires importantes ou la présence d'une canalisation de transport d'hydrocarbures. Un accident se produisant sur de telles infrastructures est en effet susceptible d’avoir des effets graves au bâti ou aux personnes jusqu’à 350 m, selon la nature du matériau transporté. Des dispositions d’urbanisme peuvent être préconisées en conséquence.
La commune est en outre située en aval des barrages de Sainte-Croix et de Serre-Ponçon, deux ouvrages de classe A. À ce titre elle est susceptible d’être touchée par l’onde de submersion consécutive à la rupture d'un de ces ouvrages.

## Toponymie
Le nom d'Aquae Mortuae est cité lors de l'embarquement de saint Louis en 1248 en ce lieu pour sa première croisade. Ce nom procède de l'occitan Aigas Mòrtas « eaux mortes », c'est-à-dire « eaux stagnantes », équivalent des types toponymiques de langue d'oïl « Morteau ».
Il est intéressant de signaler que les habitants d'Aigues-Mortes demandèrent à saint Louis de nommer l'agglomération naissante du nom de Bona per Forsa (« Bonne malgré le hasard »). Le nom usuel Aigues-Mortes resta cependant en usage jusqu'à nos jours.
Le nom d’Aigues-Mortes provient des marais et des étangs qui s'étendaient autour du village et aussi du fait qu'il n'y a jamais eu d'eaux vives à Aigues-Mortes[réf. souhaitée].

## Histoire
Les remparts d'Aigues-Mortes ont été construits par Saint Louis. En effet, dès le début de son règne, Louis IX souhaite se doter d'un débouché sur la Méditerranée ; c'est dans ce contexte qu'il fait construire le port d'Aigues-Mortes.

### Antiquité
Un Romain du nom de Peccius aménage les premiers marais salins et donne son nom au marais du Peccais. L'exploitation du sel avait commencé dès le Néolithique et s'était continuée à la période hellénistique, mais l'exploitation antique des salins n'a donné lieu à aucune découverte archéologique majeure et il est probable que ces vestiges aient été détruits par les installations des salins modernes.

### Moyen Âge
En 791, Charlemagne fait ériger la tour Matafère, au milieu des marécages, pour la sûreté des pêcheurs et des ouvriers des salins. Certains avancent que la signalisation et la transmission des nouvelles n’étaient pas étrangères à l’édification de cette tour destinée à donner l’alerte, en cas d’arrivée d’une flotte, à la tour Magne, à Nîmes. La vocation de cette tour passe du plan guerrier au plan spirituel quand Charlemagne l’octroie à l’abbaye de bénédictins, consacrés à l’Opus Dei (l'œuvre de Dieu) et dont les incessantes psalmodies, de jour comme de nuit, font désigner leur couvent du titre de Psalmody ou Psalmodi. Ce couvent existe en 812, comme le confirme un acte de dotation faite par le Nîmois Badila à l’abbaye. À cette époque, les habitants, qui vivent dans des cabanes en roseaux, tirent leur subsistance de la pêche, de la chasse et de la production du sel produit dans différents petits marais salants en bordure de mer. La région est alors sous la domination des moines de l'abbaye de Psalmody.

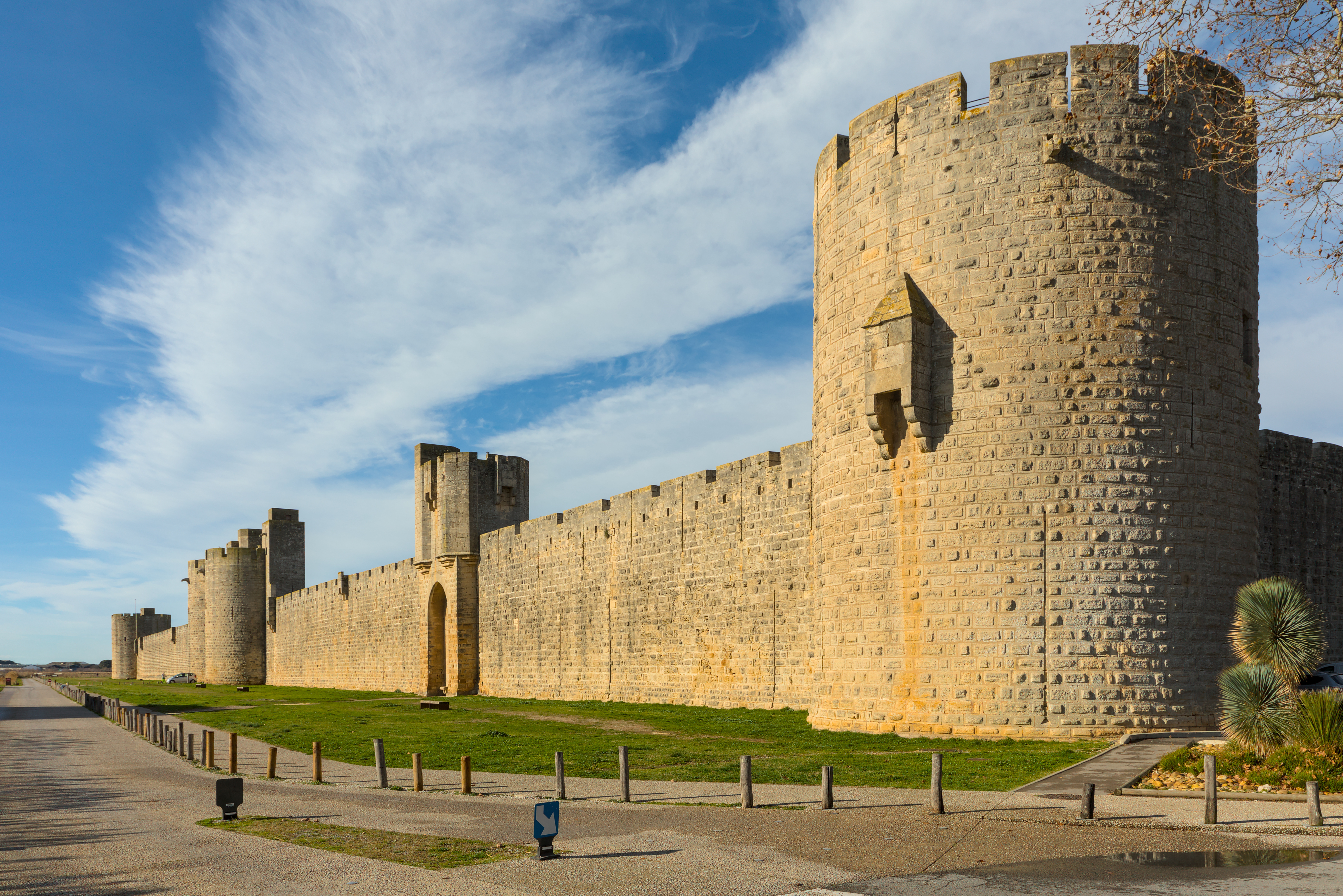
Les remparts d'Aigues-Mortes (partie sud-est).

En 1240, Louis IX, qui souhaite se débarrasser de l'emprise des marines italiennes pour le transport des troupes pour les croisades, s'intéresse à la position stratégique que représente ce lieu pour son royaume.
À cette époque, Marseille appartient à son frère Charles d'Anjou, comte de Provence, Agde à Raymond VII, comte de Toulouse, et Montpellier à Jacques Ier, roi d'Aragon, ce qui interdit à Saint-Louis un accès direct à la mer Méditerranée.
Ce dernier obtint des moines de l'abbaye de Psalmody la ville et les terres alentour par échange de propriétés. Les habitants sont exemptés de la gabelle, impôt prélevé sur le sel qu'ils peuvent prendre sans contrainte. Il fait aménager une route entre les marais et y bâtir la tour Carbonnière pour servir de tour de guet et ainsi protéger l'accès à la ville. Saint Louis fait construire ensuite la tour de Constance pour abriter sa garnison. En 1272, le fils et successeur de Louis IX, Philippe le Hardi, ordonne la poursuite de la construction de remparts pour ceinturer complètement la petite ville. Les travaux ne s’achèveront que trente ans plus tard grâce à Philippe le Bel.

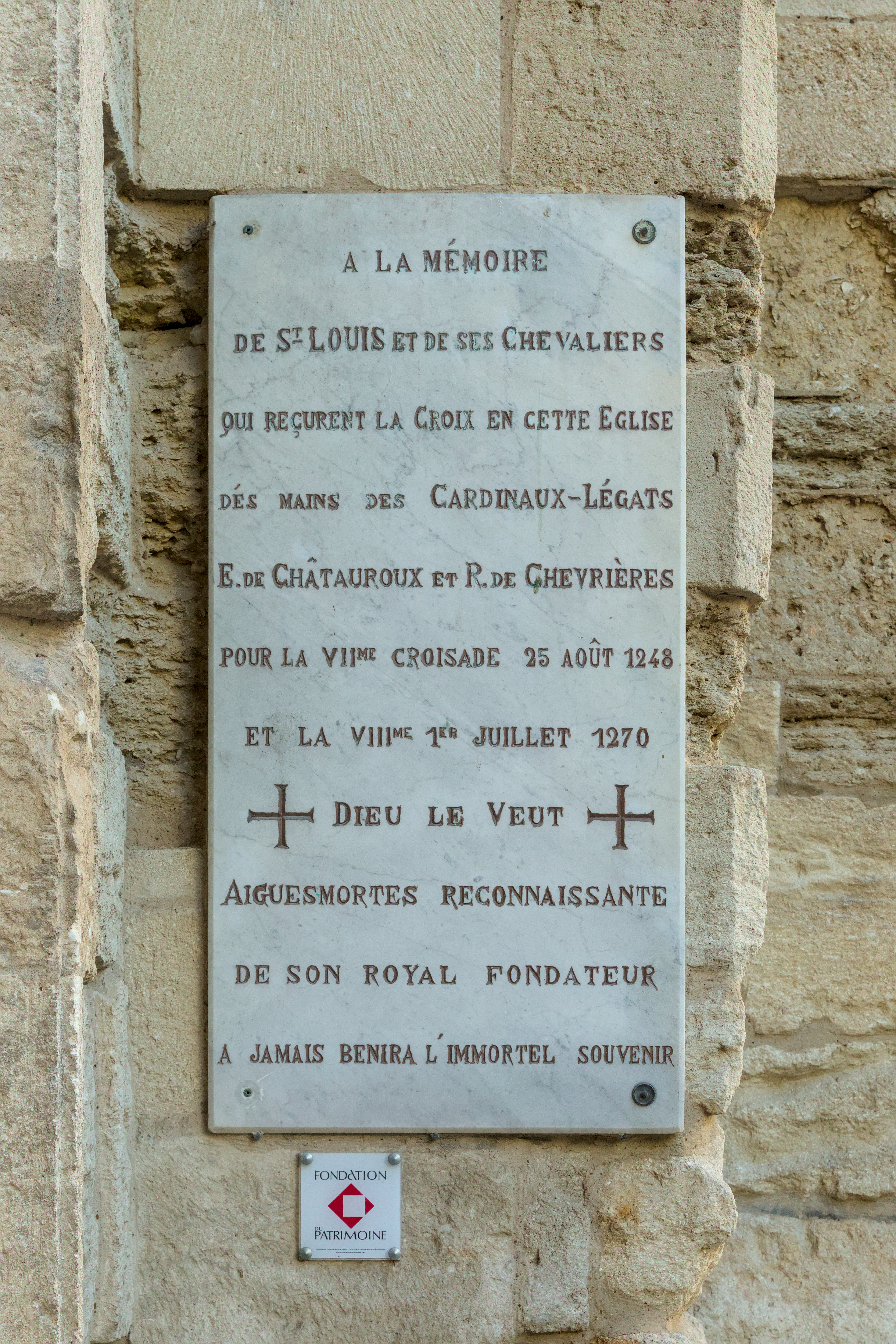
Plaque commémorant le départ le et de ses chevaliers pour la septième croisade, sur la façade de l'église Notre-Dame-des-Sablons.

C'est de cette ville que Louis IX part par deux fois pour les Croisades : la septième croisade en 1248 et la huitième croisade en 1270 pour Tunis, où il meurt de dysenterie, du typhus voire de scorbut selon les historiens. 1270 constitue à tort, pour beaucoup d'historiens, la dernière étape d'un processus engagé à la fin du XIe siècle. Le jugement est hâtif car le transfert de croisés ou de mercenaires à partir du port d'Aigues-Mortes a continué. L'ordonnance donnée en 1275 au chevalier Guillaume de Roussillon par Philippe III le Hardi et le pape Grégoire X après le concile de Lyon de 1274 en guise de renfort à Saint-Jean-d'Acre en Orient, démontre que l'activité maritime y perdure toujours en vue d'une neuvième croisade qui n'aura jamais lieu. De ce fait de 1270 découle la croyance populaire voulant que la mer atteigne Aigues-Mortes à cette époque. En fait, comme le confirment les études de l'ingénieur Charles Léon Dombre, l'ensemble du port d'Aigues-Mortes comprenait le port proprement dit, qui se trouvait dans l'étang de la Marette, le Canal-Viel et le Grau-Louis, le Canal-Viel étant le chenal d'accès à la mer. C'est approximativement sur le Grau-Louis qu'est construite aujourd'hui La Grande-Motte.
Au début du XIVe siècle, Philippe le Bel utilisa le site fortifié pour y incarcérer les Templiers. Entre le 8 et le 11 novembre 1307, quarante-cinq d'entre eux furent mis à la question, reconnus coupables et retenus prisonniers dans la tour de Constance.

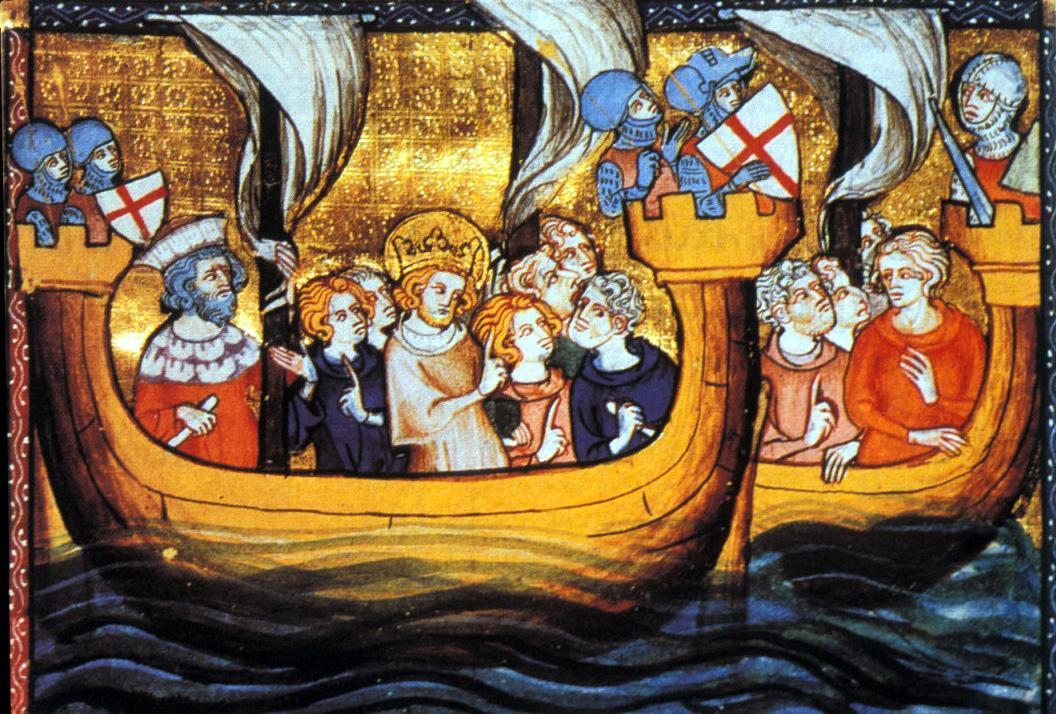
Louis IX sur une nef, au départ d'Aigues-Mortes, lors de la septième croisade.
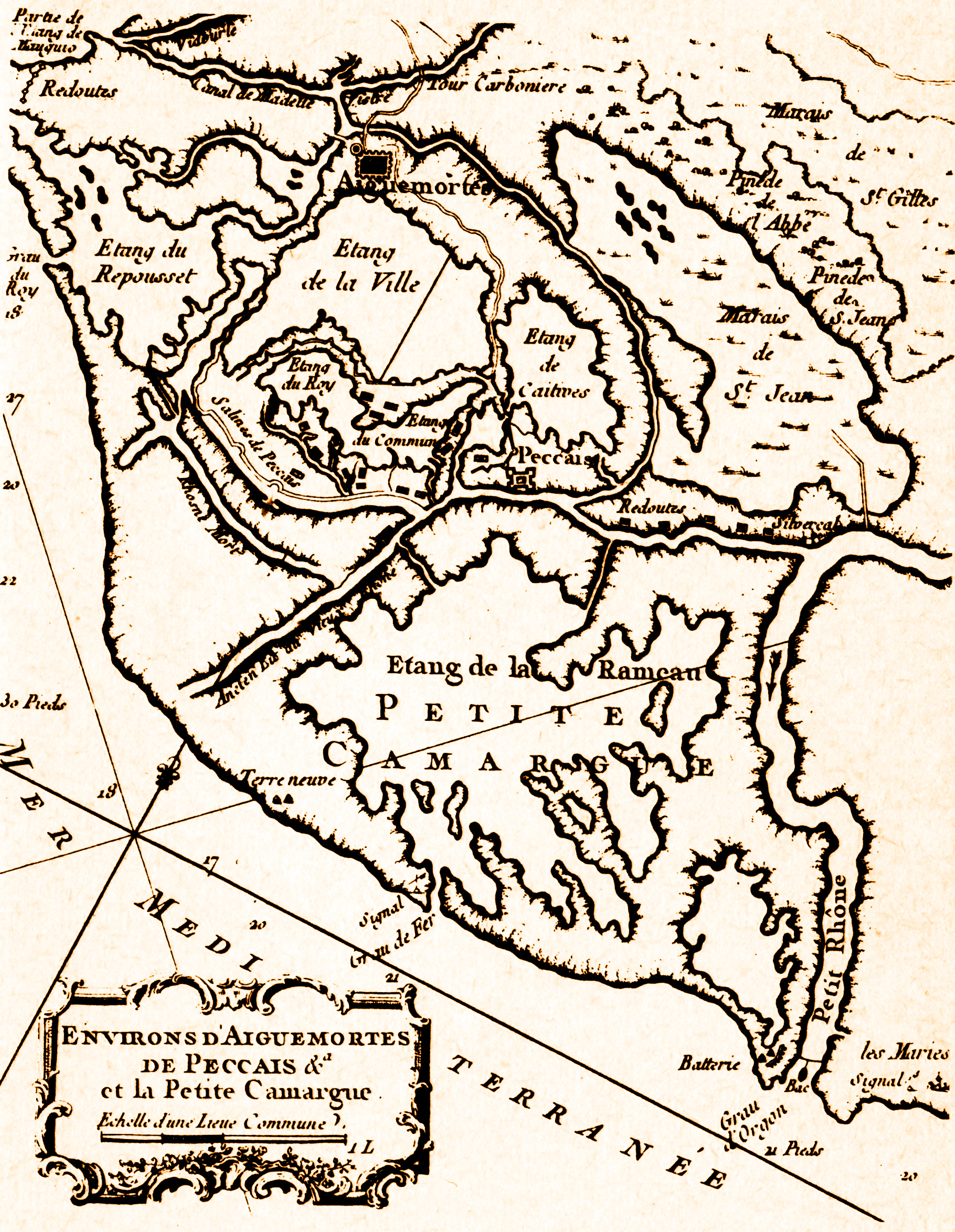
Plan d'Aigues-Mortes et de ses accès à la mer.
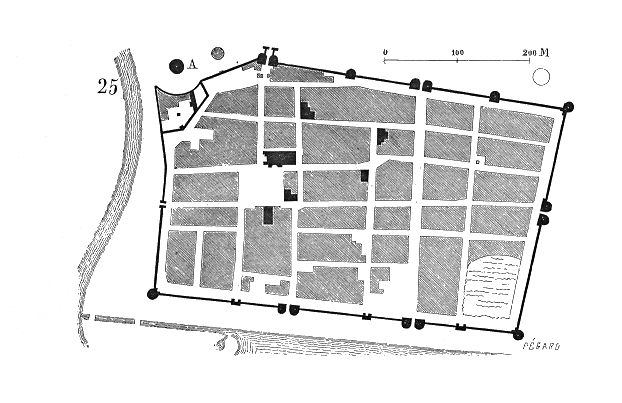
Plan d'Aigues-Mortes.
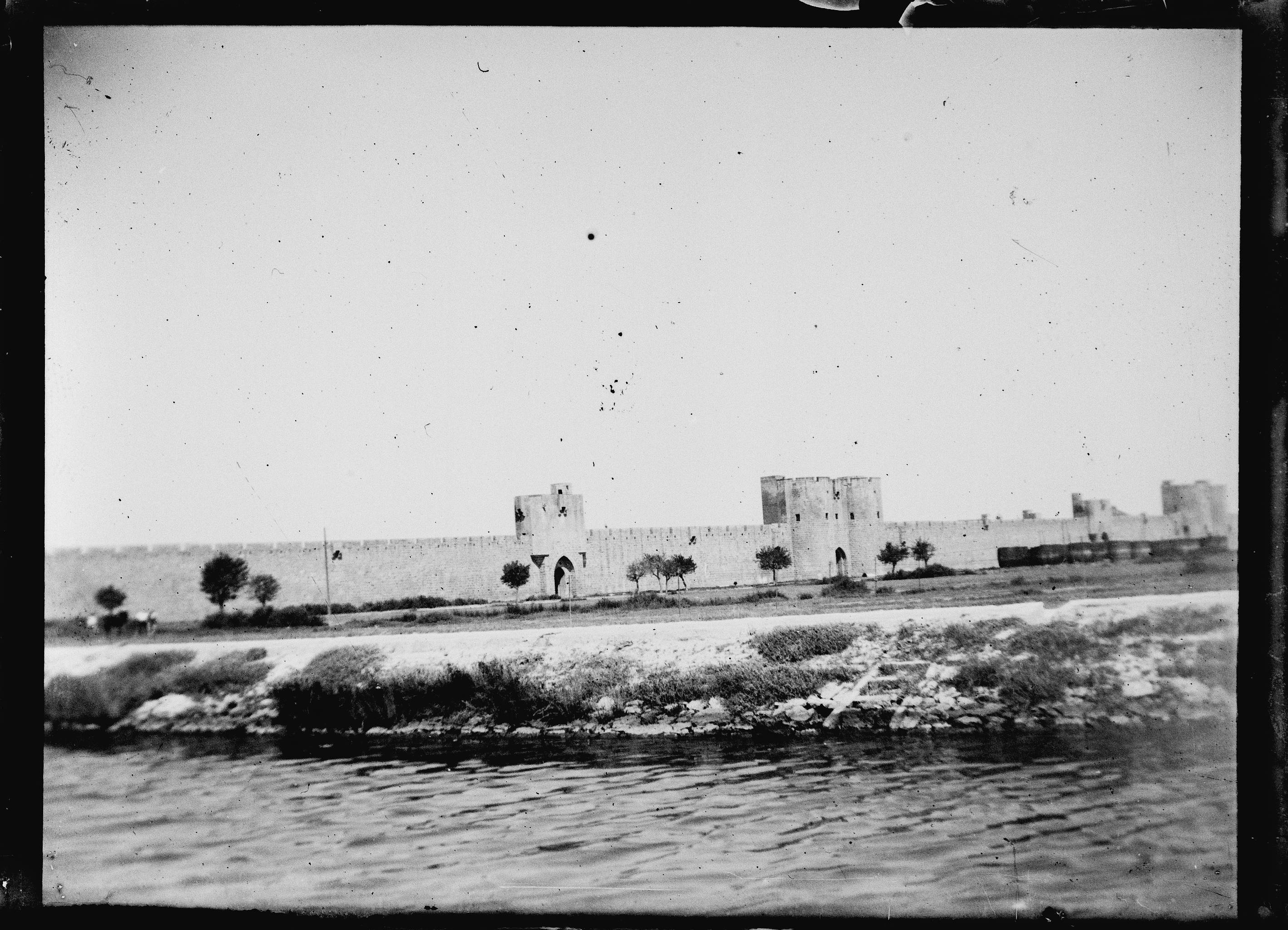
Raoul Berthelé. Enceinte médiévale d'Aigues-Mortes. Archives municipales de Toulouse.
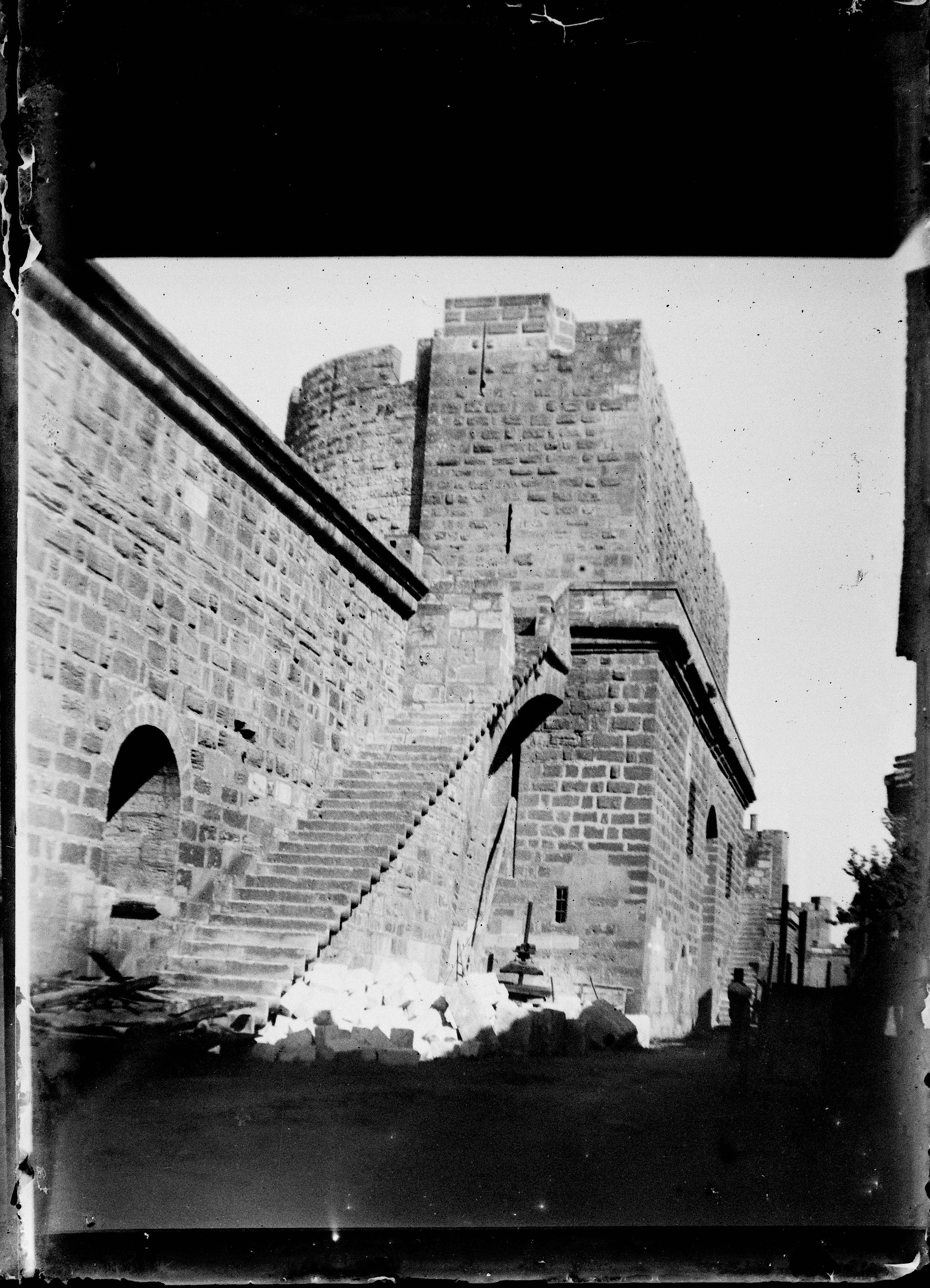
Raoul Berthelé. Enceinte médiévale d'Aigues-Mortes. Archives municipales de Toulouse.
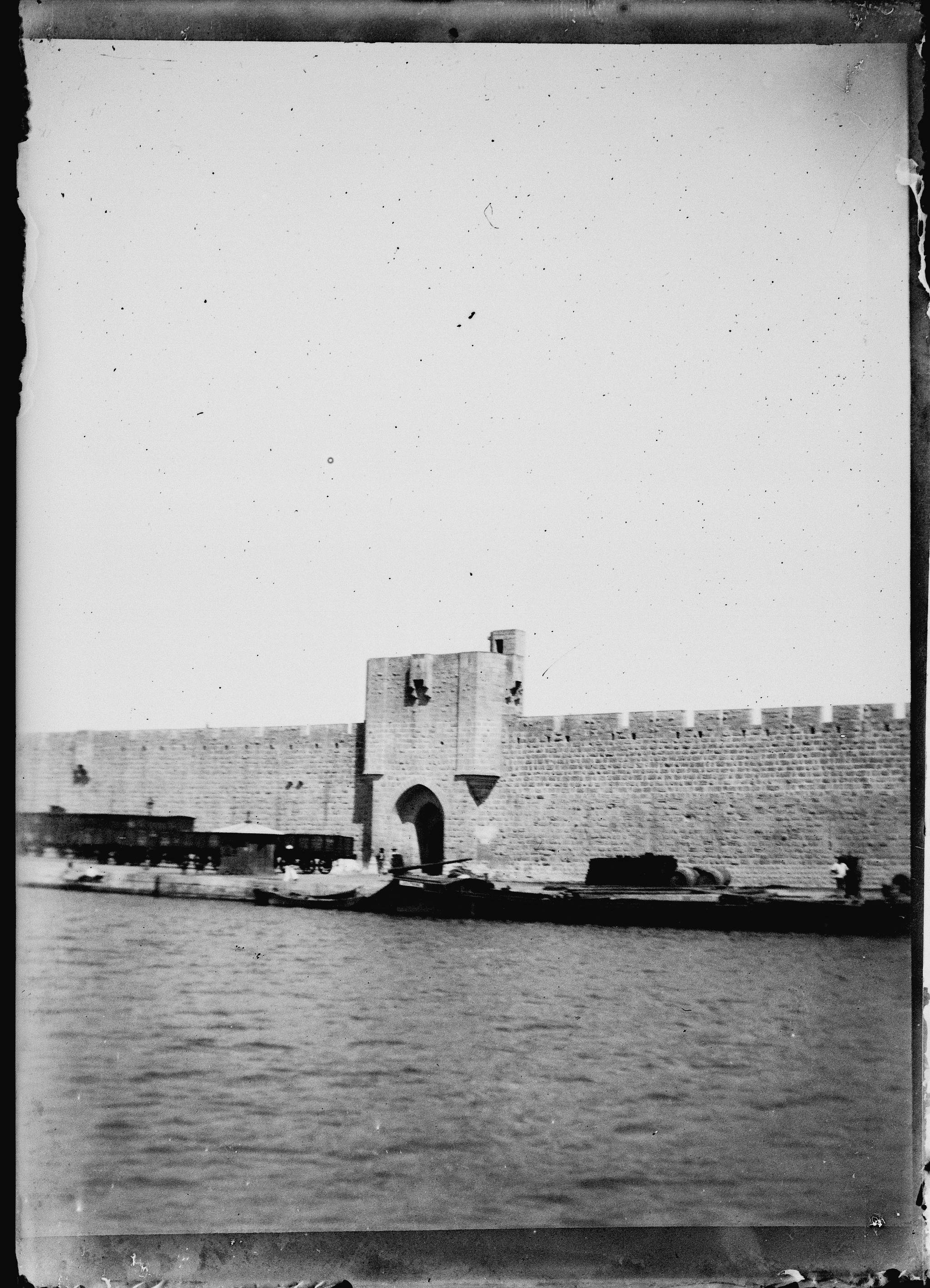
Raoul Berthelé. Enceinte médiévale d'Aigues-Mortes. Archives municipales de Toulouse.
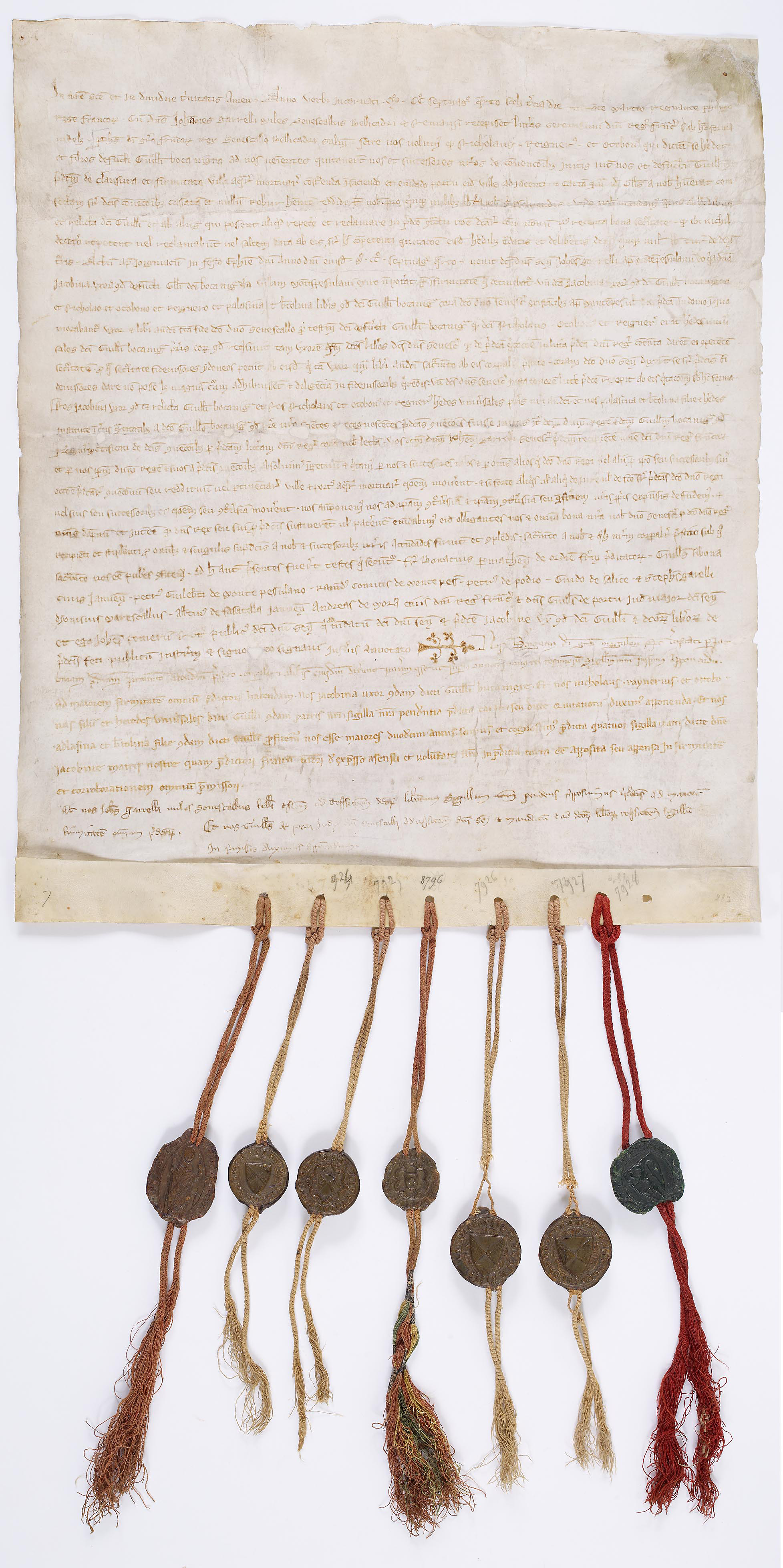
Acte de résiliation[61].

### Époque moderne
Au début du XVe siècle, d'importants travaux sont entrepris pour faciliter l'accès d'Aigues-Mortes à la mer. L'ancien Grau-Louis, creusé pour les croisades, est remplacé par le Grau-de-la-Croisette et un port est creusé à l'aplomb de la Tour de Constance. Celui-ci perd son importance, dès 1481, lorsque la Provence et Marseille sont rattachés au royaume de France. Seule l'exploitation du sel du marais de Peccais incite François Ier, en 1532, à faire relier les salins d'Aigues-Mortes à la mer. Mais ce chenal, dit Grau-Henri, s'ensable à son tour. L'ouverture, en 1752, du Grau-du-Roi résout pour un temps le problème. Celui-ci trouve enfin une solution, en 1806, en transformant Aigues-Mortes en port fluvial grâce au canal du Rhône à Sète (qui débouche dans l'étang de Thau dans la partie territoriale frontignanaise).
Aigues-Mortes conserve encore ses privilèges accordés par les rois.
La Réforme est prêchée dans la ville au XVIe siècle comme l'attestent l’arrestation et la pendaison à Aigues-Mortes, en 1560, du pasteur Hélie Boisset, date qui marque le début d'une période troublée. Peu après la Saint Barthélémy (24 août 1572), des huguenots venus des environs font sauter les portes de la ville, y pénètrent et attaquent les églises et couvents. Les ecclésiastiques doivent trouver refuge dans la Tour de la Reine.
L'Édit de Beaulieu, qui met fin en 1576 à la cinquième guerre de Religion, désigne Aigues-Mortes comme l’une des huit places de sûreté accordées aux calvinistes, ce qui sera confirmé par la paix de Bergerac en 1577 et par un édit royal en 1597. Antoine Du Pleix, baron de Lèques est gouverneur d'Aigues-Mortes. Sa fille, Madeleine Du Pleix, s'est mariée à Marsillargues, le 6 septembre 1587, avec Abdias de Chaumont, seigneur de Bertichères, huguenot ayant servi dans la campagne de 1570 d'Henri de Navarre. En 1596, Antoine Du Pleix abandonne sa charge à son gendre Bertichères, lequel conçoit alors de se rendre indépendant dans cette place proche des salines de Peccais. À cette époque, la tour Carbonnière est défendue par 16 soldats, le fort de Peccais, par 18, et Aigues-Mortes, par 127. Ces soldats sont payés par les trésoriers généraux de l'extraordinaire des guerres et inscrits dans l'état mensuel pour 616 écus et 40 sols. Le paiement difficile des soldes va amener une rupture entre Bertichères et Sully. En 1597, l'attitude de Bertichères vis-à-vis d'Henri IV devient factieuse. Henri IV demande à Antoine Du Pleix de reprendre à son gendre la place d'Aigues-Mortes, mais Du Pleix meurt. En octobre 1597, le roi ordonne à Mathieu de Goudin, gouverneur et viguier d'Uzès, de reprendre la place d'Aigues-Mortes à Bertichères sans qu'il y ait d'exactions dans la ville. Henri IV écrit aussi aux églises réformées du Languedoc pour leur confirmer que ce changement ne modifie en rien la position d'Aigues-Mortes comme place de sûreté protestante. Après avoir assuré les consuls d'Aigues-Mortes de leurs privilèges, Goudin se décide à attaquer le fort et la ville en février 1598. Les soldats de Bertichères se défendent, mais Aigues-Mortes est reprise. Bertichères se retire au château de Sommières. Pour remercier les consuls et les habitants d'Aigues-Mortes dans la reprise de la ville, Henri IV accorde, le 27 janvier 1599, l'office de lieutenant de viguier au premier consul de la ville. Après ces évènements, Bertichères continue sa vie de factieux.
Le 4 septembre 1607, c'est un grand protestant qui est nommé gouverneur d'Aigues-Mortes et de la tour Carbonnière : Jean d'Harambure dit « le Borgne », commandant des chevau-légers du roi Henri IV et ancien gouverneur de Vendôme. Pour ce faire, il doit prêter serment entre les mains du connétable Henri de Montmorency, alors gouverneur du Languedoc. Mais celui-ci, catholique, soutient le rival Adrien de Chanmont, seigneur de Berichère. Le conflit dure jusqu'en 1612, mais Harambure, soutenu par les pasteurs du Bas-Languedoc et par les habitants, finit par l'emporter, d'autant qu'il bénéficie de l'appui personnel de la reine. (BN L. K7 50) Le 27 février 1615, Harambure démissionne en faveur de son fils Jean d´Harambure, mais le roi Louis XIII le rétablit pour six ans. Le 27 juillet 1616, il quitte ses fonctions au profit de Gaspard de Coligny, non sans avoir obtenu un témoignage de reconnaissance des magistrats et consuls de la ville.
En 1629, la paix d'Alès consacre le retour d'Aigues-Mortes au pouvoir catholique. En 1685, la révocation de l’Édit de Nantes, point culminant de la répression religieuse qui s'intensifie au cours du XVIIe siècle, conduit la plupart des protestants de la ville à se déclarer catholiques ou à s'exiler.

### Époque contemporaine

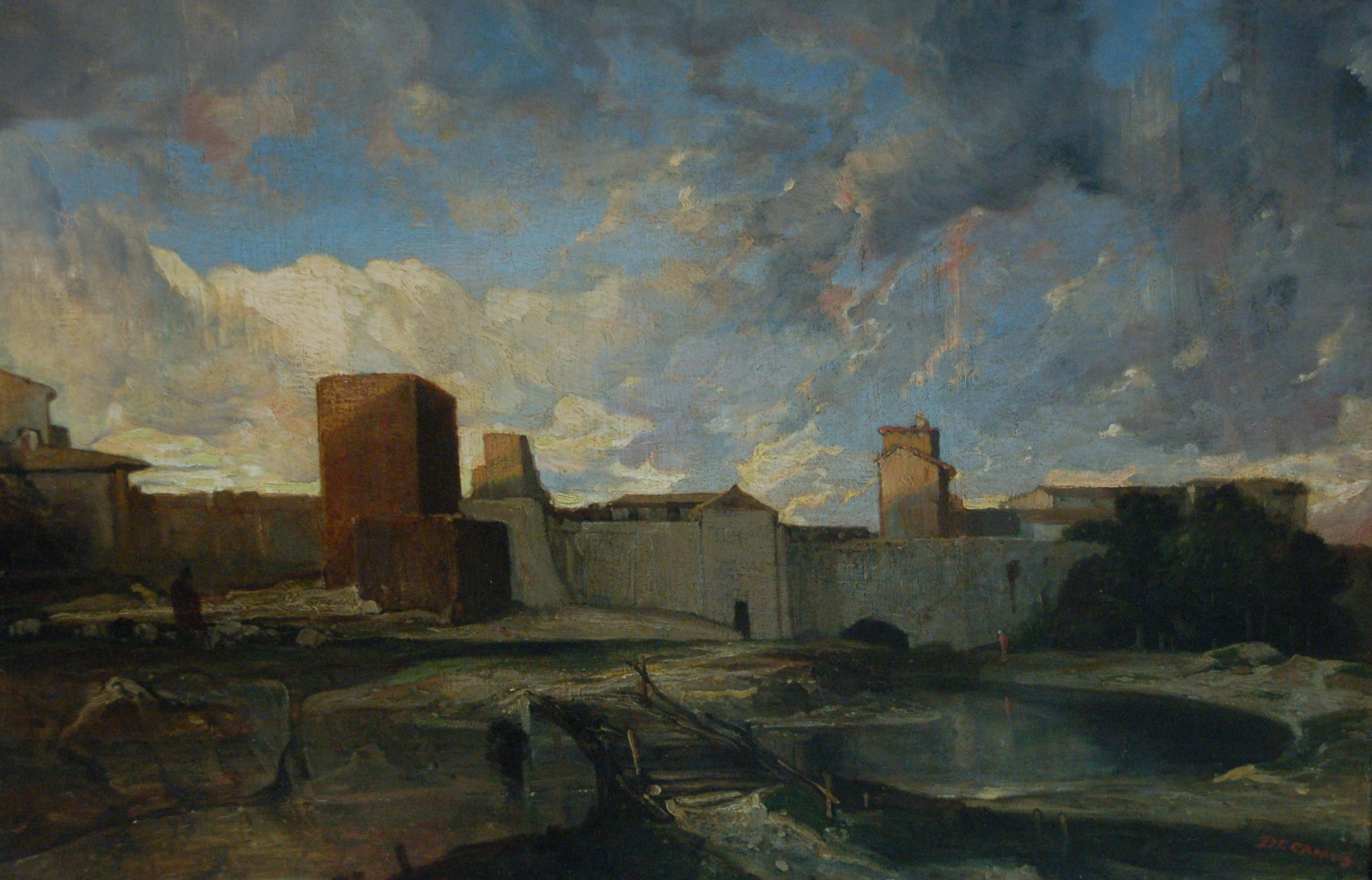
Les Remparts d'Aigues-Mortes, vers 1843,
Alexandre-Gabriel Decamps,
musée du Louvre.

Pendant la Révolution française, la ville est appelée Port-Pelletier. À cette époque, le port a failli disparaître en raison d'un envasement induit par l'intensification du labour dans le bassin versant, contemporain d'une reprise des défrichements des bois et forêts à la suite de l'abolition des privilèges. Le recul du couvert boisé a favorisé l'érosion des sols et, par suite, un apport plus important d'alluvions qui se déposent dans les ports de la région. Ainsi, en 1804 le préfet « M. de Barante père » écrivait-il dans un rapport que « Les côtes de ce département sont plus exposées aux atterrissements... Les ports de Maguelonne et d'Aigues-Mortes et le vieux port de Cette (ancienne écriture de Sète) n'ont plus d'existence que dans l'histoire » alerte-t-il. « Un désir immodéré de recueillir a multiplié ces défrichements depuis 1790... L'avidité de jouir a dévoré en peu d'années la ressource de l'avenir ; les montagnes, ouvertes par la charrue, n'ont montré bientôt qu'un roc nu et stérile ; chaque sillon est devenu un ravin ; la terre végétale, entraînée par les orages, a été portée dans les rivières, et de là dans les parties inférieures, où elle sert chaque jour à l'atterrissement des parties les plus basses et les plus marécageuses »

#### Le massacre des Italiens (août 1893)

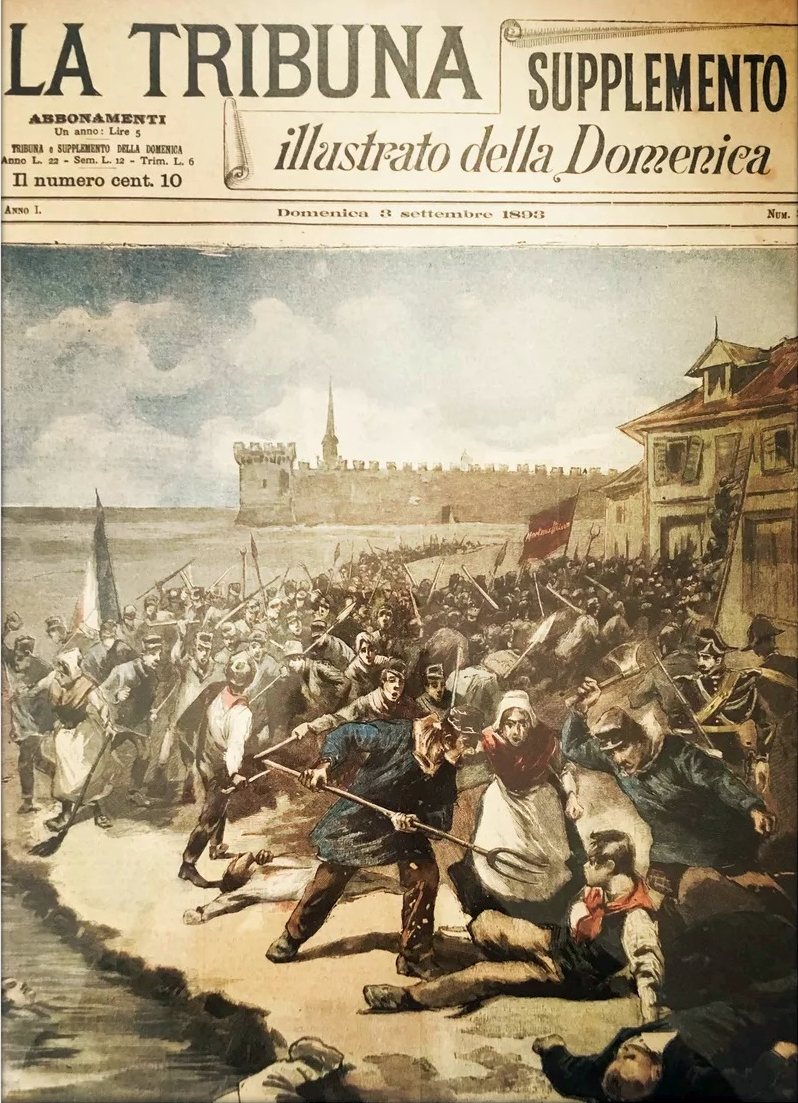
Massacre des saliniers italiens d'Aigues-Mortes.

La Compagnie des Salins du Midi lance à l'été 1893 le recrutement des ouvriers pour le battage et le levage du sel. L'embauche est en baisse en raison de la crise économique que connaît l'Europe alors que la perspective de trouver un emploi saisonnier a attiré, cette année-là, un plus grand nombre d'ouvriers.
Ceux-ci se partagent en trois catégories surnommées les « Ardéchois », paysans, pas forcément originaire d'Ardèche, qui laissent leur terre le temps de la saison, les « Piémontais » composés d'Italiens originaires de tout le nord de l'Italie et recrutés sur place par des chefs d'équipe, les chefs de colle, et les « trimards » composés en partie de vagabonds,.
En raison du recrutement opéré par la Compagnie des Salins du Midi, les chefs de colle sont contraints de composer des équipes comprenant des Français et des Italiens. Dès le début de la matinée du 16 août, une rixe éclate entre les deux communautés qui se transforme rapidement en lutte d'honneur. Cette lutte est parfois considérée comme le [déclencheur du] plus grand pogrom de l'histoire contemporaine de la France,, représenté dans les journaux de l'époque comme Le Monde Illustré.
Malgré l'intervention du juge de paix et des gendarmes, la situation dégénère rapidement. Certains trimards rejoignent Aigues-Mortes et y affirment que des Italiens ont tué des Aiguemortais, ce qui fait grossir leurs rangs de la population et des personnes qui n'ont pas réussi à se faire embaucher.
Un groupe d'Italiens est alors attaqué et doit se réfugier dans une boulangerie que les émeutiers veulent incendier. Le préfet fait appel à la troupe vers 4 heures du matin. Celle-ci n'arrive sur les lieux qu'à 18 heures, après le drame.
Dès le début de la matinée, la situation s'envenime. Les émeutiers se rendent dans les salins de Peccais où se trouvent le plus grand nombre d'Italiens que le capitaine des gendarmes Cabley essaie de protéger en promettant aux émeutiers de chasser les Italiens une fois raccompagnés à la gare d'Aigues-Mortes. C'est durant le trajet que les Italiens assaillis par les émeutiers sont massacrés par une foule que les gendarmes ne réussissent pas à contenir. Il y a sept morts et une cinquantaine de blessés dont certains conserveront des séquelles à vie,58-63, ce qui constitue le plus grand massacre d'immigrés de l'histoire contemporaine de la France mais aussi l'un des plus grands scandales de son histoire judiciaire puisque aucune condamnation ne sera jamais prononcée.
L'affaire devient un enjeu diplomatique et la presse étrangère, dont celle transalpine, prend fait et cause pour les Italiens. Des émeutes anti-françaises éclatent en Italie. Un règlement diplomatique est trouvé et les parties sont indemnisées alors que le maire nationaliste Marius Terras doit démissionner.
Une pièce de théâtre de Serge Valletti, Sale Août, se fonde sur ces événements tragiques.

#### XXesiècle
En 1940, après enquête de la préfecture du régime de Vichy, le préfet décide de suspendre le maire d’Aigues-Mortes, jugé défavorable a ce régime .

#### XXIesiècle
Le 25 avril 2014, à l'occasion du 800e anniversaire de la naissance de Louis IX, la ville d'Aigues-Mortes organise des cérémonies commémoratives auxquelles participe son descendant Louis de Bourbon, duc d'Anjou, ainsi que son épouse Marie-Marguerite. À cette occasion, le maire Pierre Mauméjean rappelle « l’amour et l’attachement réel des Aigues-Mortais pour le roi fondateur de la cité et leur reconnaissance pour tout ce qu’il a fait pour eux ». Il ajoute « combien Aigues-Mortes est fière et honorée de recevoir pour la deuxième fois l'homme (Louis de Bourbon) qui avait été fait citoyen de la ville, lors de la Saint Louis de 1992, par le maire de l'époque René Jeannot, présent ce jour ».

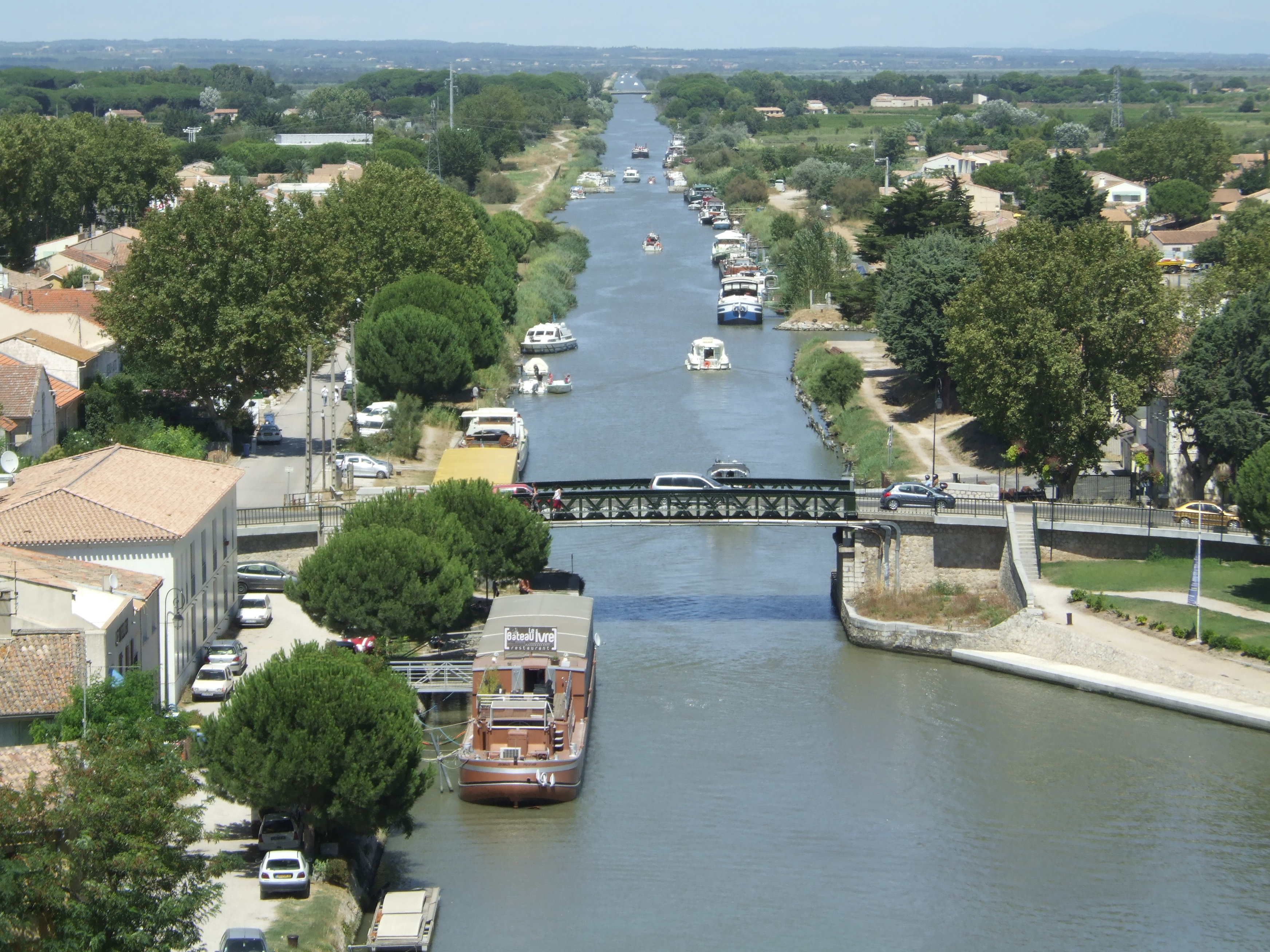
Le canal du Rhône à Sète traversant Aigues-Mortes.
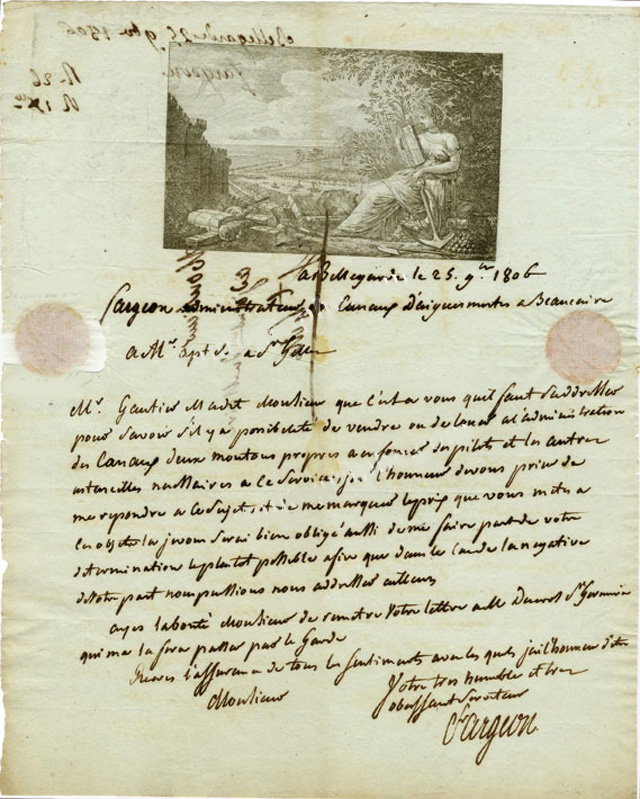
Lettre de M. Fargeon, 1806.
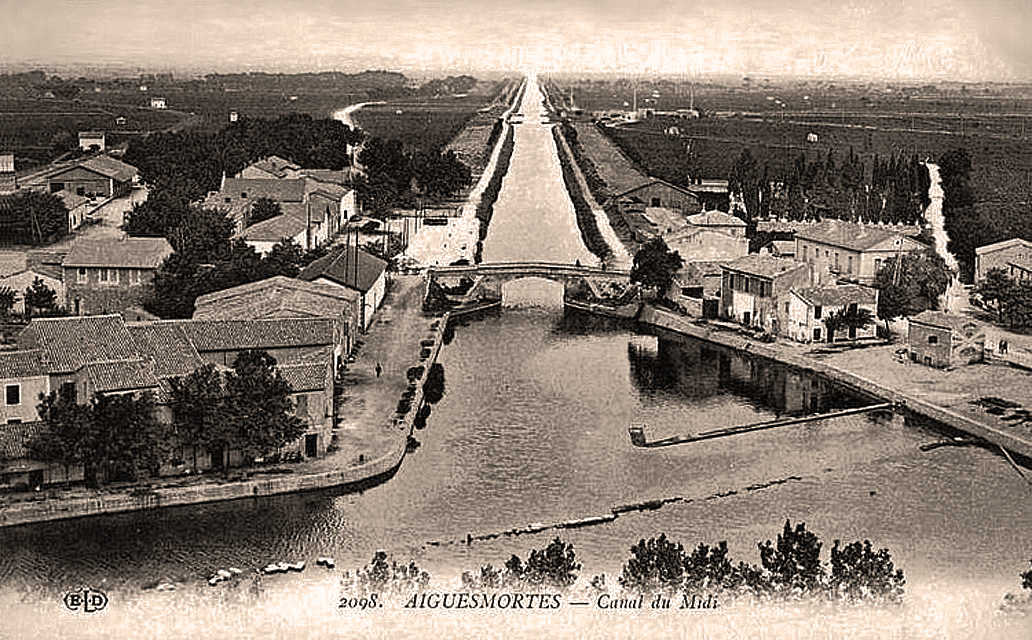
Le canal du Rhône à Sète, 1915.

## Politique et administration

### Tendances politiques et résultats
Les dernières élections municipales à Aigues-Mortes ont eu lieu les 23 et 30 mars 2014.
Cinq listes étaient présentes au premier tour, une liste PS représentée par le maire sortant Cédric Bonato, une liste divers gauche et écologistes représentée par Didier Caire, une liste d’union de la droite UDI-UMP représentée par Pierre Mauméjean, une liste divers droite représentée par Isabelle Secrétan et une cinquième liste apparentée FN portée par Stéphane Pignan.
Les résultats du premier tour : inscrits 6 951, abstentions 1 859 (26,74 %), votants 5 092 (73,26 %), blancs et nuls 126 (1.81 %), suffrages exprimés 4 966 (71.44 %), Pierre Mauméjean (Union de la droite) 35,84 %, Cédric Bonato (PS) 34,51 %, Isabelle Secrétan (Divers Droite) 11,43 %, Stéphane Pignan 11,09 % et Didier Caire (divers gauche) 7,1 %.
Les résultats du second tour : Inscrits 6 951, abstentions 1 569 (22,57 %), votants 5 382 (77,43 %), Blancs et Nuls 163 (2,34 %), exprimés 5219 (75,08 %), Pierre Mauméjean (Union de la droite) 50,16 %, Cédric Bonato (PS) 43,2 %, Stéphane Pignan (FN) 6,62 %.
Pierre Mauméjean devient le 7e maire d’Aigues-Mortes de la Cinquième République.

### Administration municipale

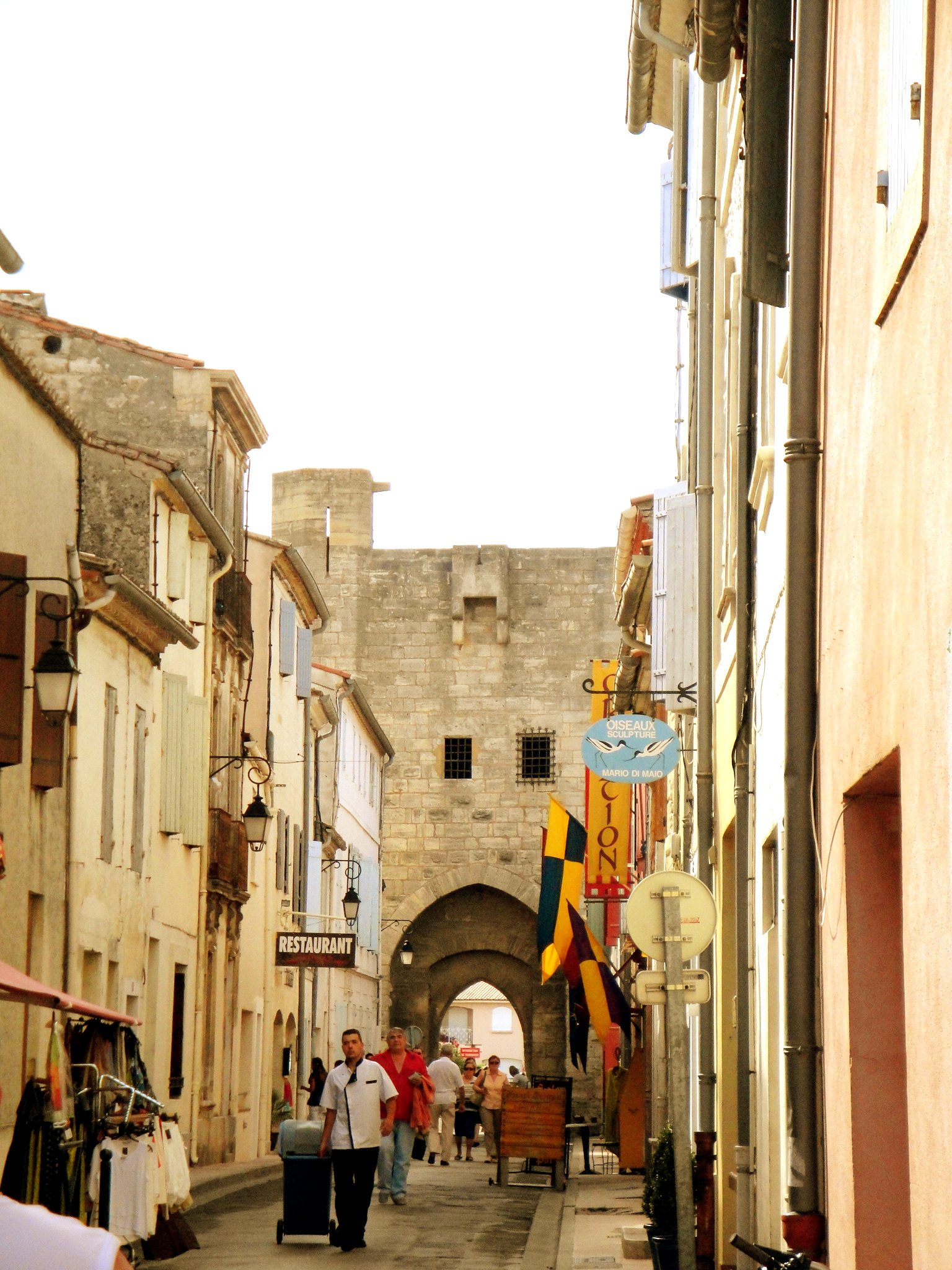
Centre-ville d'Aigues-Mortes.

Le conseil municipal aigues-mortais comprend 29 membres, dont le maire, 8 adjoints et 20 conseillers municipaux.
Depuis les dernières élections municipales, sa composition est la suivante :

### Liste des maires

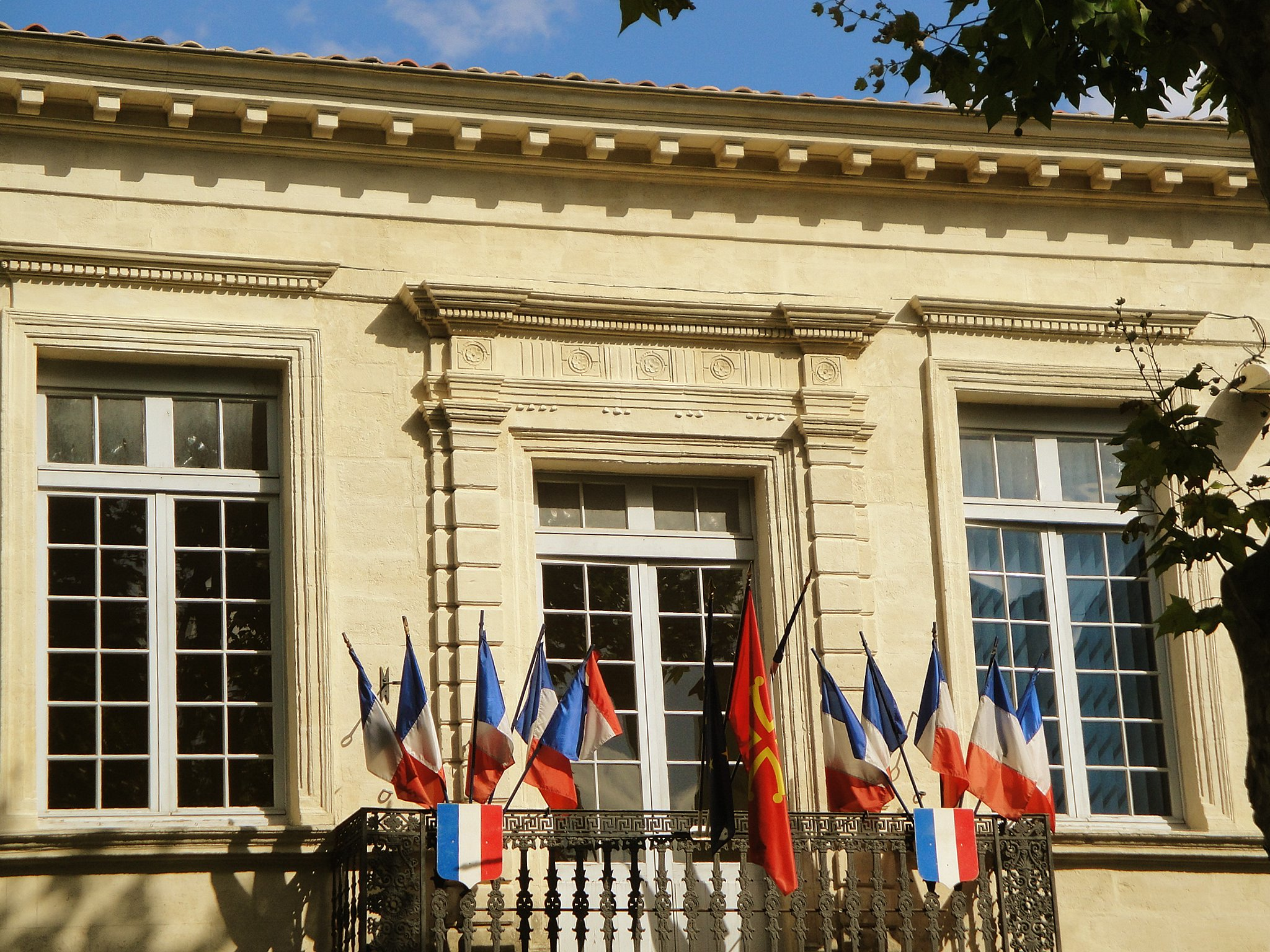
Mairie d'Aigues-Mortes.

## Population et société

### Démographie

#### Évolution démographique
L'évolution du nombre d'habitants est connue à travers les recensements de la population effectués dans la commune depuis 1793. Pour les communes de moins de 10 000 habitants, une enquête de recensement portant sur toute la population est réalisée tous les cinq ans, les populations de référence des années intermédiaires étant quant à elles estimées par interpolation ou extrapolation. Pour la commune, le premier recensement exhaustif entrant dans le cadre du nouveau dispositif a été réalisé en 2005.

En 2022, la commune comptait 8 707 habitants, en évolution de +4,7 % par rapport à 2016 (Gard : +2,97 %, France hors Mayotte : +2,11 %).
| 1793  | 1800  | 1806  | 1821  | 1831  | 1836  | 1841  | 1846  | 1851  |
| ----- | ----- | ----- | ----- | ----- | ----- | ----- | ----- | ----- |
| 2 800 | 2 605 | 2 630 | 2 577 | 2 897 | 3 240 | 3 393 | 3 968 | 4 046 |

| 1856  | 1861  | 1866  | 1872  | 1876  | 1881  | 1886  | 1891  | 1896  |
| ----- | ----- | ----- | ----- | ----- | ----- | ----- | ----- | ----- |
| 3 677 | 3 865 | 3 932 | 3 833 | 4 113 | 3 564 | 3 906 | 3 981 | 3 897 |

| 1901  | 1906  | 1911  | 1921  | 1926  | 1931  | 1936  | 1946  | 1954  |
| ----- | ----- | ----- | ----- | ----- | ----- | ----- | ----- | ----- |
| 4 511 | 3 899 | 3 900 | 4 348 | 3 878 | 4 123 | 3 839 | 3 616 | 3 746 |

| 1962  | 1968  | 1975  | 1982  | 1990  | 1999  | 2005  | 2006  | 2010  |
| ----- | ----- | ----- | ----- | ----- | ----- | ----- | ----- | ----- |
| 4 203 | 4 197 | 4 531 | 4 472 | 4 999 | 6 012 | 6 798 | 7 115 | 8 341 |

| 2015  | 2020  | 2022  | - | - | - | - | - | - |
| ----- | ----- | ----- | - | - | - | - | - | - |
| 8 385 | 8 664 | 8 707 | - | - | - | - | - | - |

#### Pyramide des âges
La population de la commune est relativement âgée.
En 2018, le taux de personnes d'un âge inférieur à 30 ans s'élève à 27,9 %, soit en dessous de la moyenne départementale (32,6 %). À l'inverse, le taux de personnes d'âge supérieur à 60 ans est de 33,4 % la même année, alors qu'il est de 29,6 % au niveau départemental.
En 2018, la commune comptait 4 008 hommes pour 4 448 femmes, soit un taux de 52,6 % de femmes, légèrement supérieur au taux départemental (51,82 %).
Les pyramides des âges de la commune et du département s'établissent comme suit.
| Hommes | Classe d’âge | Femmes |
| ------ | ------------ | ------ |
| 0,9    | 90 ou +      | 1,9    |
| 9,6    | 75-89 ans    | 11,4   |
| 21,1   | 60-74 ans    | 21,7   |
| 23,1   | 45-59 ans    | 22,4   |
| 15,6   | 30-44 ans    | 16,3   |
| 12,8   | 15-29 ans    | 12,2   |
| 16,8   | 0-14 ans     | 14,0   |

| Hommes | Classe d’âge | Femmes |
| ------ | ------------ | ------ |
| 0,9    | 90 ou +      | 2      |
| 8,3    | 75-89 ans    | 10,6   |
| 19,4   | 60-74 ans    | 19,9   |
| 20,4   | 45-59 ans    | 20,3   |
| 16,8   | 30-44 ans    | 17     |
| 16,4   | 15-29 ans    | 14,2   |
| 17,8   | 0-14 ans     | 15,8   |

### Enseignement
La ville d'Aigues-Mortes comporte 4 établissements scolaires, dont la crèche, la maternelle, la primaire Charles Gros, l’école Henri Séverin et le collège Irène Joliot-Curie.

### Manifestations culturelles et festivités
Aigues-Mortes est une ville de traditions camarguaises. Chaque année, la seconde semaine d’octobre, elle célèbre la fin des vendanges ainsi que la fin de la récolte du sel.
La fête votive est l’occasion pour les familles du village de se retrouver autour de traditions ancestrales qui font le socle du patrimoine culturel aigues-mortais. Côté remparts Sud, chaque famille construit son « théâtre » ; les 101 théâtres forment le plan, une arène éphémère qui, une semaine durant (et un weekend de revivre), accueille des courses camarguaises où chacun peut s’essayer à l’art du raset avec des vaches et taureaux emboulés.
Cette semaine festive est fréquentée par des milliers de touristes et d’habitués de la région ; c'est un moment de ferveur et de partage qui met en valeur l’identité camarguaise de la cité médiévale.
Un comité des fêtes est constitué pour cette occasion ; il a la charge d’organiser chaque année ces festivités en respectant les traditions ancestrales et en veillant à la sécurité de toutes et tous les participants.
Fin août, il y a également les fêtes de la Saint-Louis qui réunissent des reconstitutions de combats, des défilés en tenue médiévale, des animations avec frappe de monnaie, concert de musique médiévale et spectacle pyrotechnique sur les remparts.

### Sports
Football : l'Union Sportive Salinières Aigues-Mortes évolue en National 3, le cinquième niveau du football français. Les couleurs du club sont le bleu et le blanc.

### Médias
- Delta FM, radio locale diffusant sur le 88.9

## Économie

### Revenus
En 2018  (données Insee publiées en septembre 2021), la commune compte 3 928 ménages fiscaux, regroupant 8 735 personnes. La médiane du revenu disponible par unité de consommation est de 21 280 € (20 020 € dans le département). 49 % des ménages fiscaux sont imposés (43,9 % dans le département).

### Emploi
|                | 2008   | 2013   | 2018   |
| -------------- | ------ | ------ | ------ |
| Commune        | 11,6 % | 13,1 % | 11,7 % |
| Département    | 10,6 % | 12 %   | 12 %   |
| France entière | 8,3 %  | 10 %   | 10 %   |

En 2018, la population âgée de 15 à 64 ans s'élève à 4 887 personnes, parmi lesquelles on compte 77,4 % d'actifs (65,7 % ayant un emploi et 11,7 % de chômeurs) et 22,6 % d'inactifs,. En  2018, le taux de chômage communal (au sens du recensement) des 15-64 ans est inférieur à celui du département, mais supérieur à celui de la France, alors qu'en 2008 il était supérieur à celui du département.
La commune fait partie du pôle principal de l'aire d'attraction du Grau-du-Roi,. Elle compte 2 544 emplois en 2018, contre 2 465 en 2013 et 2 244 en 2008. Le nombre d'actifs ayant un emploi résidant dans la commune est de 3 284, soit un indicateur de concentration d'emploi de 77,4 % et un taux d'activité parmi les 15 ans ou plus de 53,9 %.
Sur ces 3 284 actifs de 15 ans ou plus ayant un emploi, 1 385 travaillent dans la commune, soit 42 % des habitants. Pour se rendre au travail, 79,9 % des habitants utilisent un véhicule personnel ou de fonction à quatre roues, 1,5 % les transports en commun, 13,5 % s'y rendent en deux-roues, à vélo ou à pied et 5,1 % n'ont pas besoin de transport (travail au domicile).

### Activités hors agriculture

#### Secteurs d'activités
1 096 établissements sont implantés  à Aigues-Mortes au 31 décembre 2019. Le tableau ci-dessous en détaille le nombre par secteur d'activité et compare les ratios avec ceux du département,.
| Secteur d'activité                                                                                        | Commune | Commune | Département |
| Secteur d'activité                                                                                        | Nombre  | %       | %           |
| --- | ------- | ------- | ----------- |
| Ensemble                                                                                                  | 1 096   | 100 %   | (100 %)     |
| Industrie manufacturière, industries extractives et autres                                                | 67      | 6,1 %   | (7,9 %)     |
| Construction                                                                                              | 104     | 9,5 %   | (15,5 %)    |
| Commerce de gros et de détail, transports, hébergement et restauration                                    | 498     | 45,4 %  | (30 %)      |
| Information et communication                                                                              | 18      | 1,6 %   | (2,2 %)     |
| Activités financières et d'assurance                                                                      | 33      | 3 %     | (3 %)       |
| Activités immobilières                                                                                    | 43      | 3,9 %   | (4,1 %)     |
| Activités spécialisées, scientifiques et techniques et activités de services administratifs et de soutien | 136     | 12,4 %  | (14,9 %)    |
| Administration publique, enseignement, santé humaine et action sociale                                    | 100     | 9,1 %   | (13,5 %)    |
| Autres activités de services                                                                              | 97      | 8,9 %   | (8,8 %)     |

Le secteur du commerce de gros et de détail, des transports, de l'hébergement et de la restauration est prépondérant sur la commune puisqu'il représente 45,4 % du nombre total d'établissements de la commune (498 sur les 1096 entreprises implantées  à Aigues-Mortes), contre 30 % au niveau départemental.

#### Entreprises
Les cinq entreprises ayant leur siège social sur le territoire communal qui génèrent le plus de chiffre d'affaires en 2020 sont : 
- Grands Domaines Du Littoral, culture de la vigne (30 408 k€) ;
- Aiguesmortaise De Distribution - Samdi, supermarchés (23 261 k€) ;
- Benkar, supermarchés (20 027 k€) ;
- Europe Plein-Air - Epa, location-bail de propriété intellectuelle et de produits similaires, à l'exception des œuvres soumises à copyright (8 330 k€) ;
- Caveau Les Sablons Maison Terroir Sables, commerce de gros (commerce interentreprises) de boissons (3 541 k€).

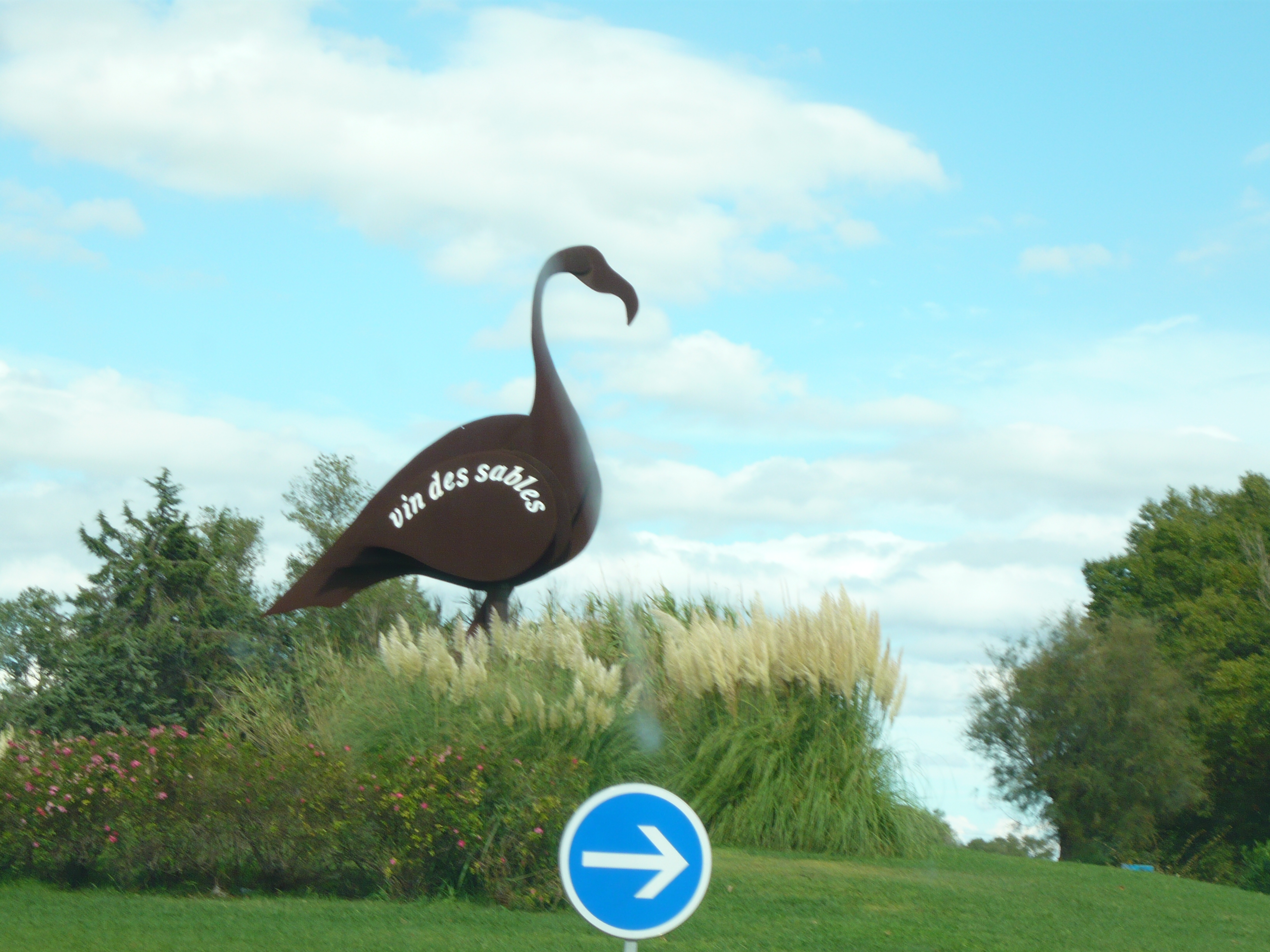
Flamant rose géant au rond-point D 62-D 718.

#### Industries
- Production du sel par l'exploitation salinière du groupe Salins. Sans doute exploités dès l'Antiquité, les salins d'Aigues-Mortes attirèrent pêcheurs et sauniers. Les moines bénédictins y établirent dès le VIIIe siècle l'abbaye de Psalmody, afin d'exploiter cette denrée précieuse dans les étangs de Peccais. Les salines resteront très longtemps une des principales ressources de la ville. Pour parvenir aux « tables saunantes », l'eau pompée dans la mer parcourt plus de 70 km dans les roubines[Note 14] ; la concentration de chlorure de sodium y passe de 29 à plus de 260 g/l. Récolté mécaniquement, le sel est amoncelé en de scintillantes « camelles » avant d'être conditionné. On le réserve à l'usage alimentaire.

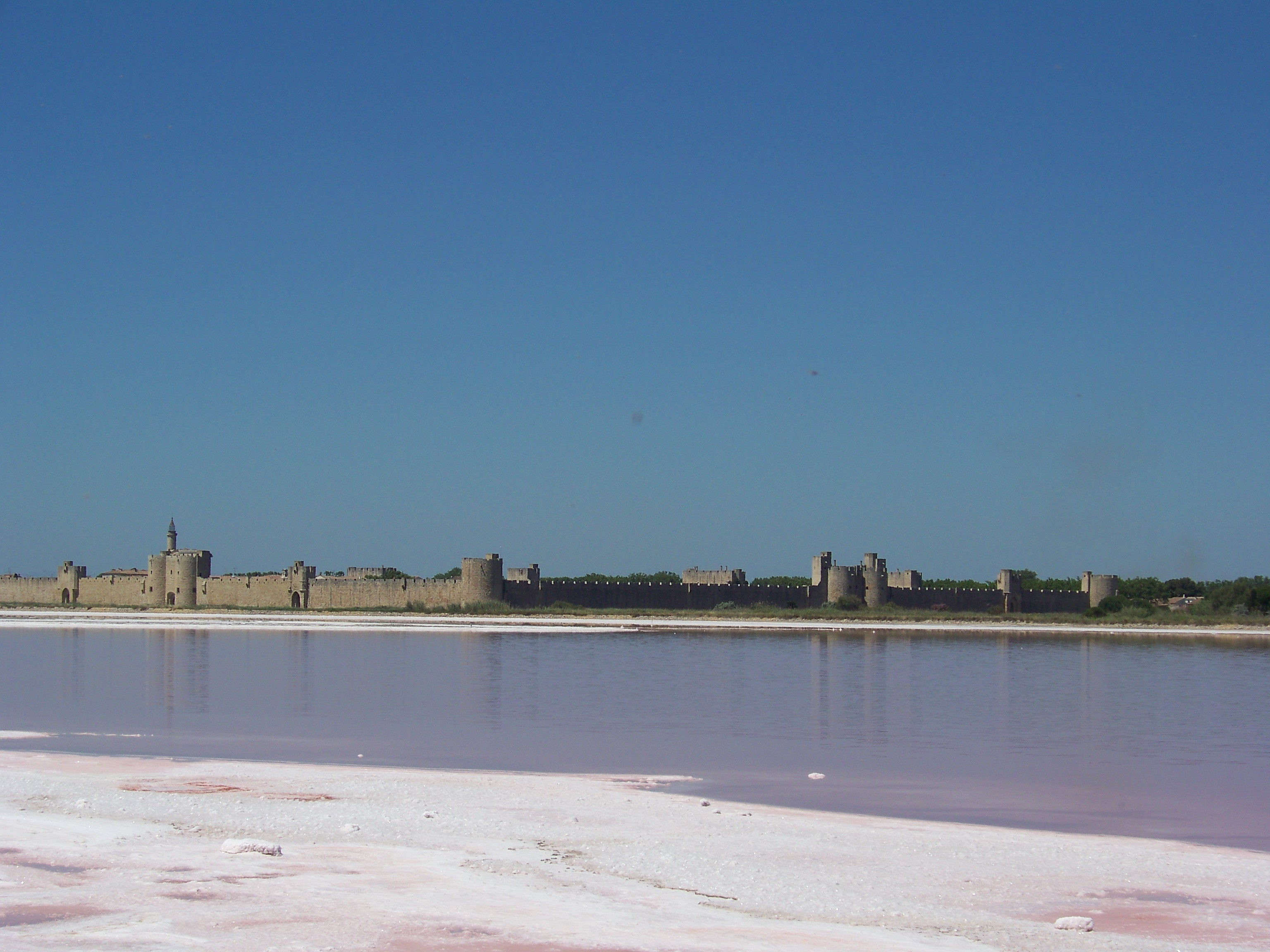
Aigues-Mortes et salins.

#### Tourisme
- Le patrimoine médiéval des XIIIe et XIVe siècles de la commune et sa proximité de la mer attirent de nombreux touristes et des résidents.

### Agriculture
La commune est dans la « Plaine Viticole », une petite région agricole occupant le  sud-est du département du Gard. En 2020, l'orientation technico-économique de l'agriculture  sur la commune est la viticulture.
|               | 1988  | 2000  | 2010  | 2020  |
| ------------- | ----- | ----- | ----- | ----- |
| Exploitations | 195   | 152   | 76    | 52    |
| SAU (ha)      | 2 701 | 3 227 | 1 757 | 4 277 |

Le nombre d'exploitations agricoles en activité et ayant leur siège dans la commune est passé de 195 lors du recensement agricole de 1988  à 152 en 2000 puis à 76 en 2010 et enfin à 52 en 2020, soit une baisse de 73 % en 32 ans. Le même mouvement est observé à l'échelle du département qui a perdu pendant cette période 61 % de ses exploitations,. La surface agricole utilisée sur la commune a quant à elle augmenté, passant de 2 701 ha en 1988 à 4 277 ha en 2020. Parallèlement la surface agricole utilisée moyenne par exploitation a augmenté, passant de 14 à 82 ha.

#### Spécialisations

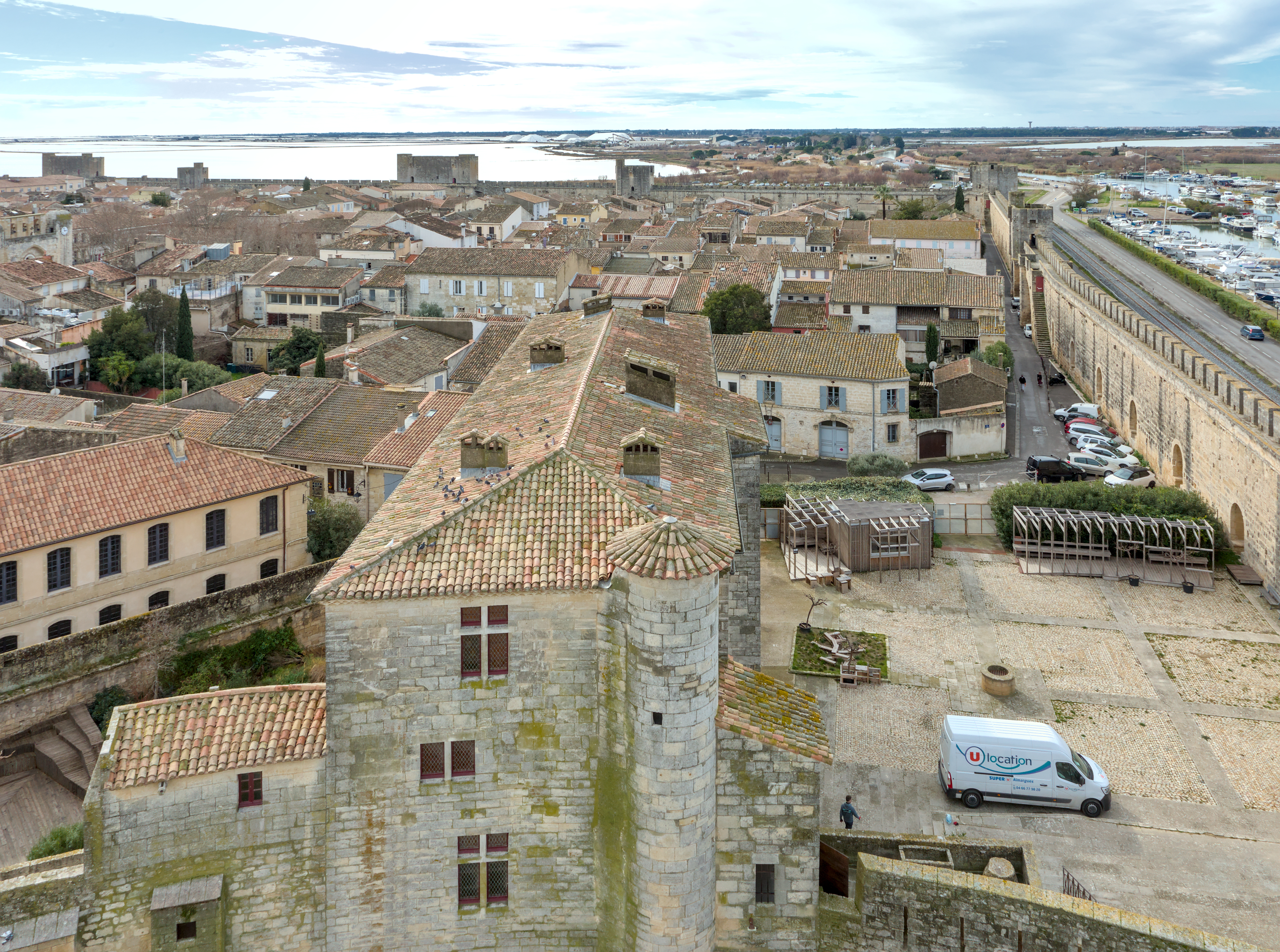
Les toits d'Aigues-Mortes, les remparts puis les salins et la mer.

- Culture de la vigne et de l'asperge.

- L'élevage de taureaux et de chevaux de Camargue. Les deux sont élevés pratiquement à l'état sauvage dans les marais environnants.
  - Le taureau camarguais est plus petit que les taureaux de combat espagnols, trapu, les cornes et la tête hautes. Il mesure environ 1,40 m au garrot. Il est principalement destiné à la course à la cocarde qui est très populaire dans la région.
  - Le cheval de Camargue est le compagnon indispensable des gardians pour se déplacer dans les marais et trier les taureaux. D'après certaines découvertes d'ossements, il semblerait que le cheval de Solutré de l'ère quaternaire soit son ancêtre. De ce fait, le cheval de Camargue n'est pas très grand, 1,50 m environ. Il possède une énorme résistance adaptée au terrain. Sa robe est marron à la naissance pour progressivement devenir blanche après quelques années.

## Culture locale et patrimoine

### Lieux et monuments

#### Description en 1897
« Très curieuses murailles, presque aussi intactes qu’au premier jour. La ville y est enfermée tout entière, elles la protègent contre les inondations ; et, du haut de la tour de Constance, cette multitude de toits bas, enfermés dans ce haut carré de pierre, semblent des dames dans un damier.
Même sorte de fortifications qu’à Carcassonne qui est aussi du temps de Saint-Louis. Un long mur à créneaux et meurtrières, flanqué, d’espace en espace, par des tours rondes. Une tour pour chaque porte ; la forme ogivale à toutes les voûtes et dans un coin, encore une énorme tour ronde à deux étages, surmontée d’une plateforme et d’une tourelle d’observation, ancienne citadelle où l’on pouvait se défendre, même la ville étant prise. — Rien de plus simple et de plus sain. Un mur monstrueux percé de meurtrières, dans l’épaisseur duquel tourne un escalier. Ce mur enclôt à chaque étage une haute salle de pierre, dont la voûte ogivale va rejoindre les parois par un épanouissement d’arceaux. Une oubliette au centre ; un vaste âtre de cheminée au fond. Un jour douteux entre par le sommet et par une ligne de baies courtes, ogivales, qui donnent sur l’escalier intérieur. Rien de plus austère que ce vide globuleux dans cette carapace de pierres nues, et cette froide et grise lumière qui semble dormir sans jamais changer. Dans l’effacement général des objets, et dans la sévérité universelle de la matière et de la forme, on démêle avec un plaisir bizarre un bout de fleurons sur lequel chaque arceau s’appuie avant d’entrer dans le mur.
Tout en haut de la plate-forme, on aperçoit la plaine, barrée d’un côté, au bout de l’horizon, par la ligne violacée des montagnes indistinctes ; de toutes les autres parts, sans limites, ou se continuant par la mer infinie, s’étend la plaine verte, coupée de canaux luisant comme des bandes d’argent ou de longues lames de métal, et bordée par la mer d’une large plaque d’un bleu sombre. »

#### Édifices civils

##### La tour de Constance et les remparts

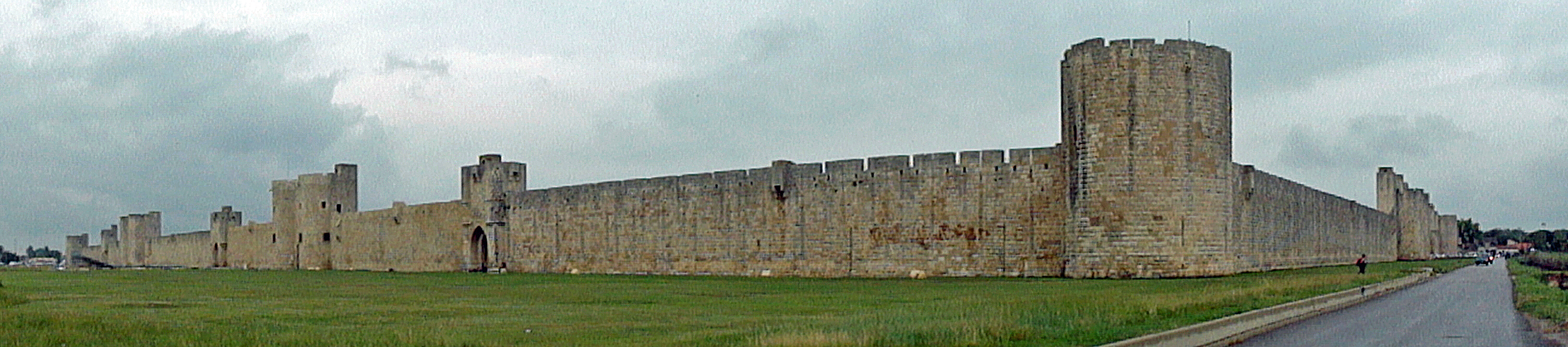
Vue panoramique des remparts. Vue du sud-est, côté mer.

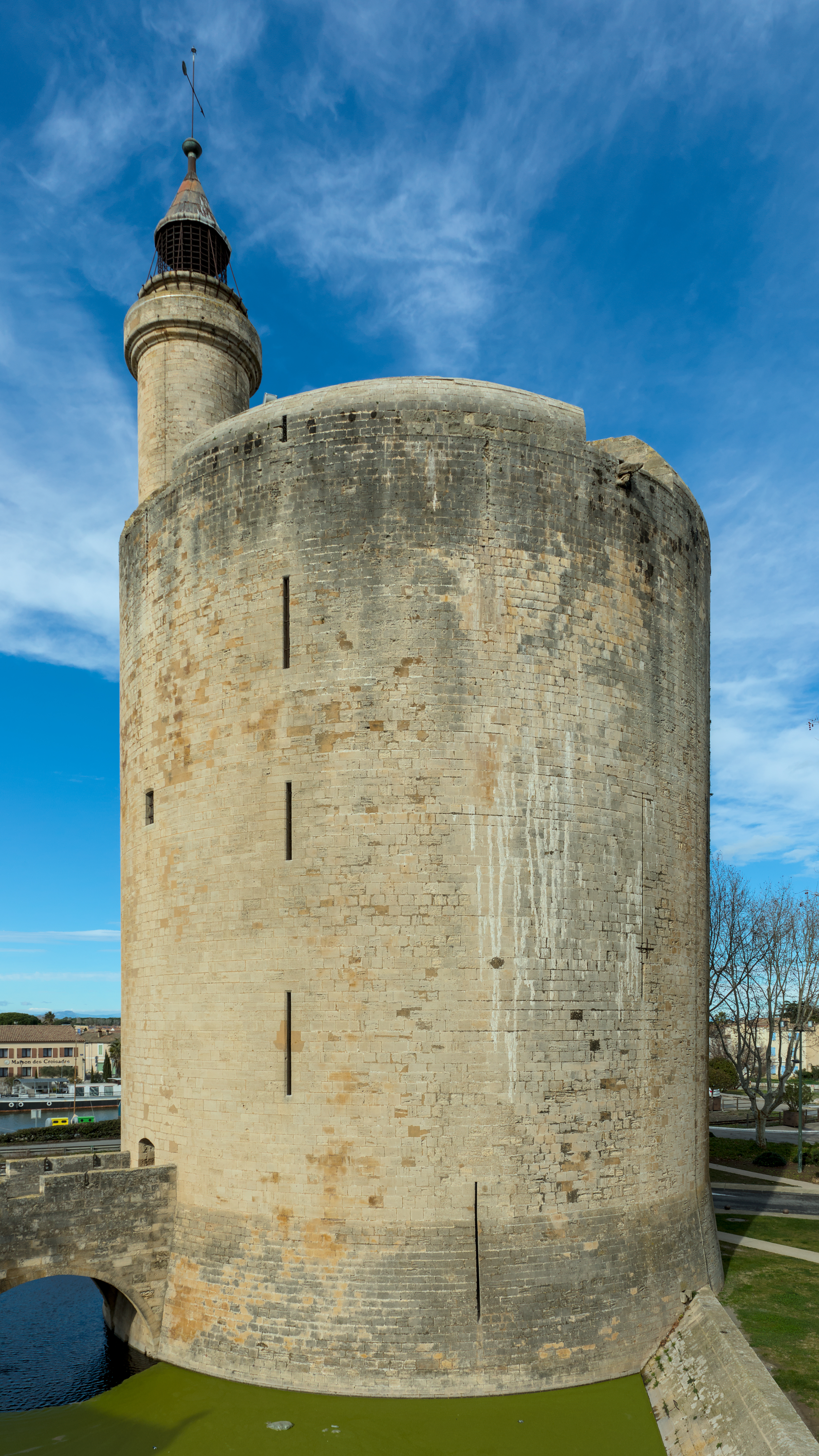
Tour de Constance.

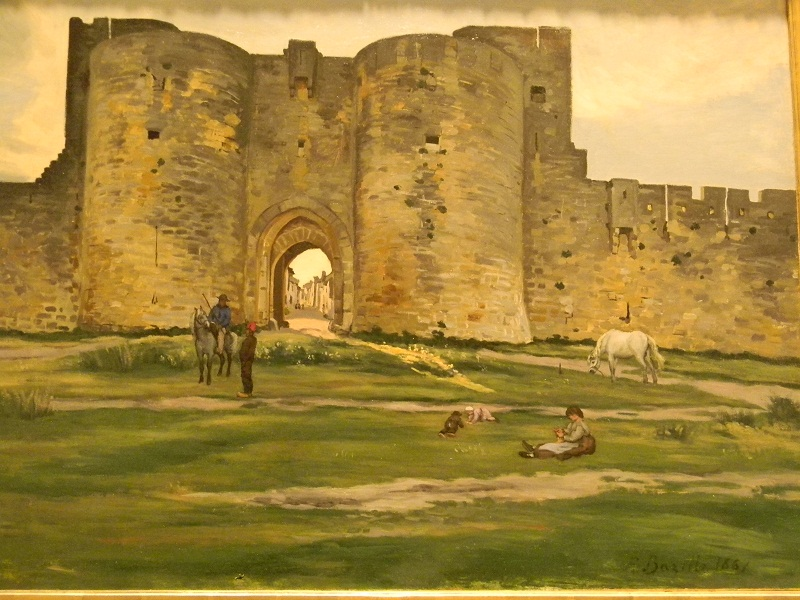
La porte de la reine Aigues-Morte en 1867, de Frédéric Bazille, exposé au Metropolitan Museum of Art.

Les tours et remparts d'Aigues-Mortes forment un monument ouvert au public par le Centre des monuments nationaux. La tour de Constance, fut érigée en 1242 par Saint Louis sur l’ancien emplacement de la tour Matafère, construite par Charlemagne vers 790, pour abriter la garnison du roi. Les travaux se terminèrent en 1254. Son diamètre est de 22 mètres, sa hauteur au sommet de la lanterne est de 33 ou 40 mètres selon diverses sources… L’épaisseur des murs à la base est de 6 mètres. Au rez-de-chaussée, on trouve la salle des gardes avec son accès protégé par une herse. Au centre de la pièce, une ouverture circulaire permet d’accéder aux sous-sols qui servaient de garde-manger, de réserve de munitions et aussi de cachots. Ce lieu s’appelait les « culs de basse fosse ». Au premier étage, on accède à la salle des chevaliers. Elle ressemble de par sa structure à la salle des gardes. C’est dans cette salle que furent emprisonnées au XVIIIe siècle des protestantes dont la plus connue fut Marie Durand qui grava sur la margelle du puits le mot « résister ». Ce mot est toujours visible de nos jours. Elle fut emprisonnée à l’âge de 15 ans et libérée 38 ans plus tard, avec des prisonniers politiques (Abraham Mazel, chef camisard). Entre ces deux salles, un étroit chemin de ronde, fut construit dans l'épaisseur du mur pour surveiller la salle basse. Après la salle des chevaliers, on accède à la terrasse qui offre un large panorama sur la région, représentant ainsi un poste idéal de surveillance. Les prisonnières étaient quelquefois autorisées à venir y respirer l’air pur.
Dans les tours et les remparts, sont organisées des expositions : en 2014, par exemple, pour célébrer le 800e anniversaire de la naissance de Saint Louis, le Centre des monuments nationaux a organisé une exposition intitulée Saint Louis, de l'Occident à l'Orient, sur saint Louis et les croisades. Les remparts se déploient sur une longueur de 1 600 mètres. Spectaculaires par leur hauteur et l'état de leur conservation (ils n'ont pas été restaurés au XIXe siècle comme cela fut le cas, par exemple, pour Carcassonne), ils constituent, avec la tour de Constance, un témoignage exceptionnel en Europe occidentale de l'architecture militaire en milieu marécageux aux XIIIe et XIVe siècles. Le classement de cet ensemble à l'Unesco, sous le thème de l'homme dans son milieu, est un sujet de mobilisation : un dossier a été constitué en 2011, et de nombreuses actions, dont la suppression des poteaux électriques, ont été entreprises pour permettre ce classement. Cette procédure est malheureusement contrariée par les classements déjà effectifs de sites très proches tels le Pont du Gard, Avignon ou Arles…[réf. nécessaire]

Murs de la ville
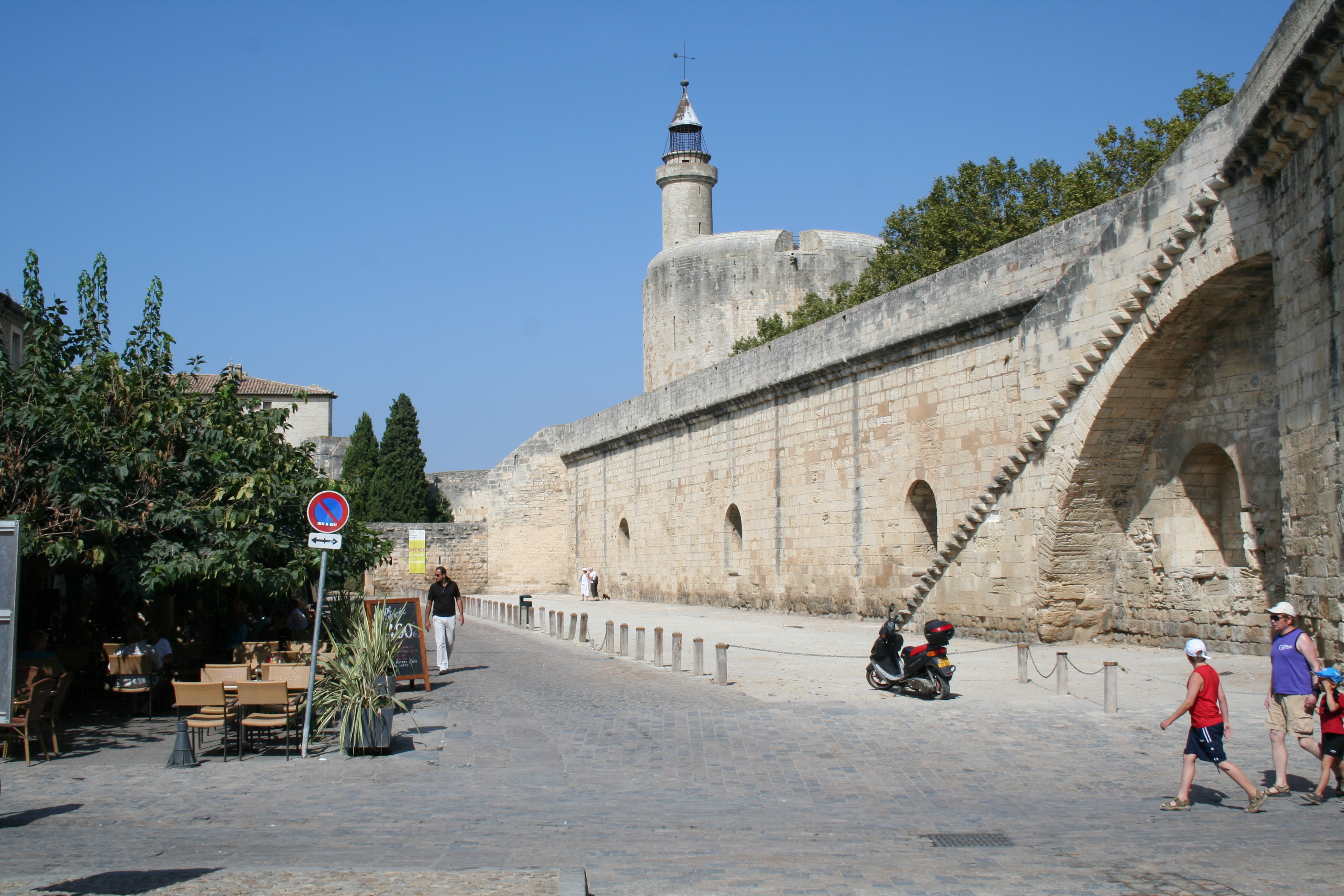
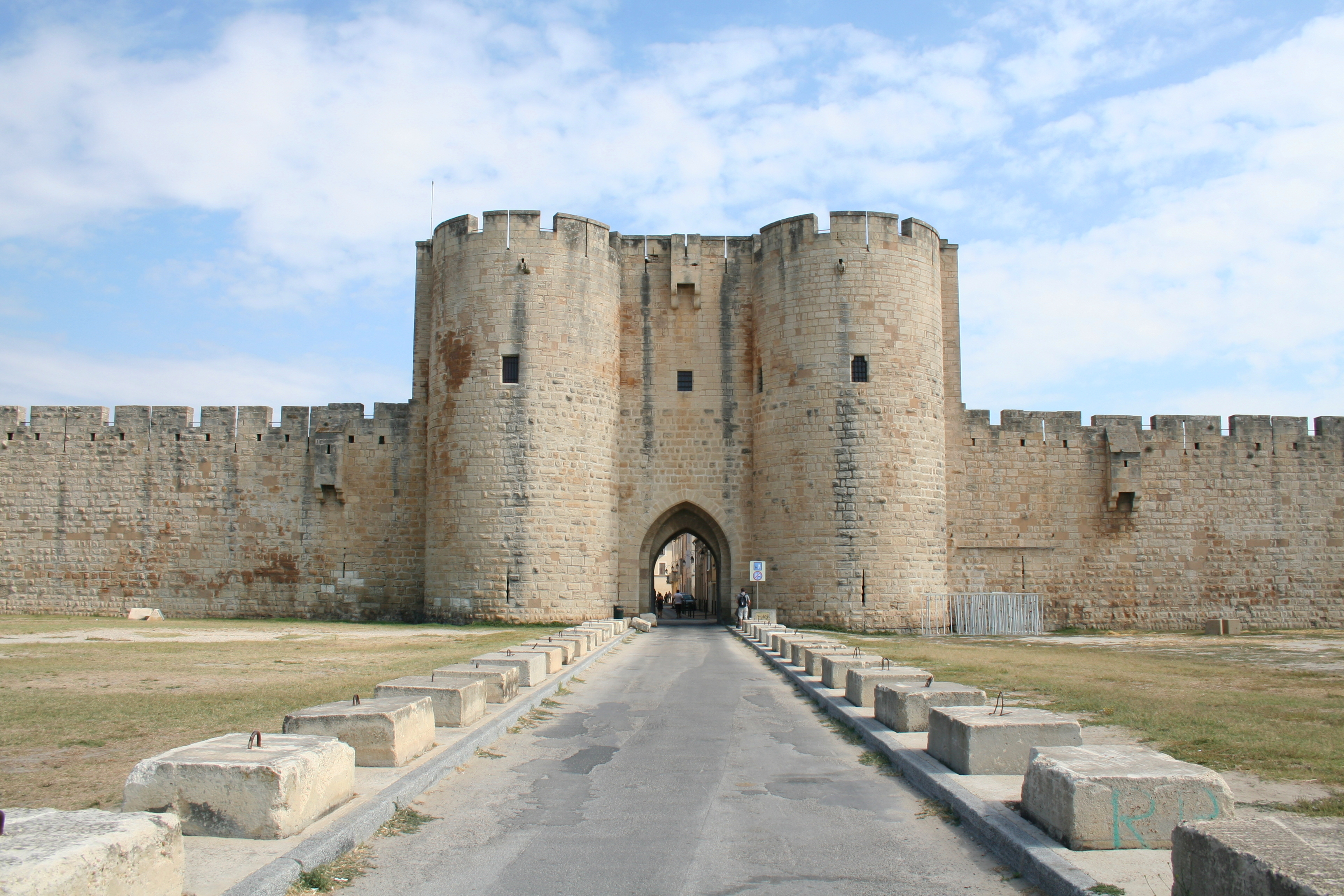
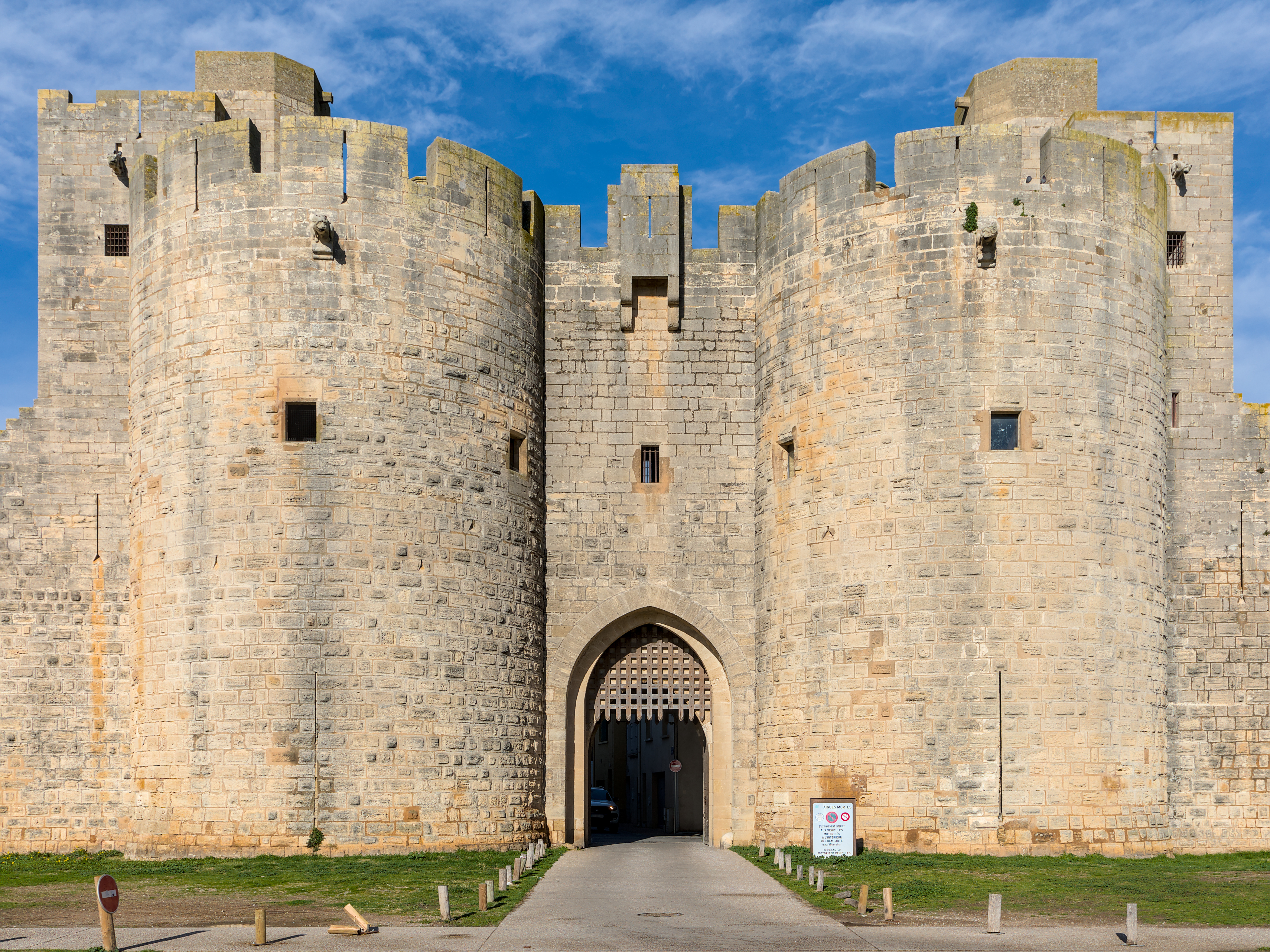
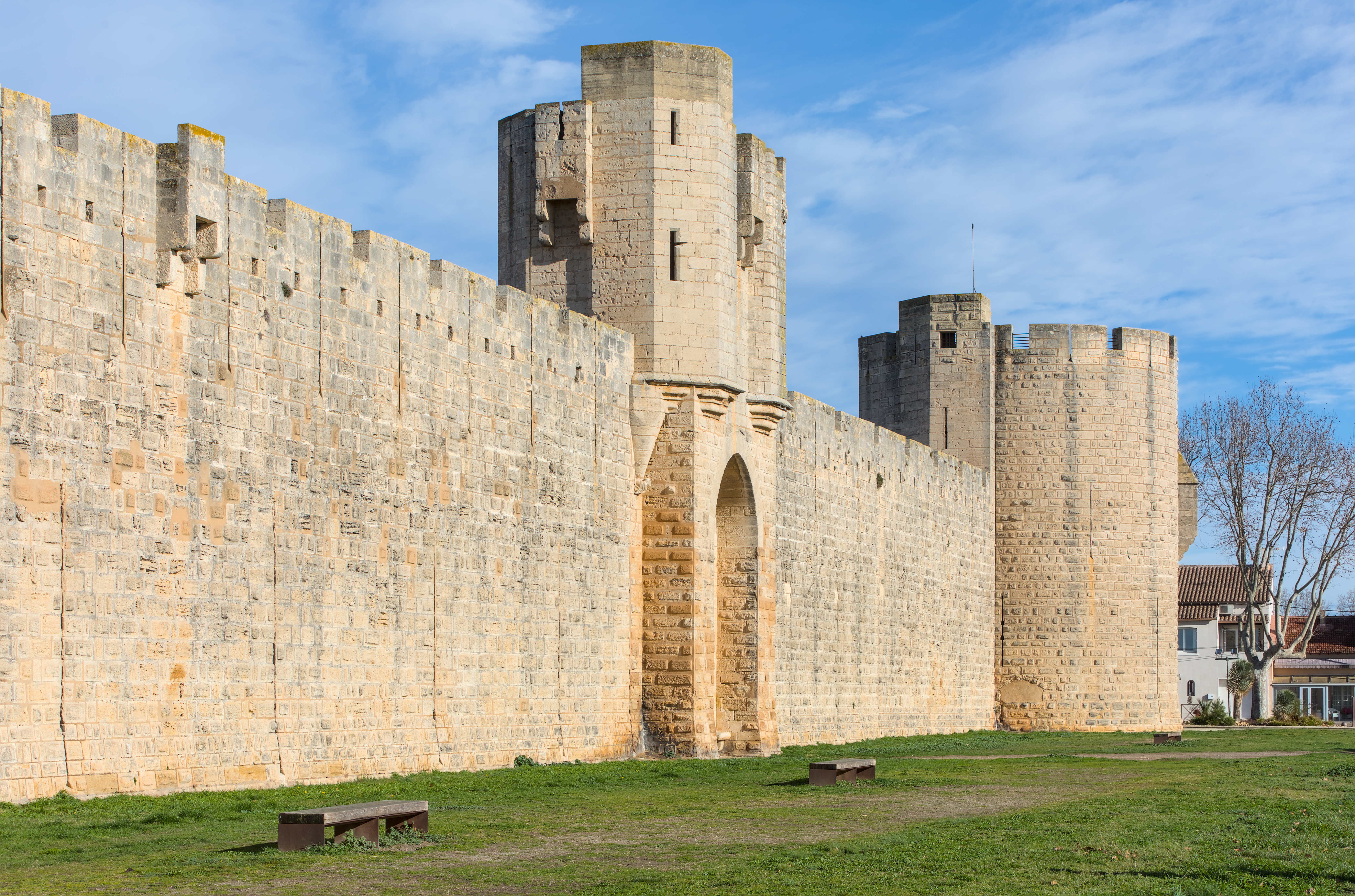
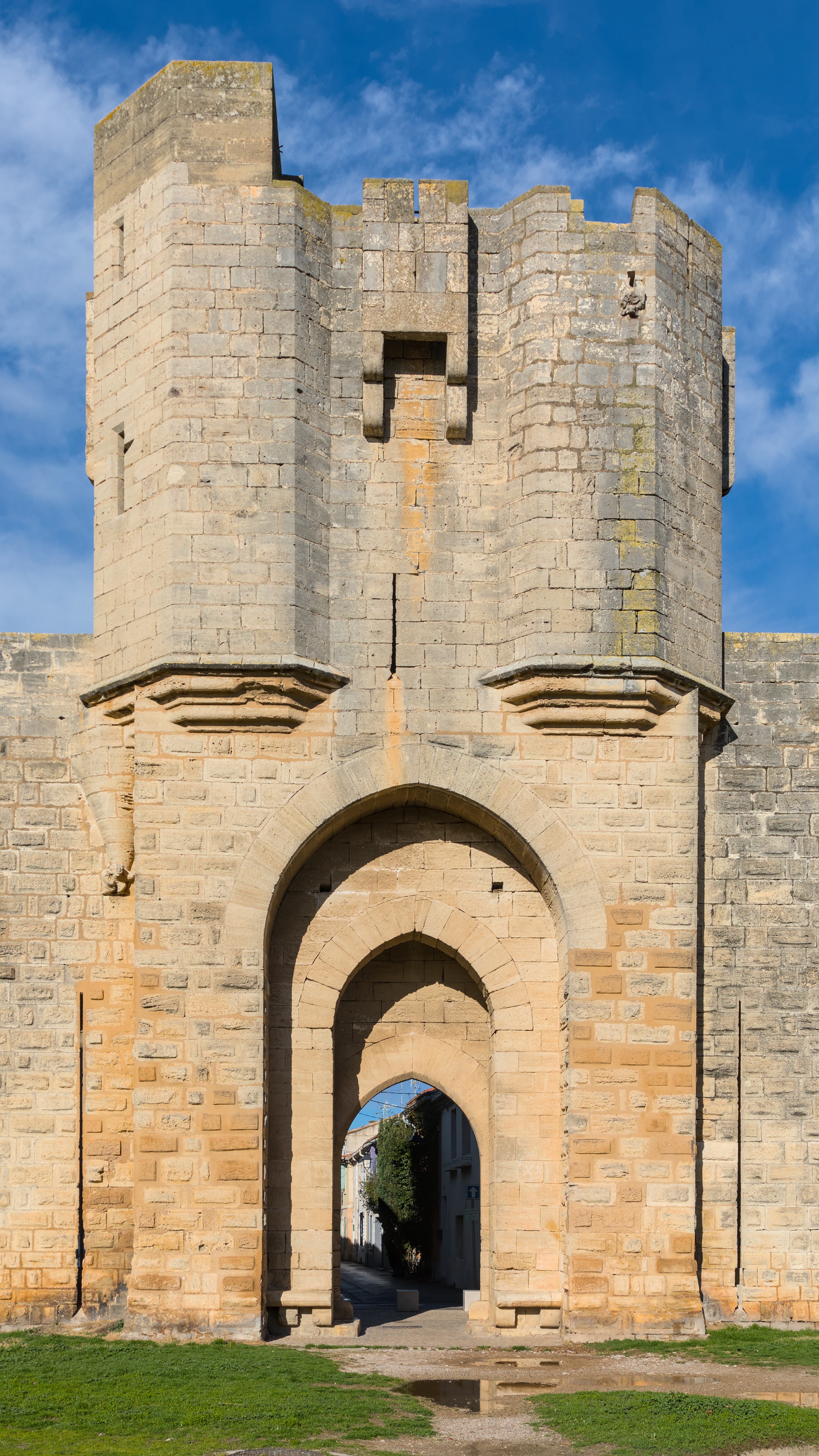
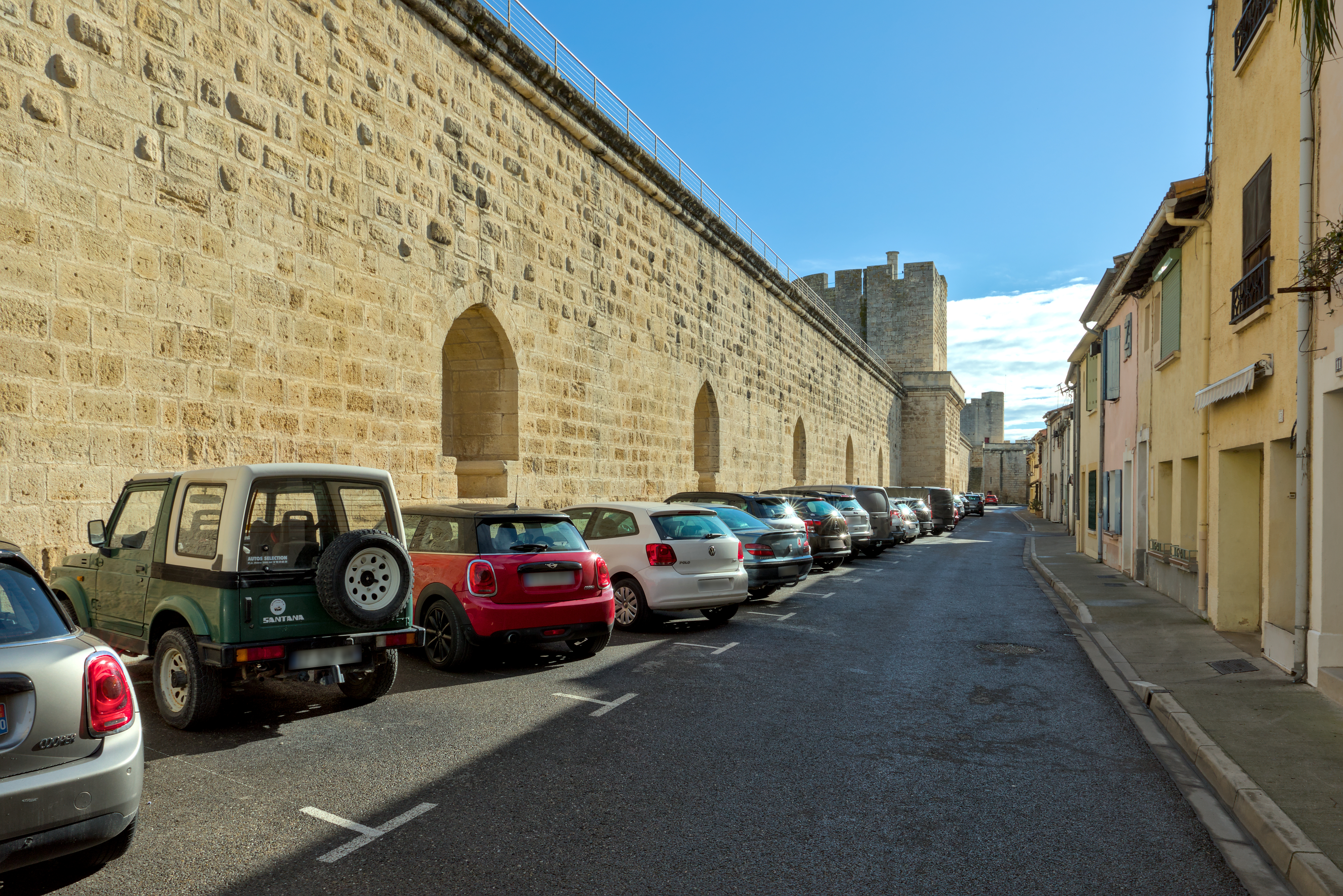
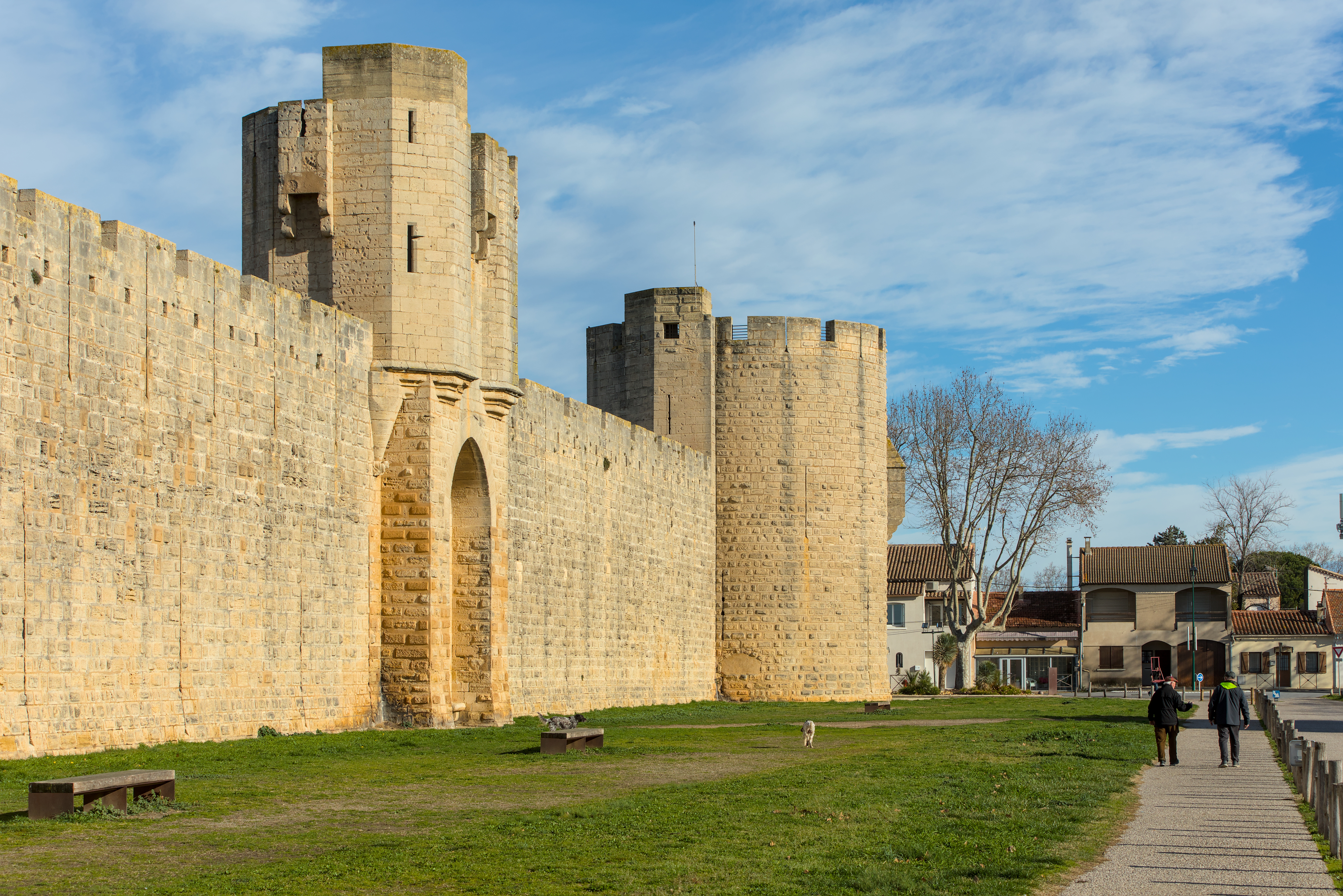
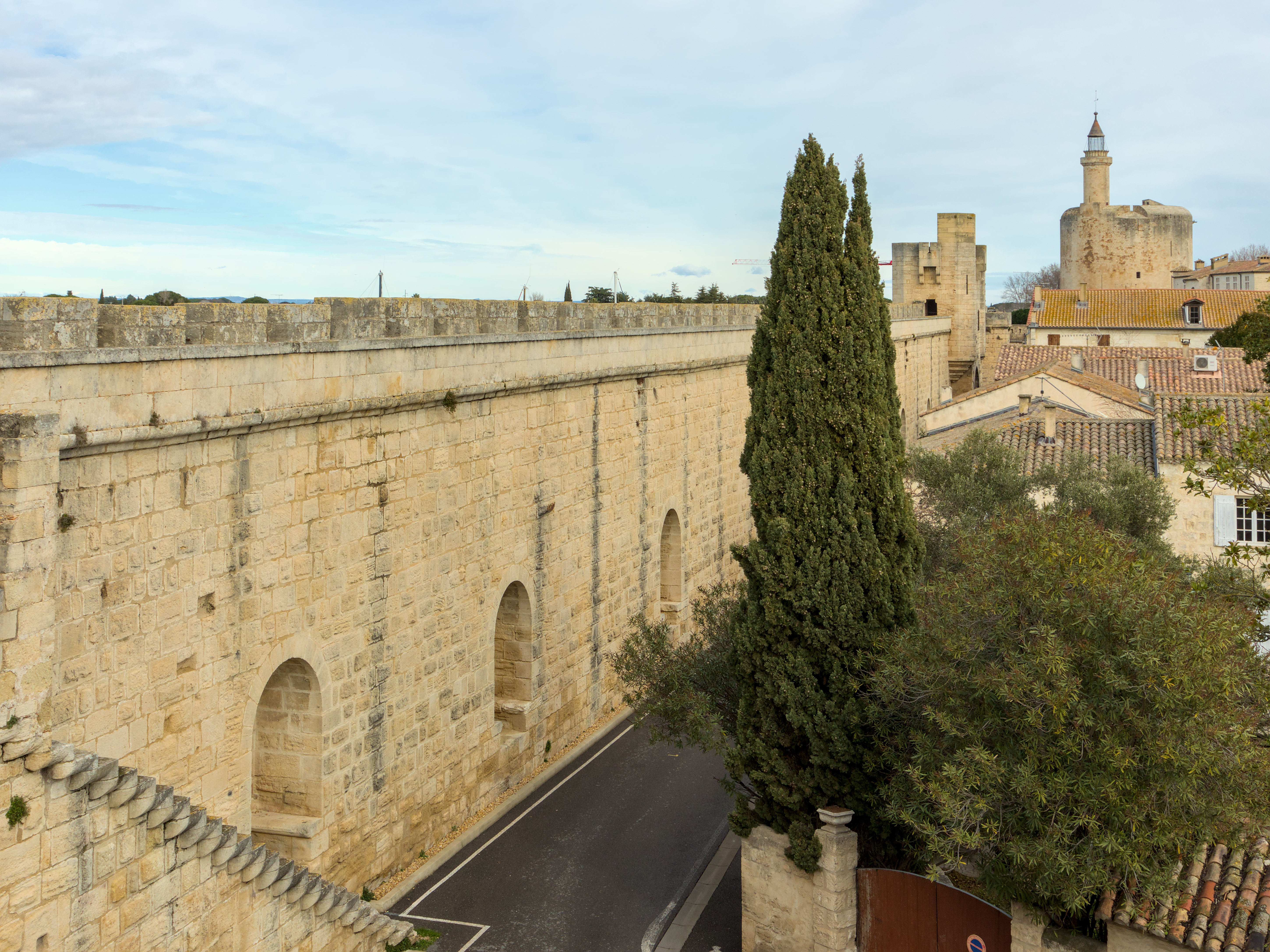
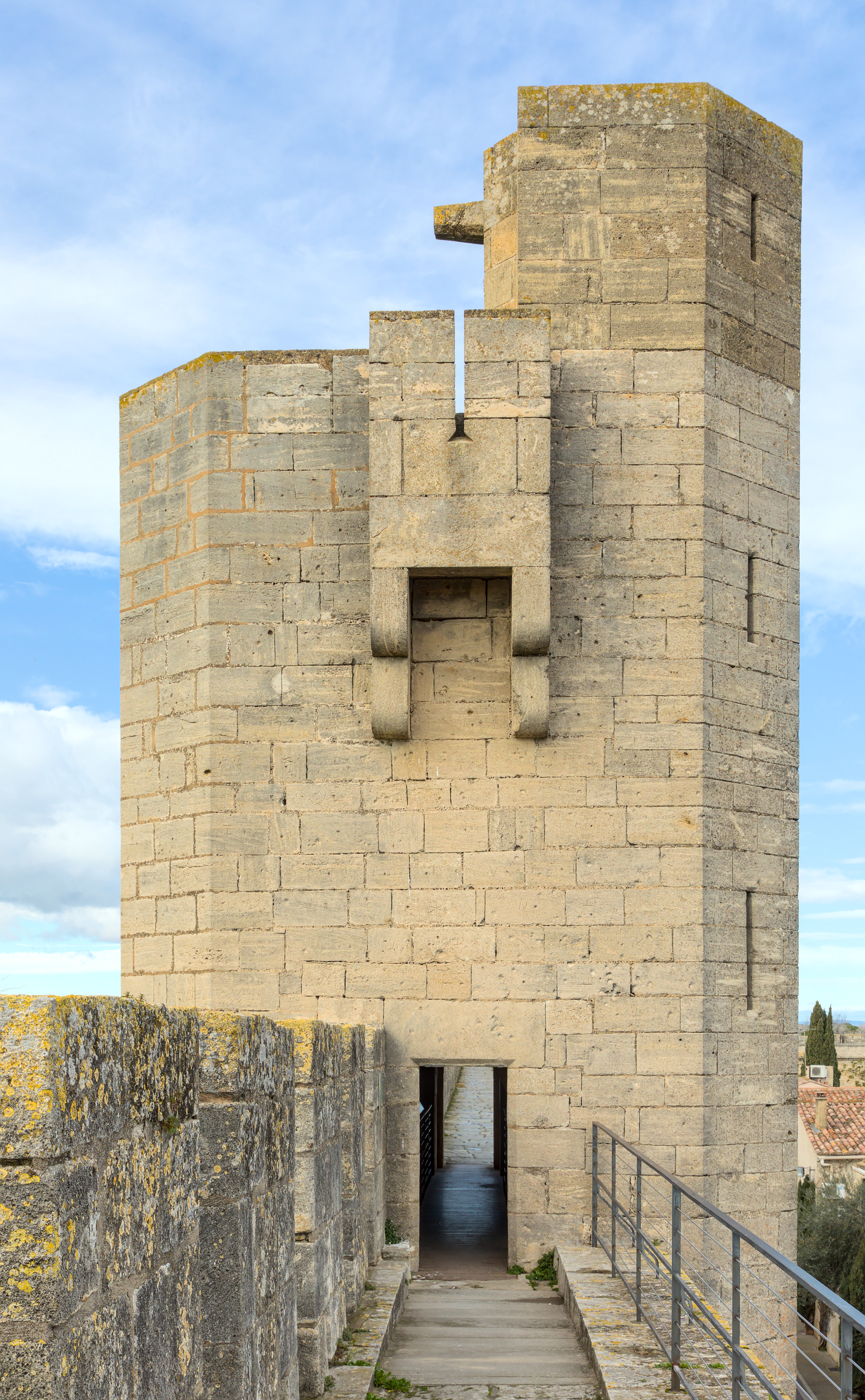
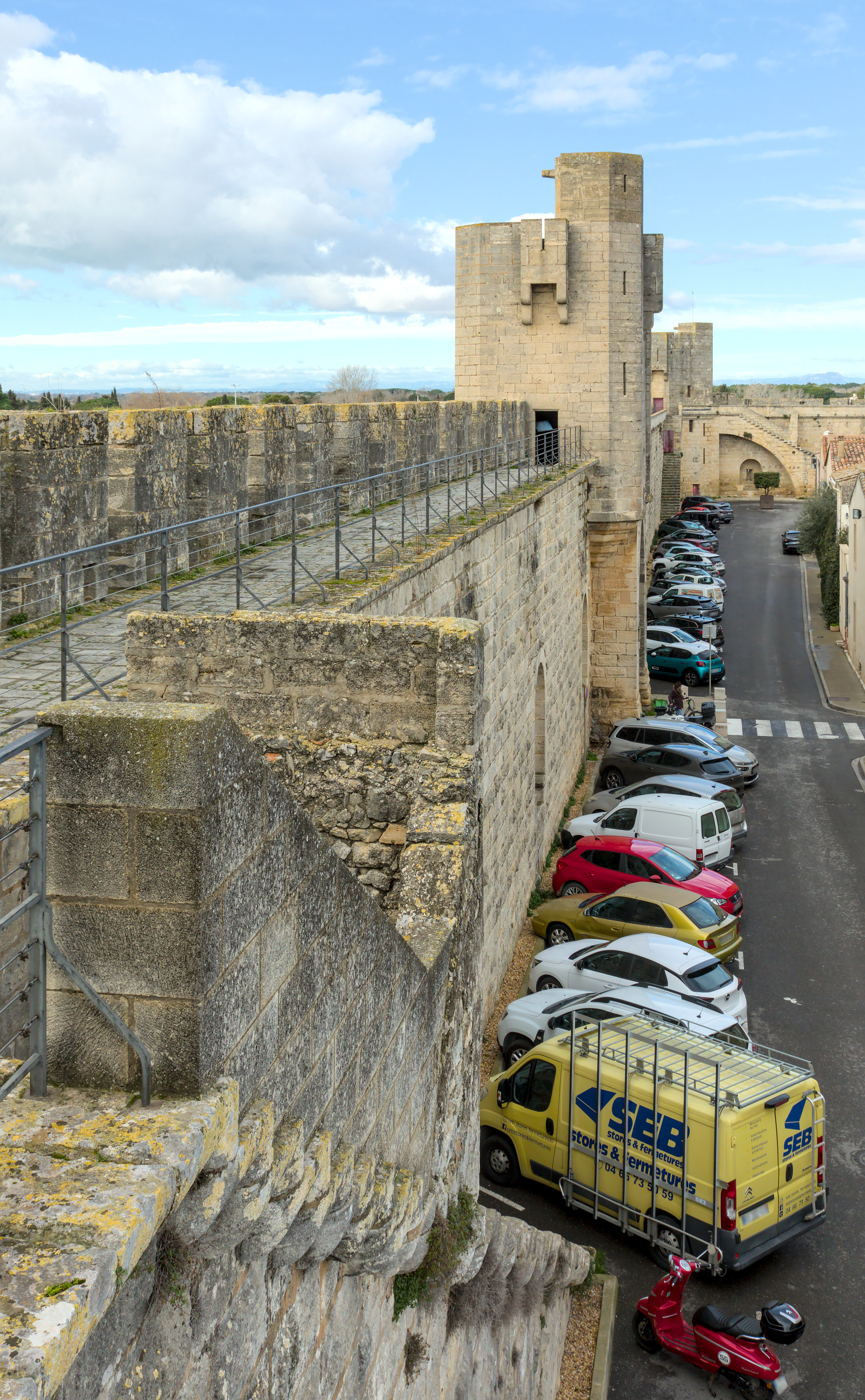
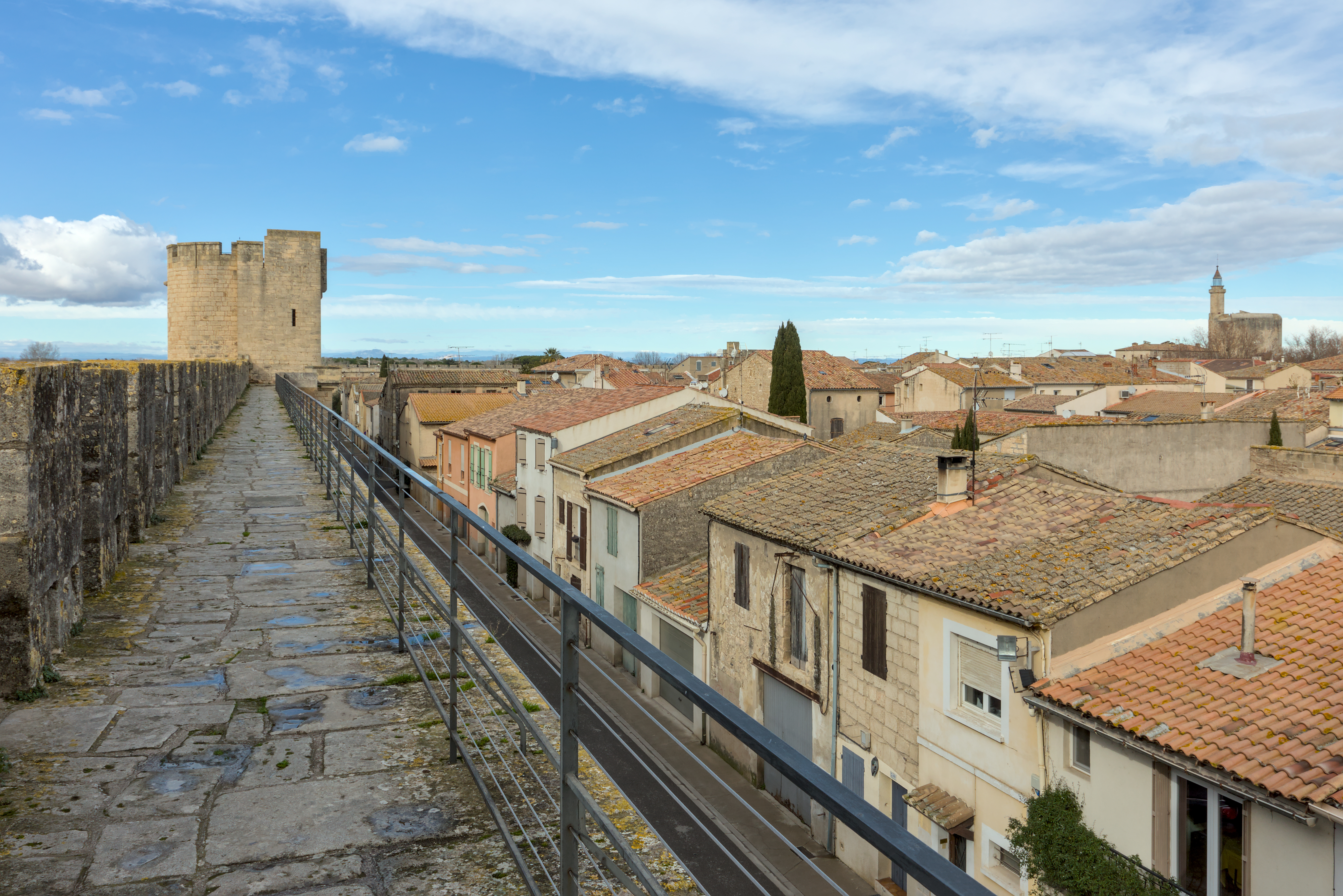
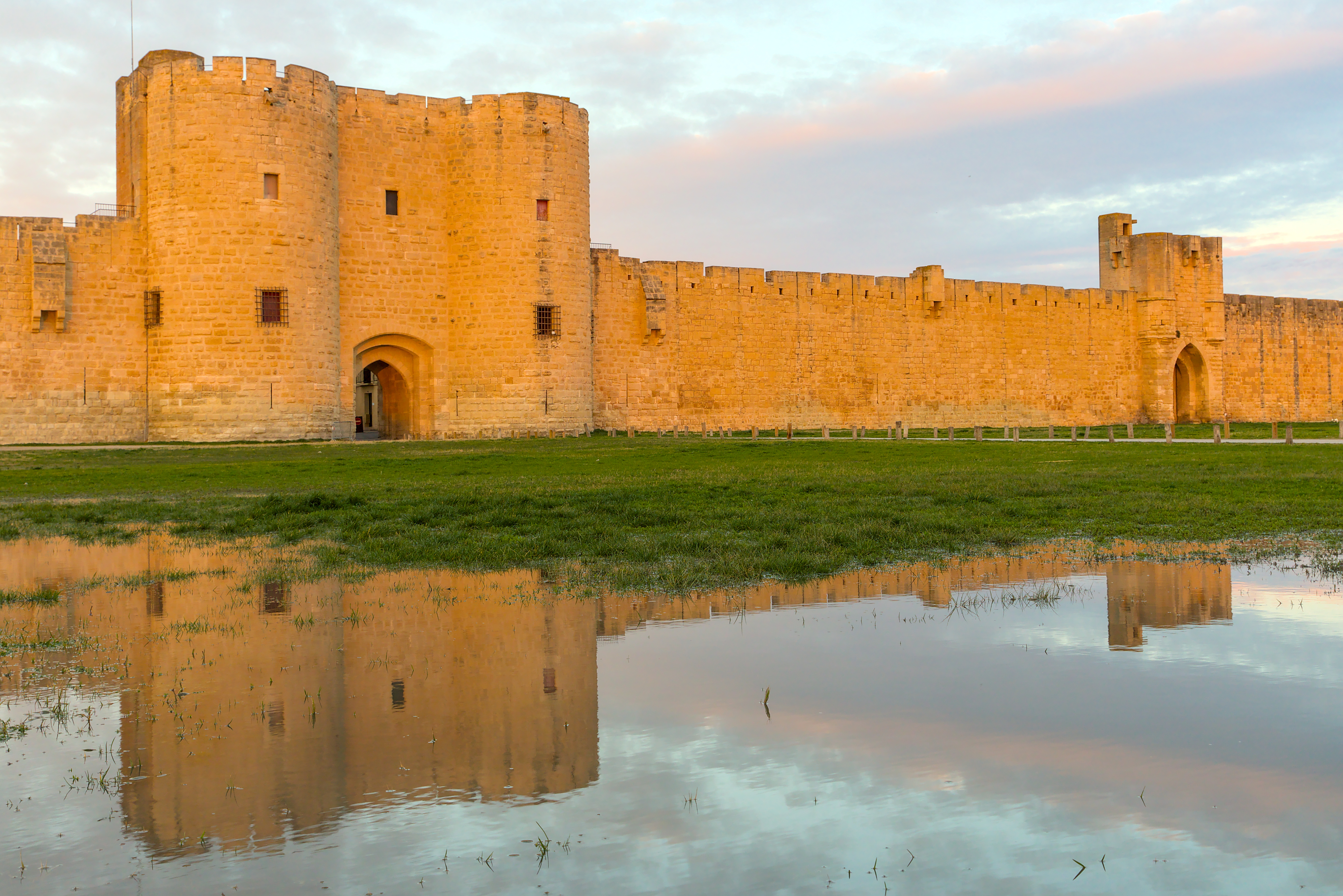
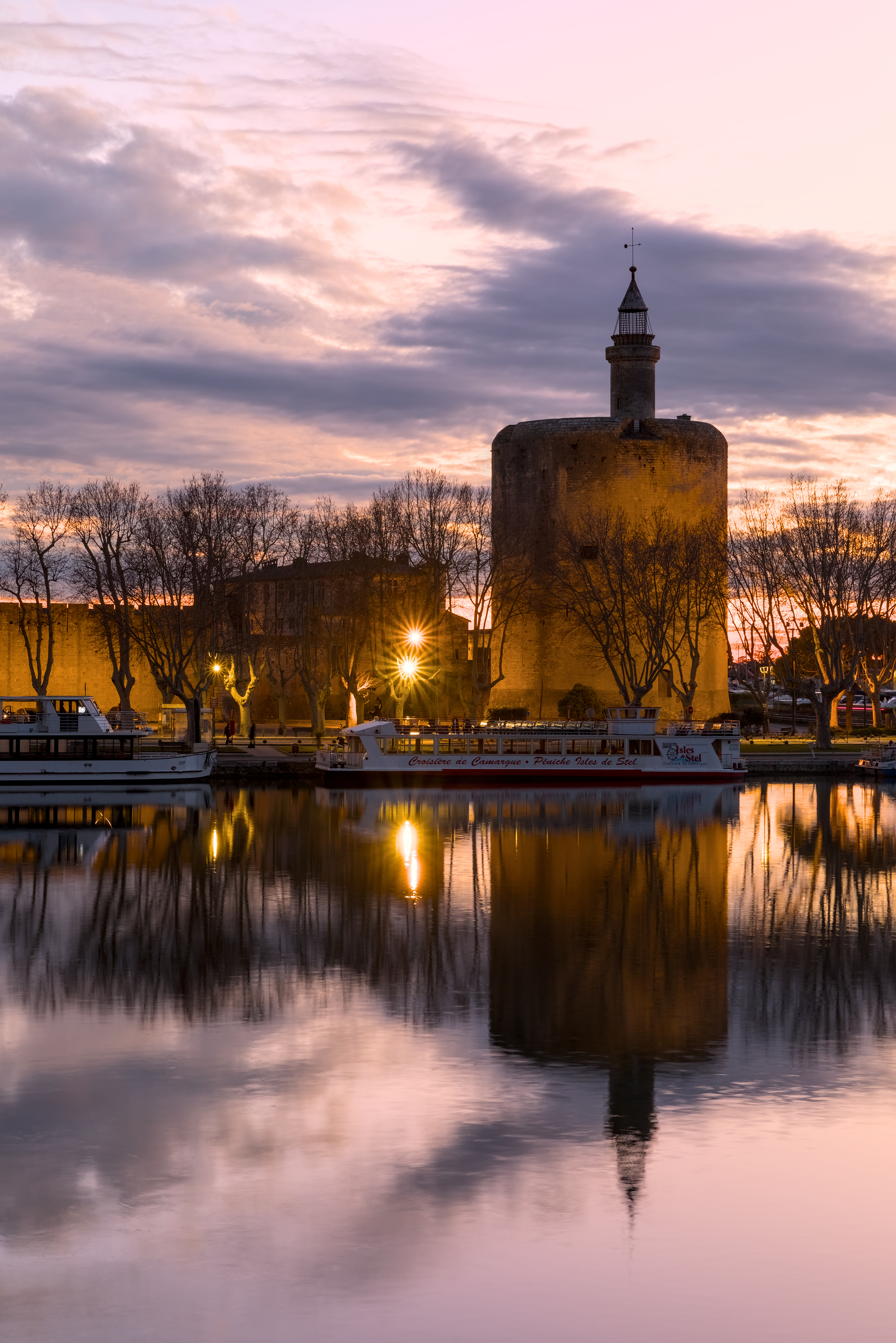

##### Le Plan des Théâtres
Le Plan des Théâtres sont des arènes, construites à la fin du XIXe siècle[réf. nécessaire], destinées aux courses camarguaises. Elles ont été inscrites en 1993 sur l'inventaire supplémentaire de la liste des monuments historiques (MH) pour leur intérêt ethnologique et culturel. Elles peuvent accueillir plus de six cents personnes.

##### La tour Carbonnière
Située sur la commune de Saint-Laurent-d'Aigouze, la tour Carbonnière est citée pour la première fois dans un texte daté de 1346 qui donne des précisions sur la fonction de l’ouvrage. Il y est dit que « cette forteresse est la clé du royaume en cette contrée. » En effet, située au milieu des marais, elle était le passage obligé pour accéder à Aigues-Mortes. Elle était tenue par une garnison composée d’un châtelain et de plusieurs gardes. Depuis sa terrasse qui pouvait supporter jusqu’à quatre pièces d’artillerie, on a une vue panoramique sur la Petite Camargue.

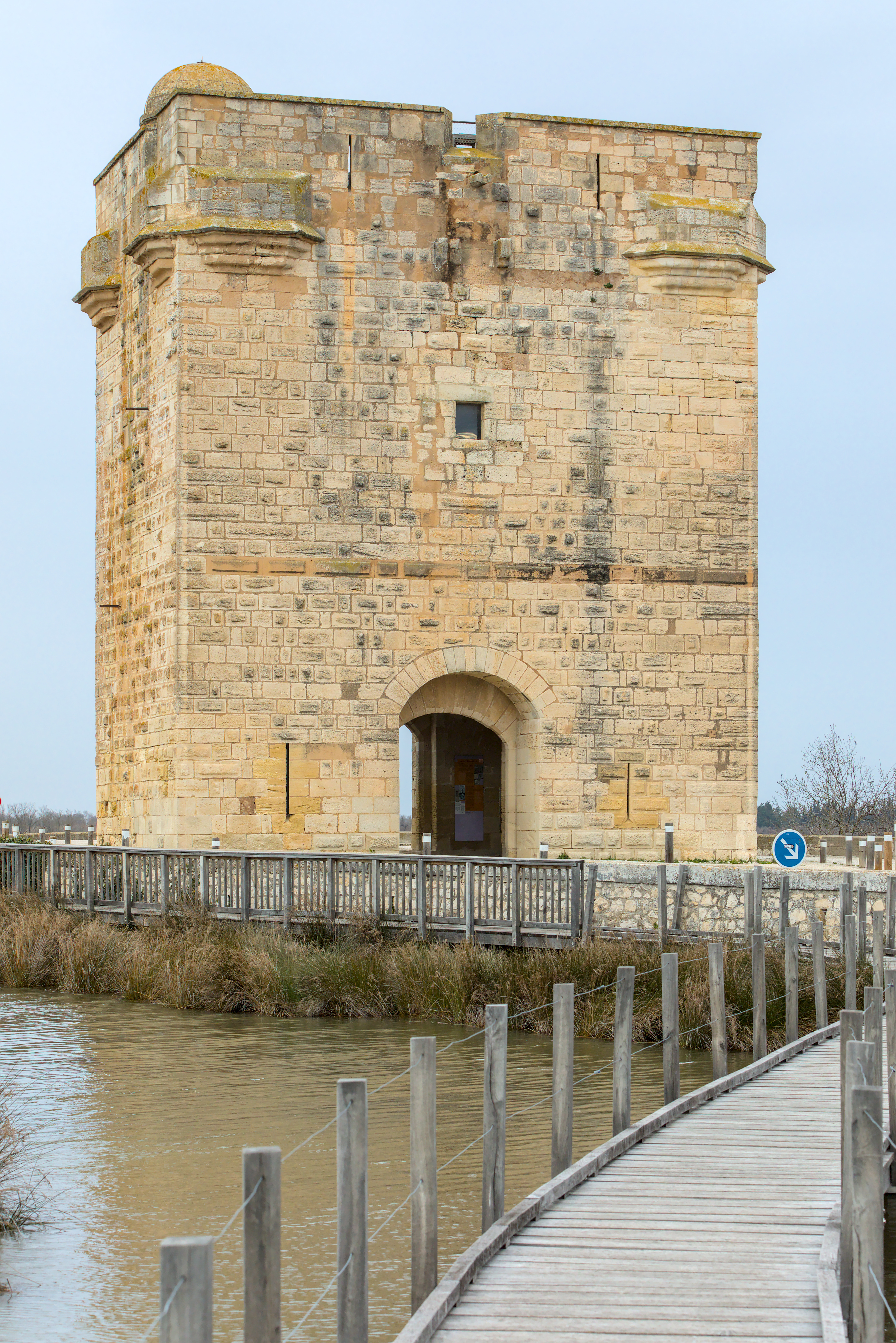
La tour Carbonnière.
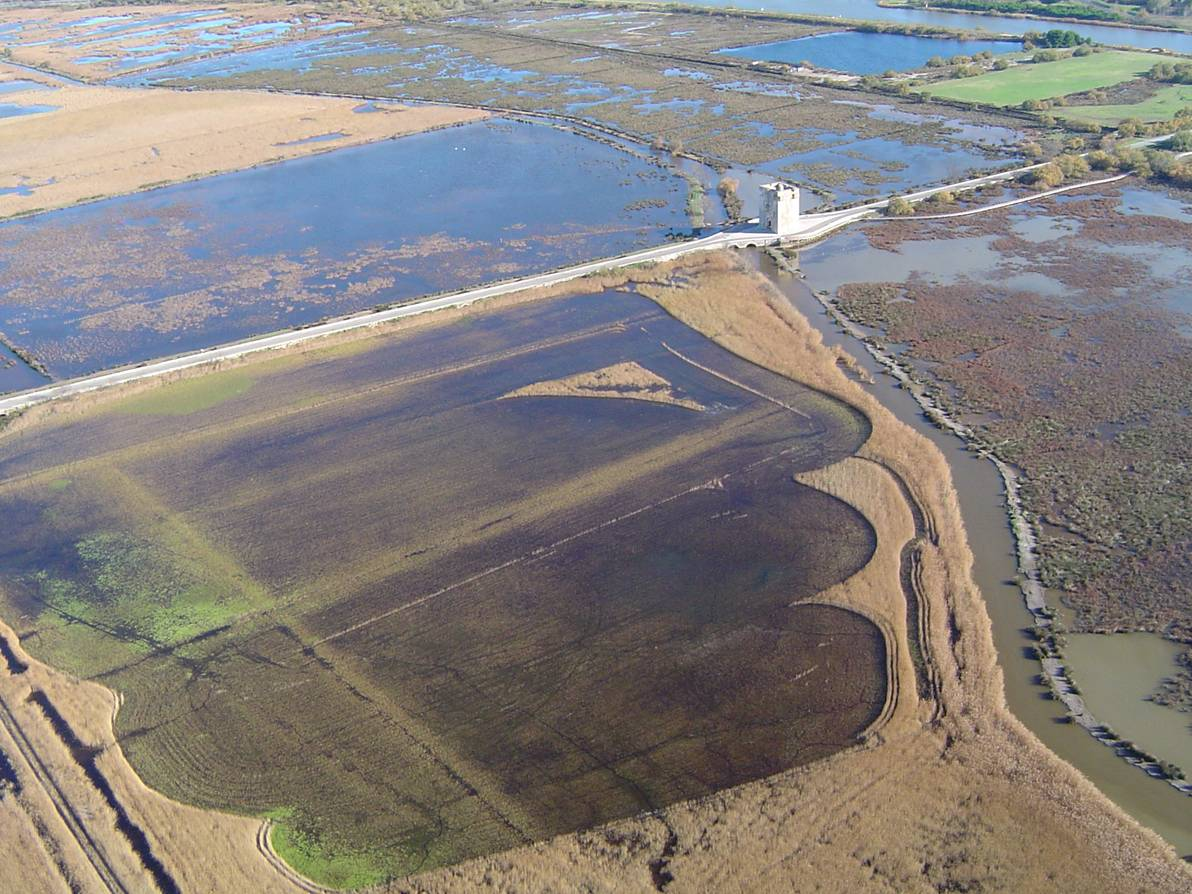
Vue aérienne.

##### La place Saint-Louis
Elle est le cœur touristique de la cité. Au centre, face à l'entrée principale de la porte de la Gardette, est érigée la statue de Saint Louis, œuvre de James Pradier en 1849.

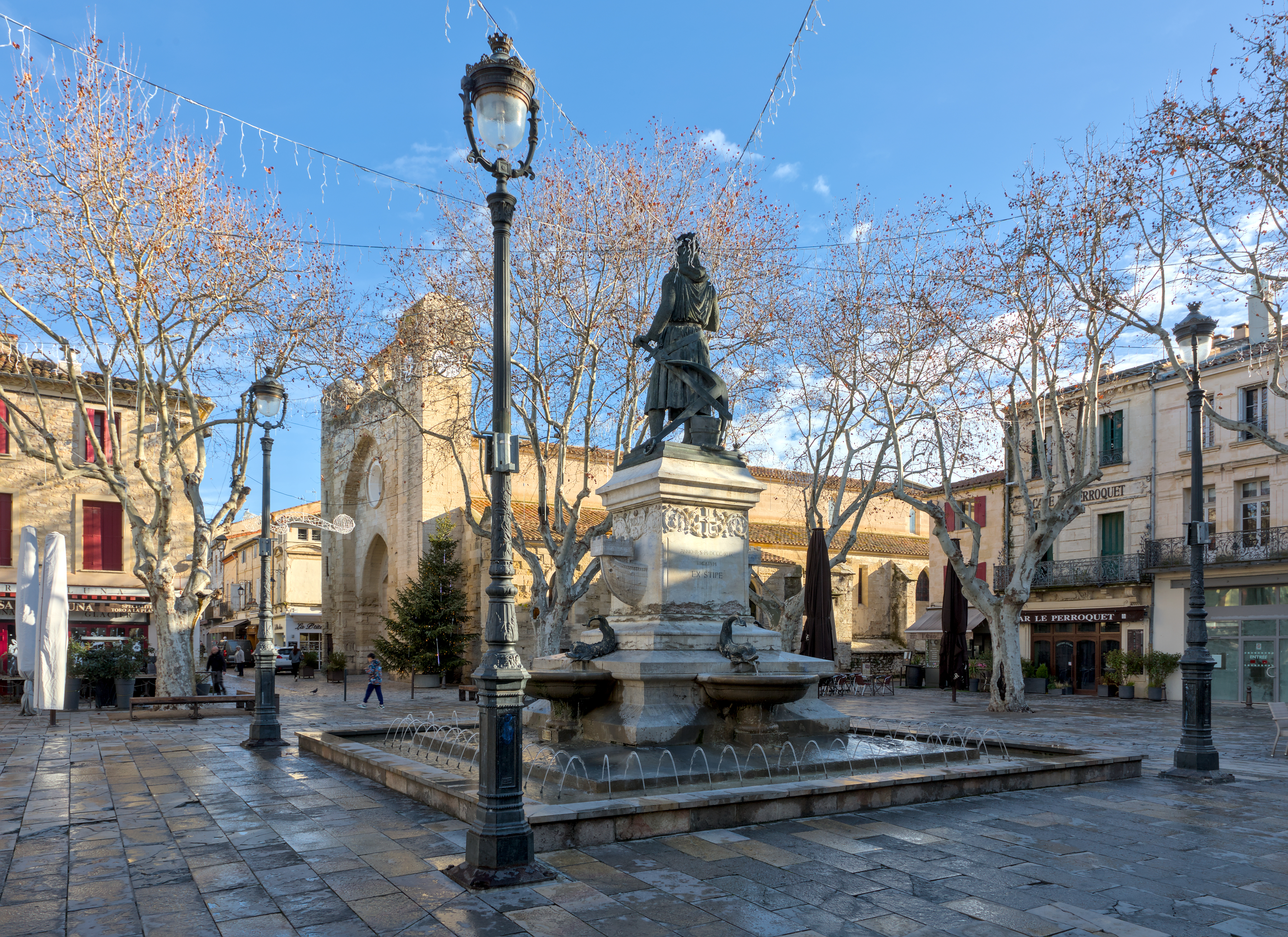
La place Saint-Louis.
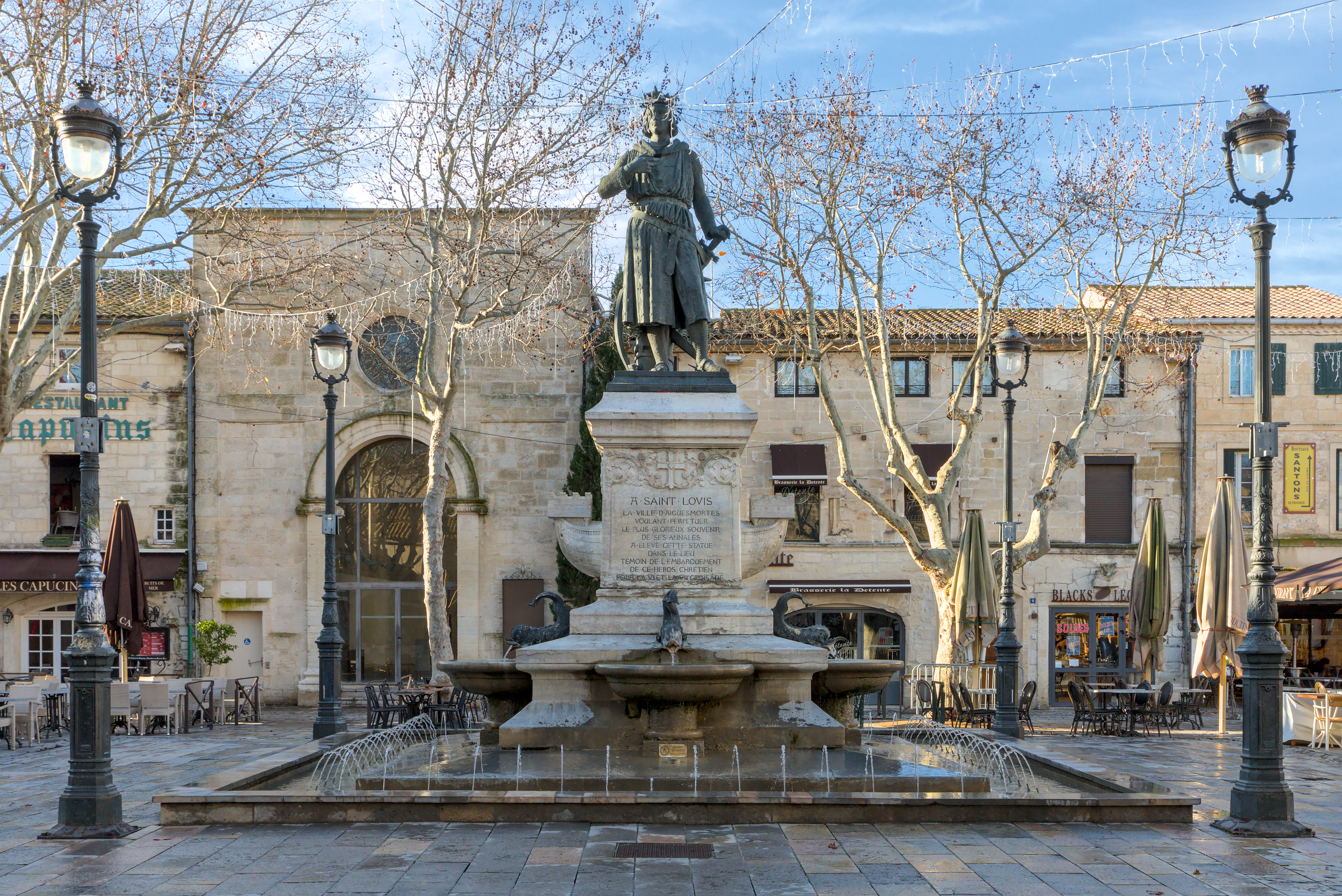
Monument à Saint Louis, au centre de la place.
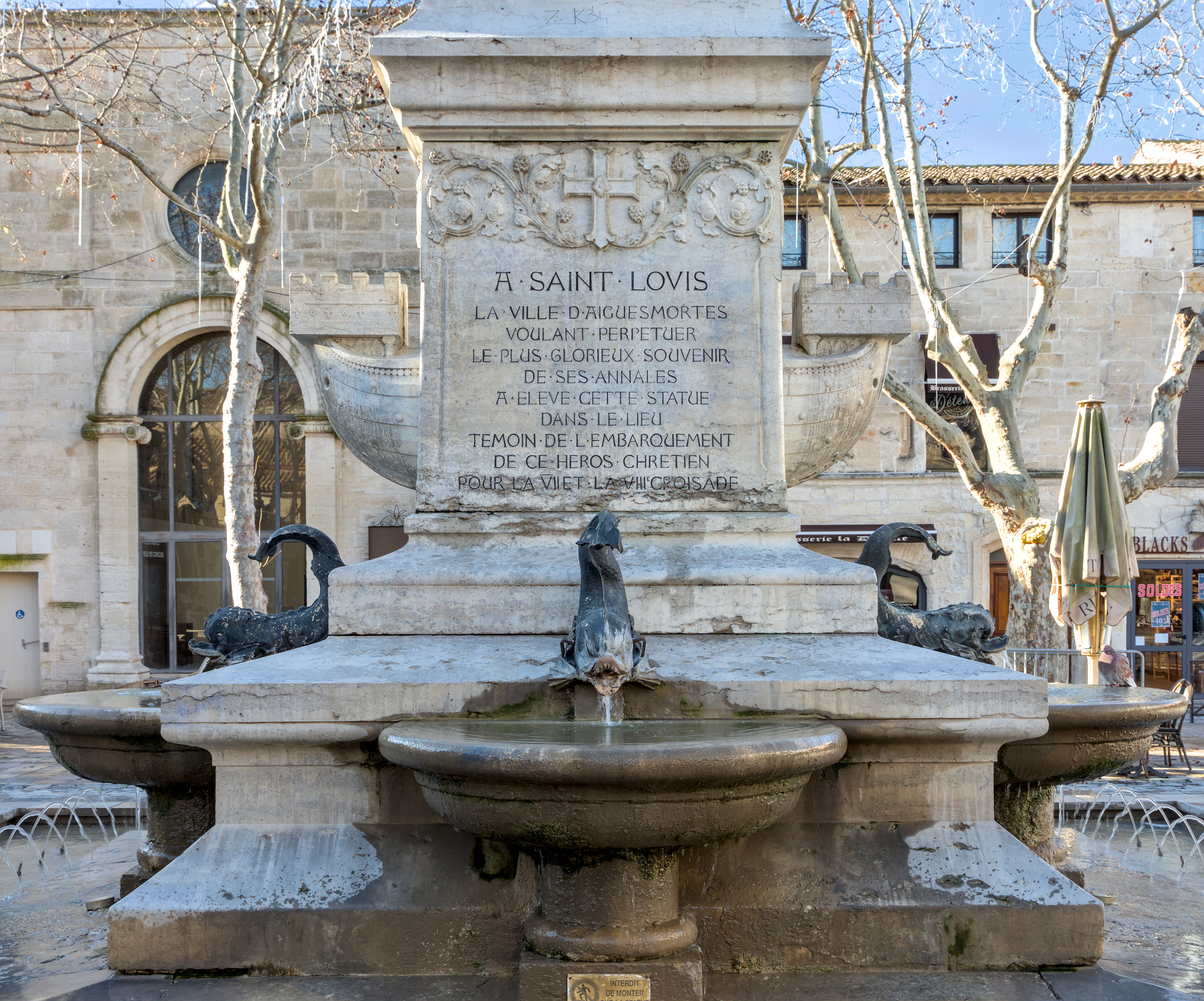
Fontaine constituant le socle de la statue de Saint Louis.
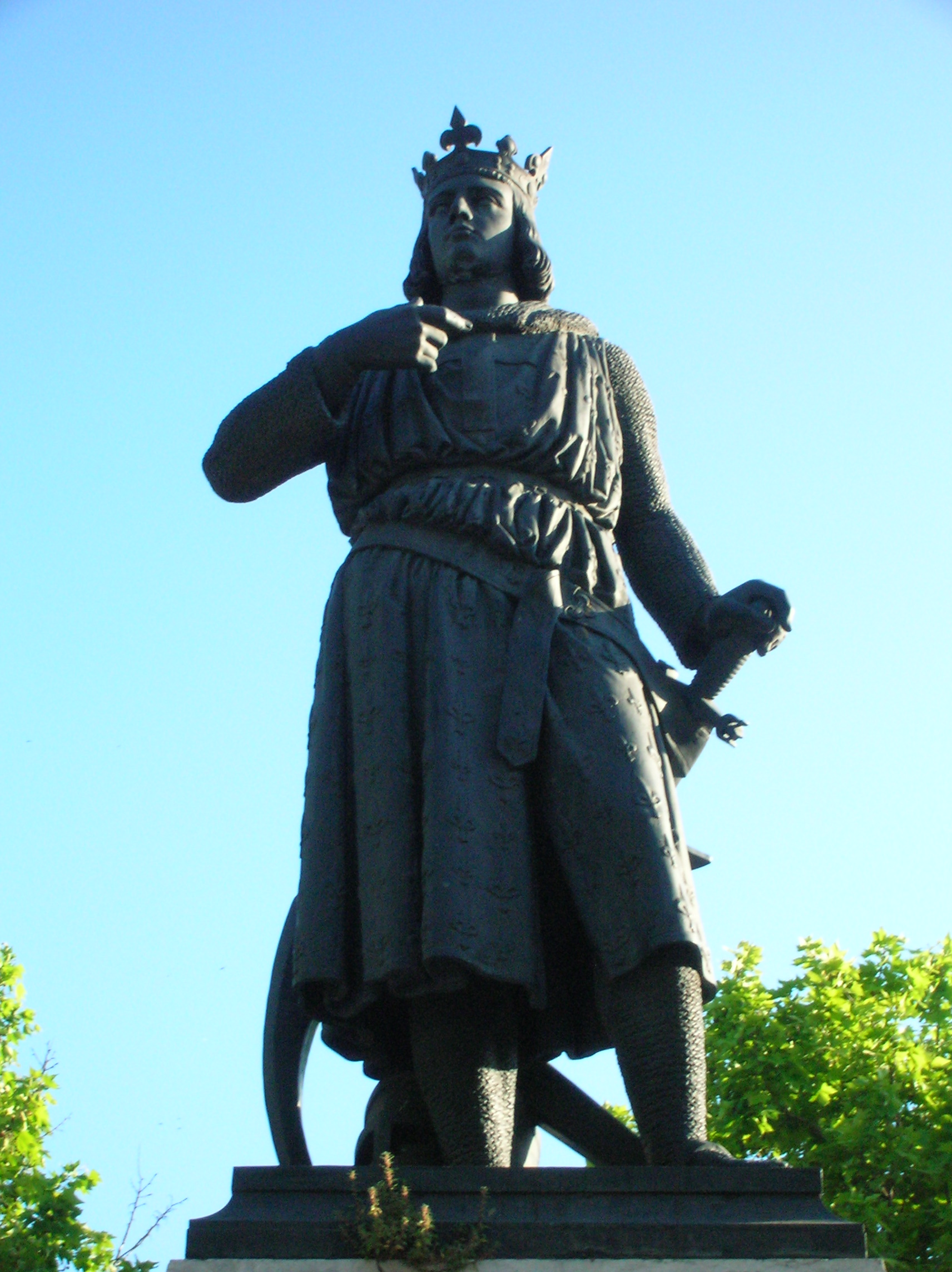
Statue de Saint Louis.

#### Édifices religieux
- Ancienne chapelle des Capucins d'Aigues-Mortes.
- Temple protestant d'Aigues-Mortes.

##### L’église Notre-Dame-des-Sablons
L'église a été inscrite au titre des monuments historiques en 1949. L'élément d'autel gallo-romain se trouvant dans l'emmarchement du chœur de l'église a été classé au titre des monuments historiques en 1990. De nombreux objets sont référencés dans la base Palissy (voir les notices liées).
Elle a vraisemblablement été construite avant les remparts, vers le milieu du XIIIe siècle, à l'époque de saint Louis et est de style gothique. Collégiale en 1537, elle fut saccagée par les protestants en 1575. Après la reconstruction du clocher en 1634, elle devint successivement sous la Révolution, temple de la Raison, caserne, magasin à grains et entrepôt de sel. Elle fut rendue au culte en 1804, et restaurée dans un style « néo classique-baroque » assez chargé. De 1964 à 1967, tout ce décor XIXe disparaît, notamment les plafonds à caissons, pour laisser place à l'église, beaucoup plus sobre, et dans l'esprit médiéval que nous voyons aujourd'hui. Depuis 1991, des vitraux créés par Claude Viallat, artiste contemporain appartenant au mouvement artistique Supports/Surfaces, donnent à l'édifice une lumière et une couleur extraordinaires. Le reste du mobilier XVIIIe et XIXe siècles a disparu à cette occasion à l'exception de quelques statues. La façade est surmontée d'un très sobre clocher à peigne abritant trois cloches. La plus importante, 1,07 m de diamètre, date de 1740, classée MH elle fut réalisée par le maître fondeur Jean Poutingon. L'église abrite aussi une statue de saint Louis.

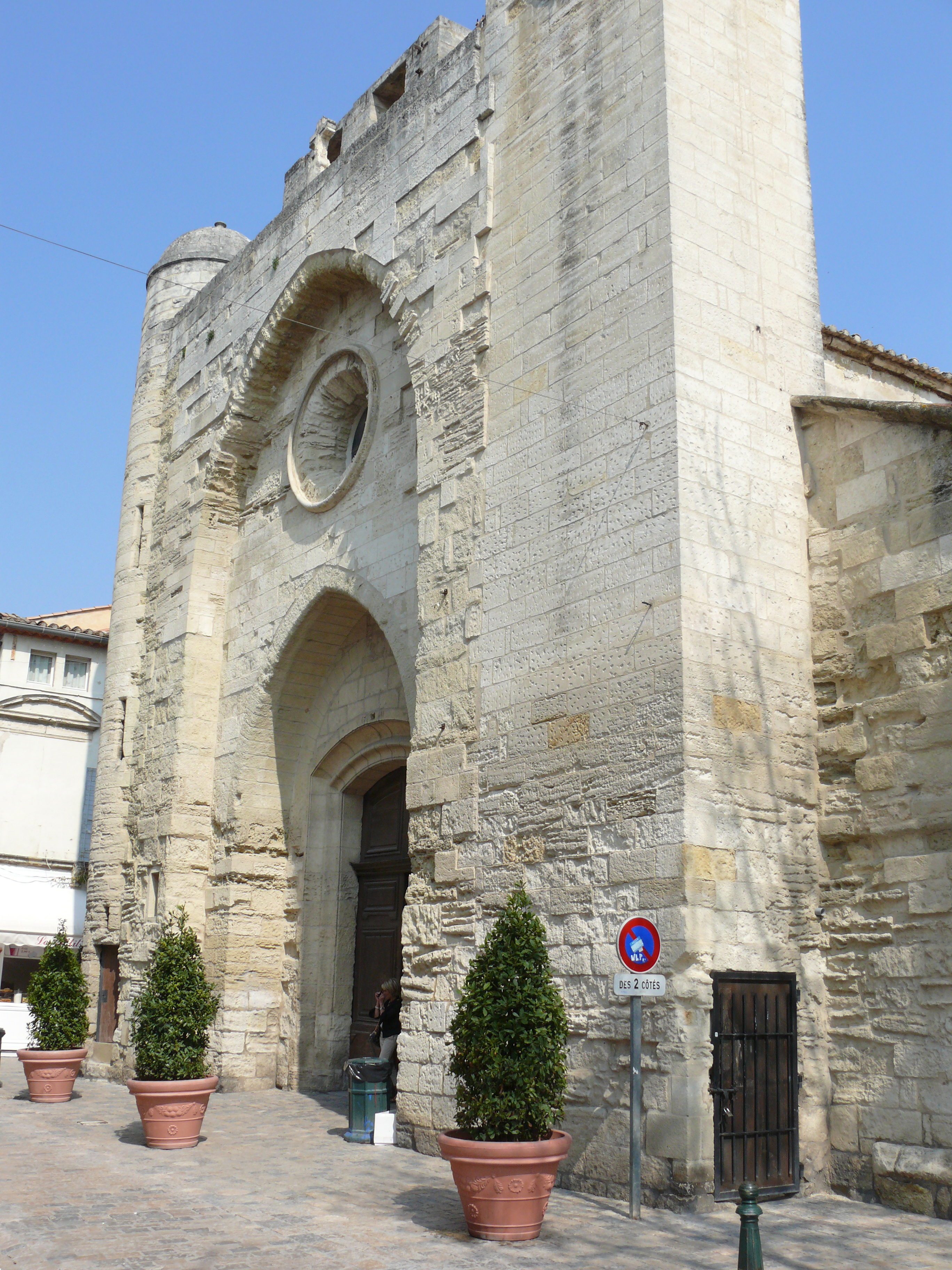
Église Notre-Dame-des-Sablons.
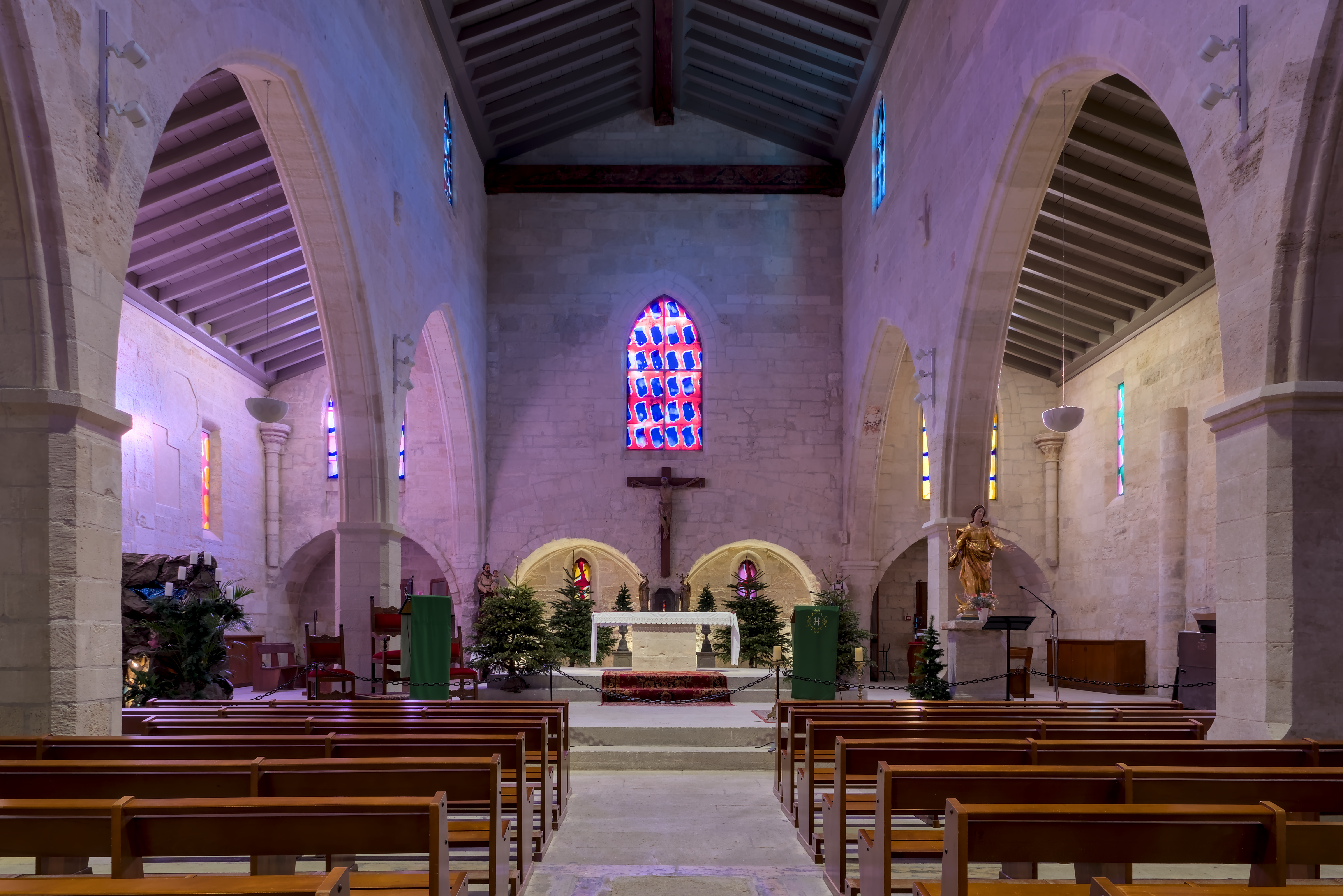
La nef.
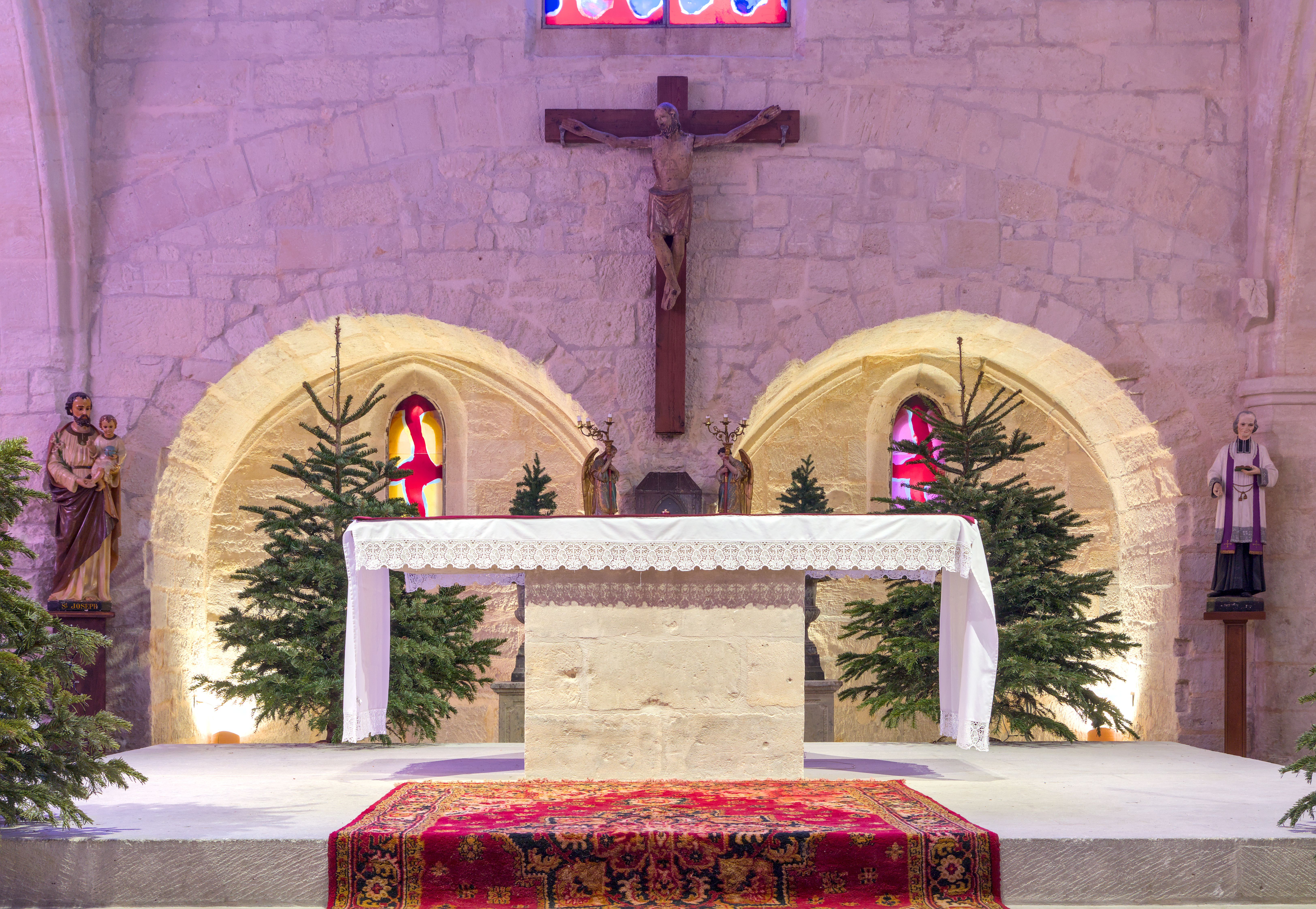
Le chœur.
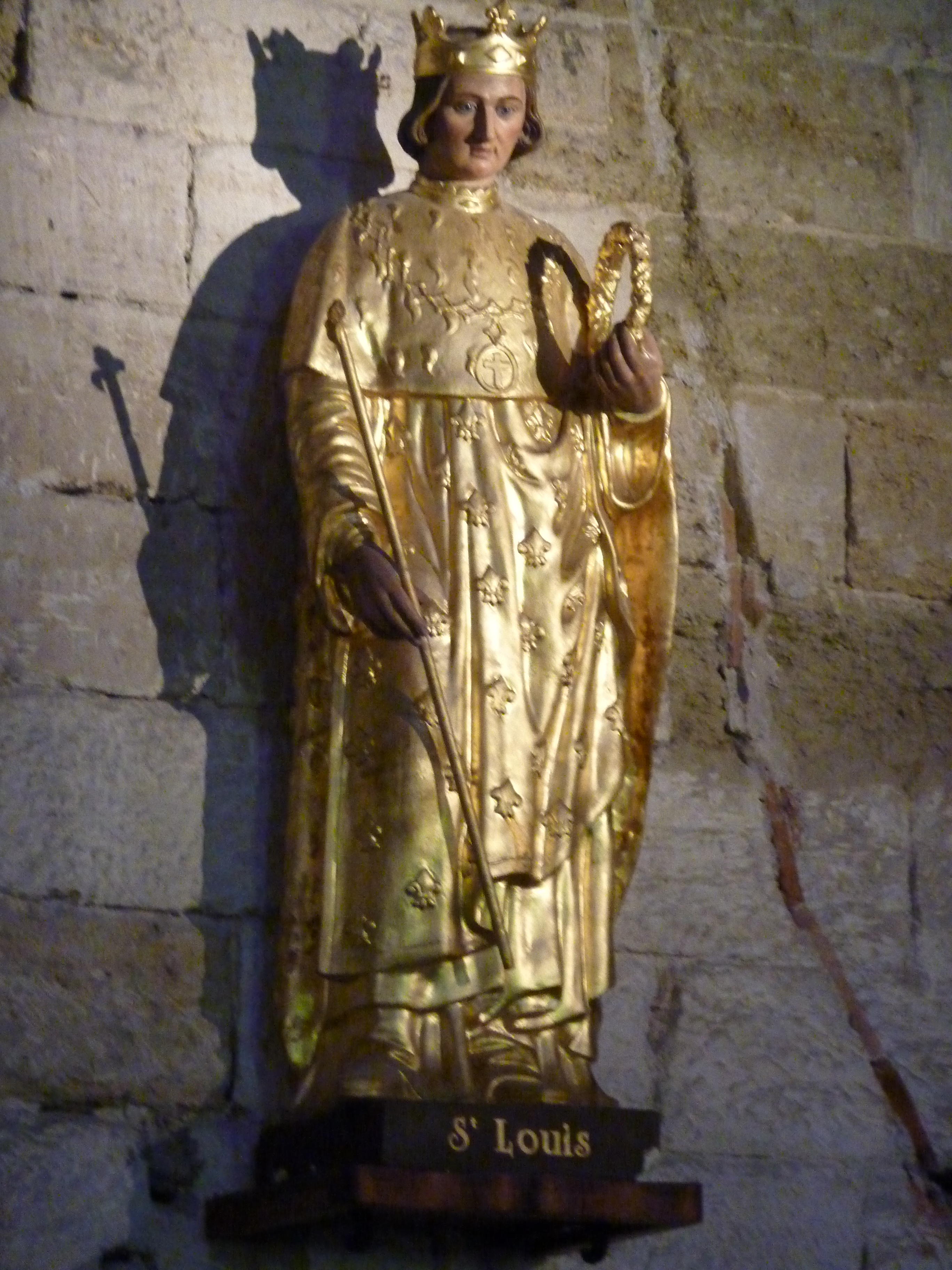
Statue de saint Louis dans l'église Notre-Dame-des-Sablons.
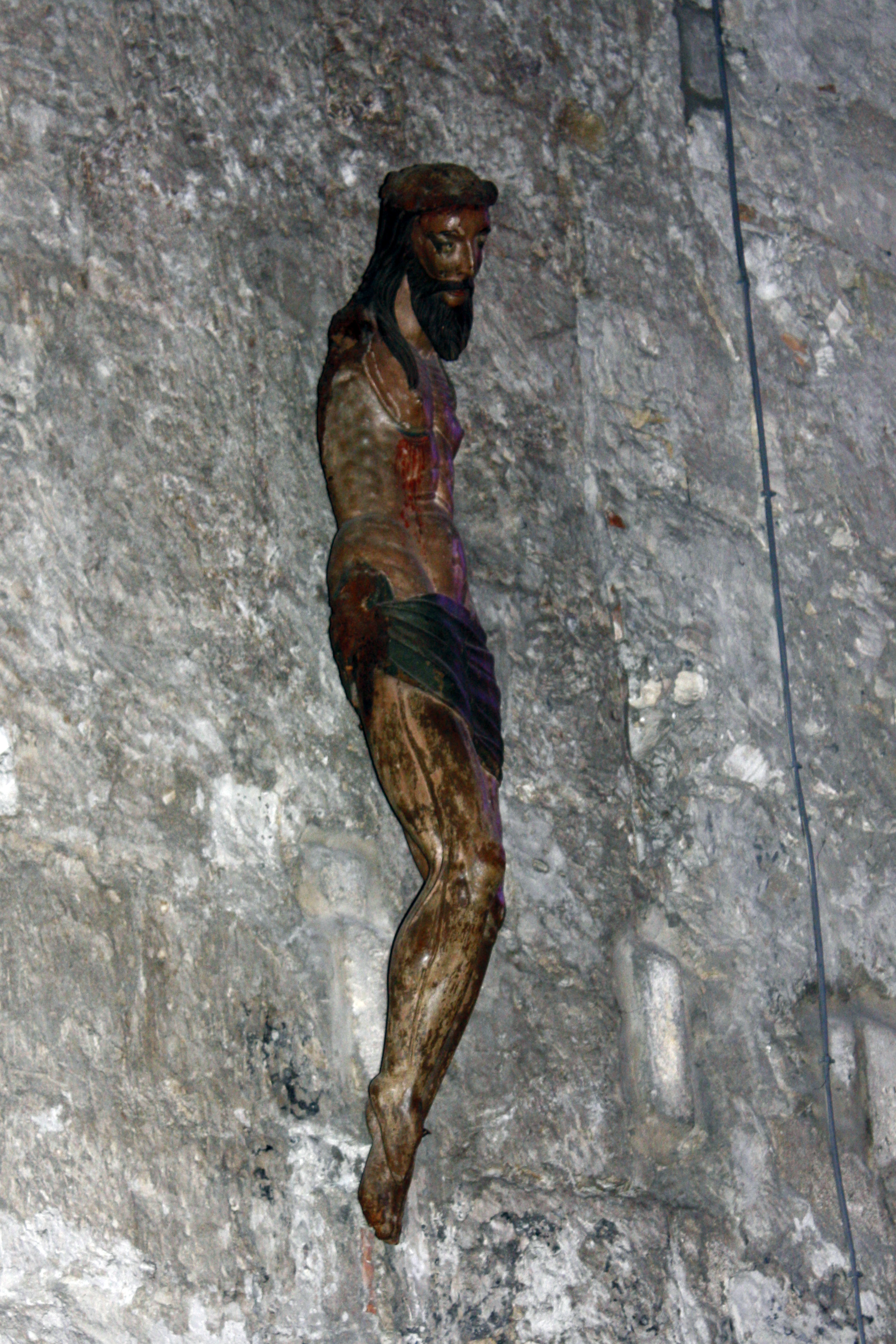
Reste d'un crucifix dans l'église de Notre-Dame-des-Sablons.

##### La chapelle des Pénitents-Gris

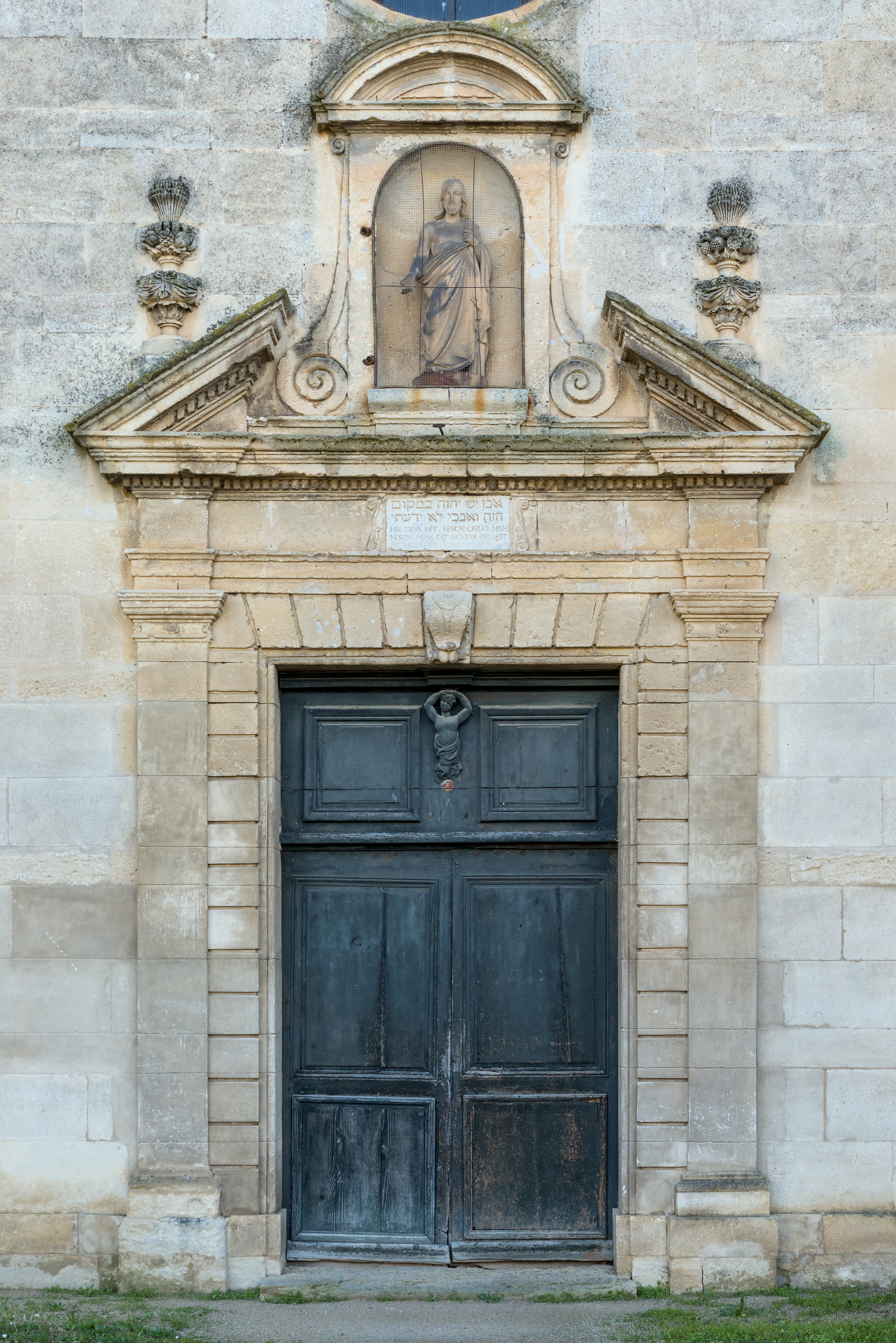
Portail de la chapelle de la confrérie des Pénitents-Gris.

L'édifice a été classé au titre des monuments historiques en 1994. Plusieurs objets sont référencés dans la base Palissy (voir les notices liées).
Située à l'est de la place de la Viguerie, elle est la propriété de la confrérie des Pénitents gris créée en 1400. La façade est du style Louis XIV. La porte d'entrée du XVIIe siècle est ornée d'une statue en bois. Retable sculpté en 1687 par Sabatier.
À l'intérieur, un retable représente la passion du Christ. Il fut construit en stuc de plâtre gris en 1687 par le sculpteur montpelliérain Sabatier. Ce retable, sur lequel figurent les armoiries de la confrérie, occupe tout le fond du chœur.

##### La chapelle des Pénitents blancs

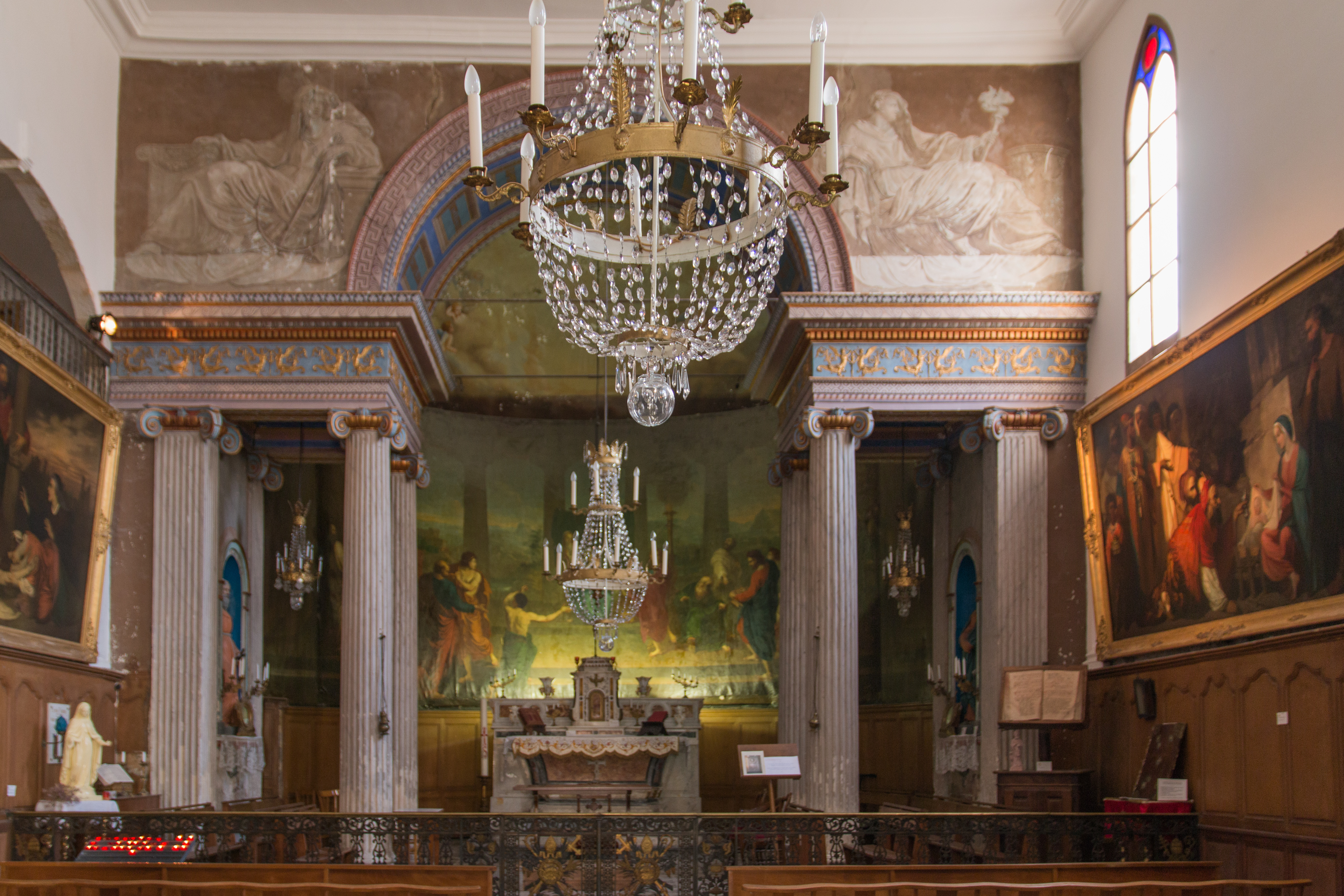
Chapelle des Pénitents Blancs, intérieur.

L'édifice a été classé au titre des monuments historiques en 2007. Plusieurs objets sont référencés dans la base Palissy (voir les notices liées).
Située à l'angle de la rue de la République et de la rue Louis-Blanc, elle appartient à la confrérie des Pénitents blancs créée en 1622.
Au-dessus du chœur, sur la voûte, on peut voir une copie du retable de Jérusalem où le Christ a célébré la Pâque et le jeudi Saint avec ses apôtres. Autour du maître-autel, une peinture sur toile retrace la descente du Saint Esprit le jour de la Pentecôte. On l'attribue à Xavier Sigalon, peintre né à Uzès en 1778. De chaque côté du chœur se dressent deux statues : à gauche saint Félix pour la rédemption des captifs, à droite saint Jacques le Mineur, premier évêque de Jérusalem.

### Patrimoine culturel

#### Lou Drapé
Lou Drapé est un cheval imaginaire mentionné dans le folklore local, qui était censé se promener la nuit autour des remparts de la ville, prendre 50 à 100 enfants sur son dos, et les faire disparaître « on ne sait où ».

### Patrimoine gastronomique

#### La fougasse d'Aigues-Mortes
La fougasse appartient aux premières pâtisseries à base levée. Elle peut être sucrée (dénommé parfois « tarte au sucre ») ou salée (avec ou sans gratillons). Traditionnellement, la confection de la fougasse au sucre à Aigues-Mortes était réservée à la période de Noël, au sein des treize desserts. À base de pâte à brioche, sucre, beurre et fleur d'oranger, elle était fabriquée par le boulanger avec les ingrédients apportés par le client. À présent, la fougasse d'Aigues-Mortes se vend toute l'année.

### Vues aériennes

Aigues-Mortes vue du ciel
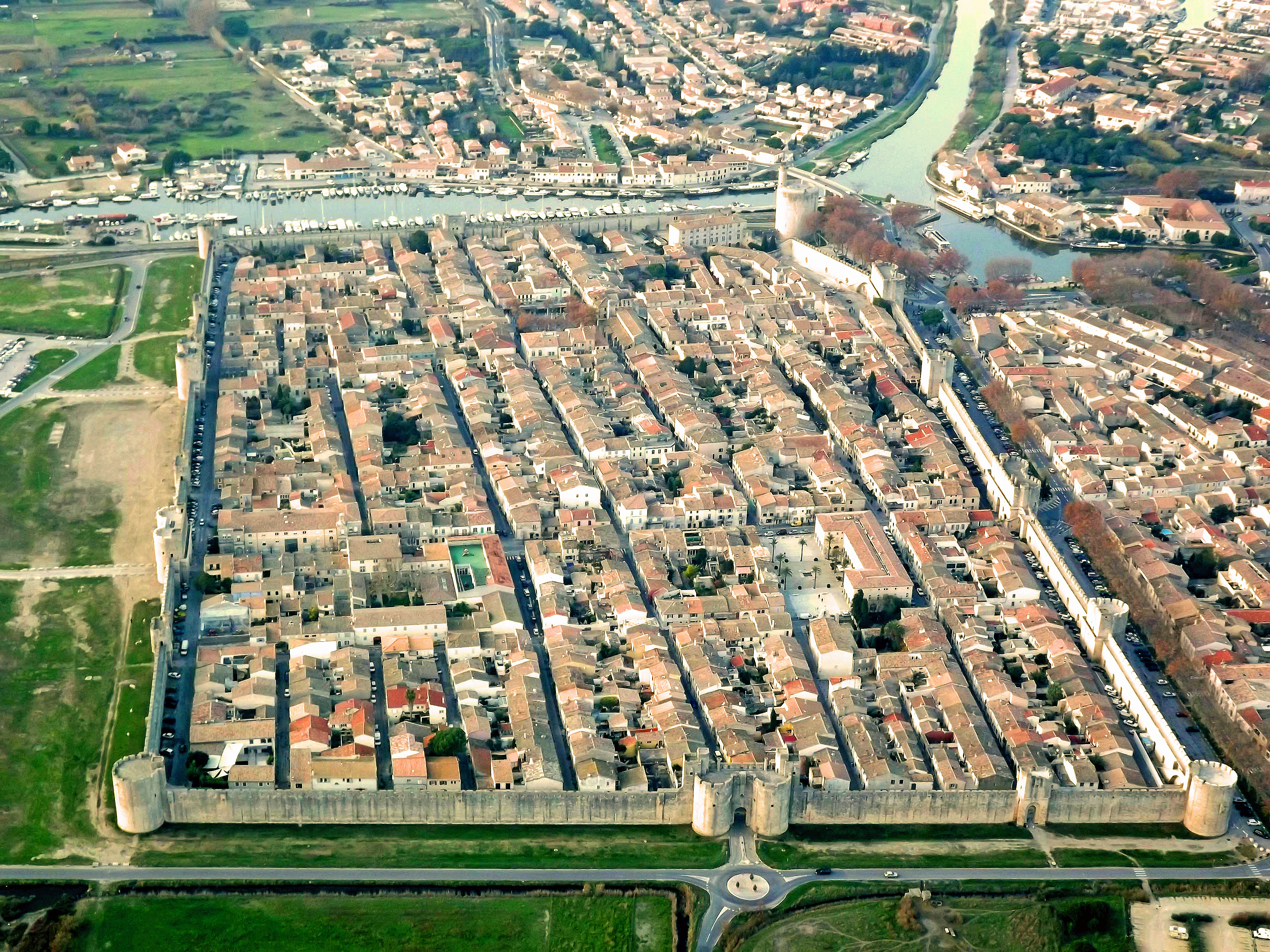
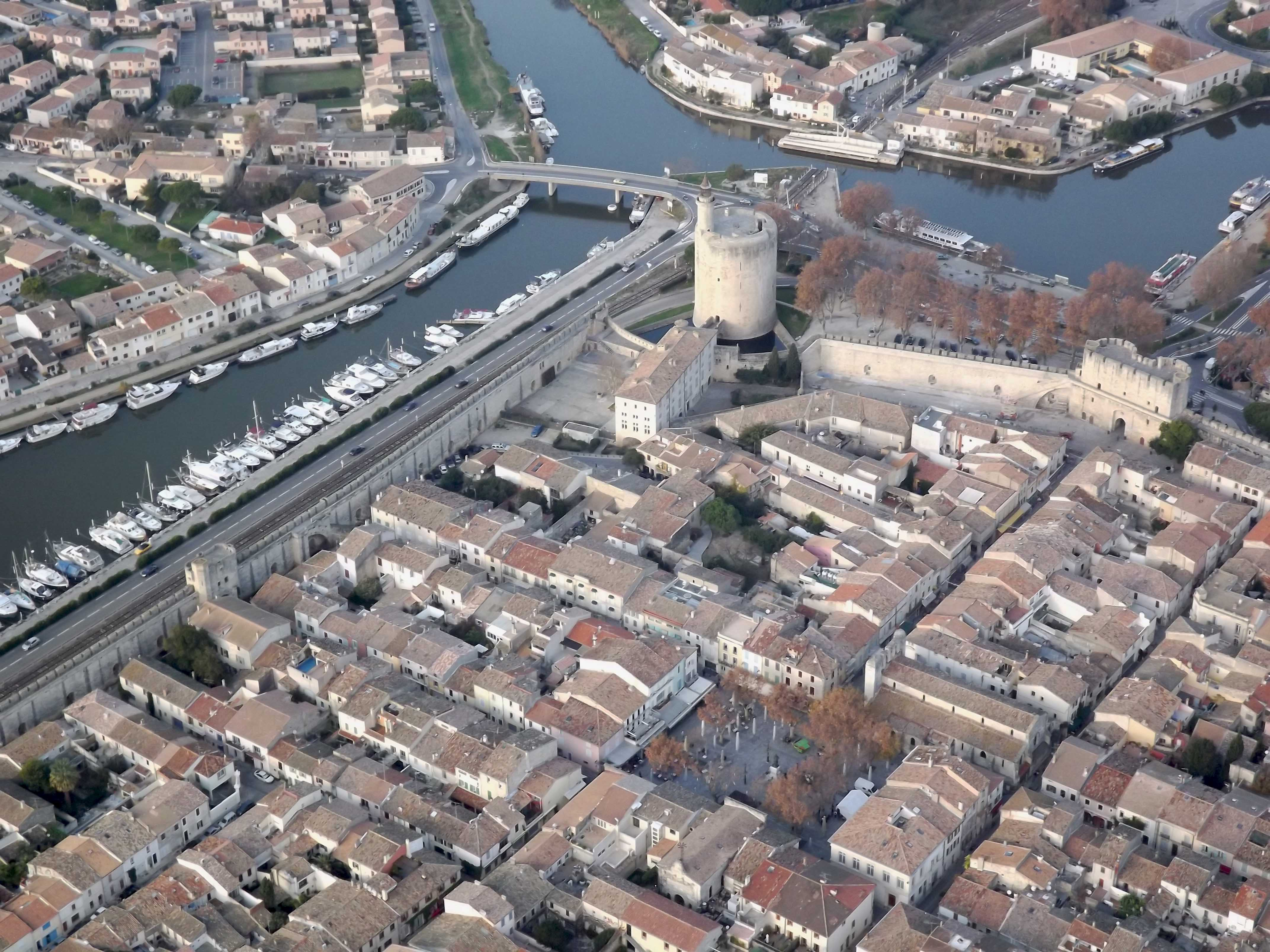

### Patrimoine environnemental
Aigues-Mortes est concernée par 5 zones naturelles protégées, 10 ZNIEFF, deux zones spéciales de conservation (ZSC) (sites d'importance communautaire (SIC) sous la directive habitats), et deux zones de protection spéciale (ZPS) (SIC sous la directive oiseaux),.
41 797 ha de la Petite Camargue sont classés comme « zone humide protégée par la convention de Ramsar » et concernent 16 communes dont Aigues-Mortes,.
Côté sud elle jouxte le parc naturel régional de Camargue.

### Personnalités liées à la commune
- André Pacifique Peyre (1743-1796), général des armées de la République y est décédé.
- Emmanuel Théaulon, auteur dramatique, né à Aigues-Mortes le 14 août 1787.
- Étienne Théolon, peintre, né à Aigues-Mortes.
- Léon Dombre, ingénieur hydraulicien, né à Nîmes le 25 octobre 1804.
- Ferdinand Gaillard, artiste lyrique, né à Aigues-Mortes le 11 janvier 1876, décédé à Bargemon dans le Var le 25 août 1936.
- Maurice Fontaine (1919-2015) : homme politique, sénateur-maire, maire d'Aigues-Mortes de 1965 à 1977.
- Michel Mézy, ancien footballeur, né à Aigues-Mortes le 15 août 1948.
- Frédéric Bazille, un des initiateurs de l'impressionnisme, représenta Aigues-Mortes dans plusieurs de ses tableaux.
- Jean-Pierre Spiero, réalisateur de télévision, ancien adjoint au maire pour les affaires culturelles et les traditions[112].
- Robert Marchand, raseteur, vit à Aigues-Mortes.
- Louis de Bourbon, héritier de saint Louis, citoyen d'honneur d'Aigues-Mortes depuis le 25 août 1992.
- Jean Lanzi, journaliste et animateur de télévision.

(voir aussi Catégorie:Naissance à Aigues-Mortes)

### Héraldique
| Blason de Aigues-Mortes | Blason  | D'or à un Saint Martin de carnation, vêtu d'azur et chaussé du champ, monté sur un cheval de gueules sellé et harnaché aussi d'or, coupant son manteau aussi de gueules pour en remettre la moitié à un pauvre boiteux de carnation vêtu aussi d'azur, à la béquille au naturel, le tout sur une terrasse de sinople. |
| Blason de Aigues-Mortes | Détails | |

#### Événements de 1893
- Enzo Barnabà, Le sang des marais, Marseille, 1993
- Mort aux Italiens !, Toulouse, 2012  (ISBN 978-2-9525264-5-6).